# 国共内戦
国共内戦（こっきょうないせん、繁: 國共內戰、簡: 国共内战）は、20世紀前半の中国大陸において、中国国民党および中華民国国民政府率いる国民革命軍と中国共産党率いる中国工農紅軍との間で行われた内戦である。
第一次国共合作の破綻によって生じた第一次国共内戦（1927年 - 1937年）と、第二次国共合作の日中戦争終結に伴う国共の再対立によって生じた第二次国共内戦（中: 第二次国共内战/第二次國共內戰：1946年 - 1950年代）とに大別されるが、単に「国共内戦」と言う場合には一般に第二次国共内戦を指すことが多い。その為、本項では第二次国共内戦について記載し、第一次国共内戦については別項で記載する。
また、中国共産党および中華人民共和国政府は、1921年の中国共産党成立から第一次国共合作を経て、1927年の国共分裂までの時期を「第一次国内革命戦争」と呼び、第一次国共内戦を「第二次国内革命戦争」と呼ぶ、第二次国共内戦については、「解放戦争」「人民解放戦争」または「第三次国内革命戦争」とも呼ぶ。一方、中国国民党および中華民国政府は、1927年の国共分裂を「清党」と呼び、第一次国共内戦を「剿匪」または「剿共」と呼び、第二次国共内戦を「動員戡乱」「戡乱戦争」または「抗共衛国戡乱戦争」と呼ぶ。

## 概要
国共内戦の根本的な原因は、中国国民党と中国共産党の間にあるイデオロギー上の対立である。共和制度がまだ確立していない中国では、いかなる政党も選挙によってその主張を国家政策に昇格させることができなかった
中国国民党の政治理念は興中会から1920年代にかけて発展し、北伐に確立された。孫文が提唱した三民主義および五権憲法を指導思想とし、「民族」「民権」「民生」の各分野において、「軍政」「訓政」「憲政」の三段階を経て中国の統一を目指し、最終的に欧米の共和国を模範とする、軍隊国家化を伴う共和国の建設を目標とした。
中国共産党の政治主張は1921年の創立以来、大きく変化した。土地の平均分配は両党の根本的な対立点である。初期の指導思想は、暴力革命によって無産階級の独裁を実現する社会主義国家を目指すものであった。数度の失敗を経て、レーニンやスターリンのソ連モデルを参考に、徐々に毛沢東思想として独自の政治理念を打ち立てた。創立の翌年である1922年の第2回全国代表大会で、「反帝・反封建」の民主革命綱領が決定された。中国共産党は国民党を「広範な大衆基盤を持たない階級政党」とみなし、自らを「広範な大衆基盤を持つ無産階級政党」と位置付けた。同時に、国民党を資本家階級の政党とし:324、自党が代表する無産階級および広大な人民大衆の革命対象であると見なしていた。最終的な目標は、社会主義を経て共産主義を実現することであった。このような政治主張は国民党と根本的に対立し、両党の対立は必然的に深まっていった
一方で、国共両党はともに独自の武装力を重視する伝統を持っていた。辛亥革命後、中央政府は北洋軍閥によって支配されていた、北京政府の軍事力が強大であったため、孫文は国民党が自らの軍隊を持たない限り革命の成功はないと認識した。そのため、国民党は改組後、ソ連の支援を受けて党国体制を導入し、国民政府の武装勢力を整備した。国民革命軍は北伐によって北京政府を打倒し、1928年には形式上の統一を達成した。しかし、北伐の過程で国民党と共産党の対立は激化し、1927年8月1日の南昌蜂起を皮切りに、共産党は独自の武装勢力を創設し、国民政府の打倒を目指した。これにより第一次国共内戦が始まった。:4922
1936年12月12日、西安事件後中国国民党と中国共産党は一時的に「抗日民族統一戦線」を結成した
日中戦争の間、国民革命軍（国民党軍）が日本軍の前面に立って戦力を消耗していたのに対し、共産党軍は後方で力を蓄えると共に巧みな宣伝活動で一般大衆からの支持を得るようになっていった。更に日本の降伏後、共産党はシベリアに抑留される日本軍から最新式の兵器を鹵獲する作戦を遂行した他、ソビエト連邦からの援助も継続的に受領し、国民党軍に対して質的均衡となるほどの軍事力を得た。共産党軍は、拠点となる中国北方から徐々に南下して国民党軍を圧迫し、中華民国に代わる新しい中国の国家として中華人民共和国を建国した。
一方の国民党は、日中戦争以降続いていたアメリカからの援助を受けて、内戦の前半には優勢を保っていた。だが、腐敗・失策による民心離反や1948年以降の大規模な軍事的敗北によって国民党は1949年に入ると勢力を急速に失い、1950年の海南島陥落によって中国本土の拠点を全て失った。情勢の変化を受け、国民党は中央政府を中国本土から台湾へ移転し、海南島陥落以降は台湾地区の防衛に専念するようになった。そのため、中華民国という国家の消滅は避けることに成功した。
国共内戦の結果、中国は台湾の中華民国と中国本土の中華人民共和国による分断国家となった。1979年以降は支配地域の変更や両軍間での戦闘行為が発生していないものの、中華民国と中華人民共和国は中国統一を巡って引き続き対立関係に在る。

## 第一次国共内戦

### 連ソ容共と国共衝突

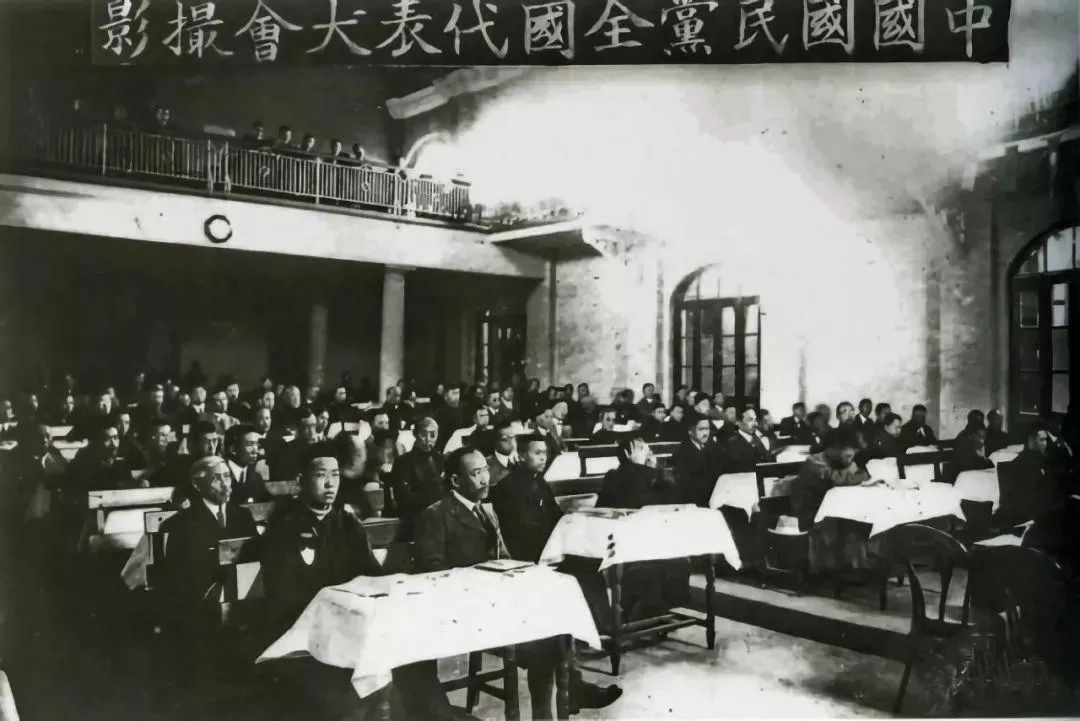
中国国民党第1回全国代表大会

1918年、孫文はレーニンに働きかけ、ロシア共産党員の「苦闘に対する深い敬意」を表明し、中ソ両国の革命党員が「団結して共に闘う」ことを望んだ。:273
1921年12月末、コミンテルン代表スネーフリートは張太雷に付き添われて桂林で孫文を訪問し、3回にわたって長時間会談した。:275
1922年8月、ソ連政府は極秘にスネーフリートを通じて孫文と連絡を取り:33、スネーフリートと李大釗が何度も孫文と会い、国民党の興隆について協議した。:29
1923年1月17日から26日にかけて:325、ソ連政府全権代表としてヨッフェが上海で孫文と会談し、月末に『孫文・ヨッフェ共同宣言』を発表した。そこでは孫文の「連ソ」政策を確立し、次の項目を盛り込んだ：:33
- ソ連は中国統一を支援する
- ソ連は不平等条約を破棄し、新たに中ソ交渉を開始する
- 中東鉄道問題は中ソ協議で現状維持とする
- ソ連は外モンゴルの独立を求めず、ソ連軍の即時撤退も要求しない

1923年8月16日、孫文は「孫逸仙博士代表団」をソ連に派遣し、政治および軍事顧問を広州に招いて中国革命を支援させた:130
同年末、蔣介石が孫逸仙博士代表団を率いて帰国し、ロシア遊学の感想を報告した。その中で「ソ連の『世界革命』の策略と目的は、西欧植民地主義よりも東洋民族独立運動にとって危険だ」と述べたのに対し、孫文は過度な懸念だと反論し、次のように述べた：:28~30
1924年1月20日から30日まで広州で開かれた中国国民党第1回全国代表大会では:340、孫文が開会演説で党の改組と革命・建国の道具化を強調した。:343大会議長団は胡漢民、汪精衛、林森、李大釗、謝持の5人で構成され、ソ連顧問ボロディンも出席。大会決議で中共党員の個人入党を認める一方、三民主義順守と党綱党紀厳守を義務付けた。代表は百数十名、そのうち20名余が中共党員だった。:347:30
1924年1月下旬、中国国民党第1回全国代表大会が開かれた後、孫文は三民主義に多くの新意を付与した。しかしボロディンは依然として深い不満を抱き、報告にこう記した。「孫文は我々が国民党のために作成した革命綱領に同意し、意図的に我々に迎合した。しかし、我々と統一戦線を築くことを公にするのは認めなかった。そのため、彼は我々を完全には信頼していなかった」と。:432一方、孫は第一次全国代表大会宣言にも満足せず、『国民政府建国大綱』を代わりの綱領にしようと考えた。ボロディンは強く反対し、孫文を説得しようとした。ボロディン自身の述懐によれば、彼は情熱を込めて孫文にこう諭した。「おまえは選択を迫られている。帝国主義陣営に属する1億5千万と共に進むのか、それとも帝国主義の圧迫を受ける12億5千万と共に進むのか。そろそろ決断すべきだ」と。延々と説得を続けるうち、孫文は異例に何度も頷いて同意を示した。:475-476しかし「孫文はボロディンの多くの助言を受け入れたが、最終的にどうするかの決定権はあくまで彼にあり、二人の意見は常に一致したわけではなかった。時にはボロディンが孫文の考えを変えるのはほとんど不可能だと感じた」という:288。ボロディンはやむなく認めざるを得なかった。「アメリカ精神が彼の頭の中に深く根付いている」:383「一般に、孫文の考えを変えるのは難しい」:567
1924年6月、鄧澤如ら11人が連名で孫文に上書し、中共を弾劾して中国国民党の改組に反対した。彼らは、中共が反帝・反軍閥の旗を掲げたことで中国国民党が「国際的な怨恨を買い」、国内の実力派の協力を断たれたと指摘した。孫文は「党綱は自分がボロディンに執筆を依頼したものだ」「疑心暗鬼に陥ってはならない」と諭し、「陳独秀ら中国の青年学生は自負心が強く、最初はロシア外交を独占し、我党とソ連の往来を阻止しようとした。彼らがロシアの援助を独占し、自党を対抗勢力として打ち立てた。もし我々が陳独秀を疑い、そのままソ連まで巻き込むなら、まさに陳独秀の策に嵌り、彼らの勢いを助長することになる。（陳独秀らが）党に従わなければ、私は彼らを切り捨てる」と述べた。:35
一方で孫文は中共を国民党の路線に封じ込めようと努め、陳独秀が機関紙で幾度も自身の政策を批判したことを受け、スネーフリートに「共産党が国民党に加入した以上、党紀を守って国民党を公然と批判してはならない。従わない共産党員は除名する。もしソ連が中共を擁護するなら、ソ連にも対抗する」と語った。松島宗衛の取材では「共産党が我党を撹乱する陰謀を持つなら、支援を断ち切り、民国の外へ一掃するだけだ」と断言し:536、私的には劉成禺に「中共が我党の範囲に留まるなら容認する。留まらないなら処理方法を用意する」とも語った。:224
国民党員が中共を弾劾した事件の後、孫文は抑えはしたが、断固として反対する態度は示さなかった。中共はこれを非常に不満に思い、孫文が国民党右派に敵意を向けたくないと見なした。1924年7月、陳独秀はヴォイチンスキー宛の書簡でこう判断している。「今国民党を支持するということは、国民党の全ての機構を握る右派を支持するに過ぎない。孫文はすぐには我々を見限らないだろうが、反動派による我々への攻撃を止めようとは到底思っていない。我々は無条件かつ無制限に国民党を支持すべきではなく、左派が掌握する活動様式だけを支持すべきだ。さもなければ我々は敵を利し、反対派を利することになる」。その後まもなく、彼はヴォイチンスキーに宛てた別の書簡の中で次のように提案した。コミンテルンはボロディンに対し、孫文と接する際には十分慎重であるべきだと注意を促す必要がある。さもなければ、簡単に孫文の罠にかかってしまう:84-85、119
孫文は共産主義について、マルクスを「社会病理学者」と見なしており、「社会生理学者」とは言えないと考えていた。彼は、マルクスが社会進化の問題点ばかりを見て、その原理を理解していないと批判した。また、第一次国共合作の時期に広州大学で民生主義を講演した際、マルクス主義を批判し、「剰余価値」理論を否定した。:350しかし孫文は、国民革命を成功させるにはコミンテルンの軍事支援とロシア共産党の党国体制が必要であると考えていた。ただし、その軍事支援と党国体制の利用に限られ、中国を共産化する意図は持っていなかった。孫文はこれについて、「私はソ連の体制の優れた点は活用できるし、その邪悪な面は切り捨てることができる」と宣言した。:267-268孫文の死後、中山艦事件、第三次上海暴動、南京事件が発生した。特に南京事件は、コミンテルンが中国を共産化しようとしている意図を露呈させ、国民党によるその後の清党の伏線となった
| 「                                                         | 三民主義はレーニンとかのクズじゃなくて、ただ中国三千年にわたって漢民族が保ってきた「治国平天下」の理想を演繹しただけのもんだ。私は才能は高くないが、レーニンらのクズは受け入れない。それに共産主義なんて、中国古代が残した小さな理想に過ぎないだろ | 」 |
| —中国国民党総理の孫文（ ある日本人との会話 1924年2月より） | |    |

### 清党運動

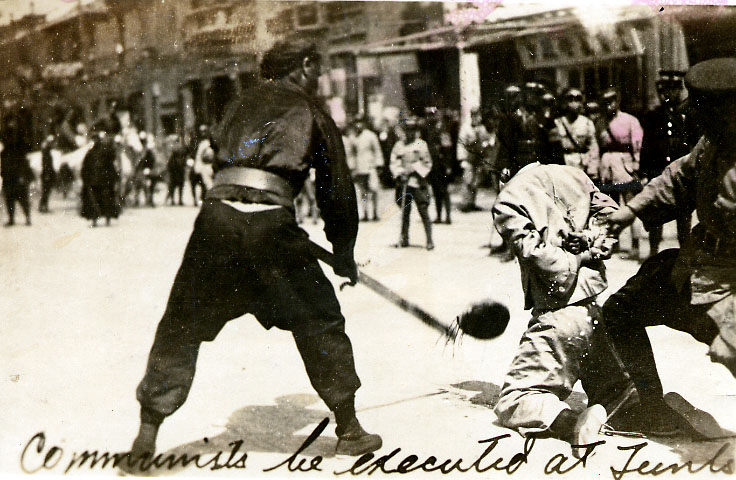
斬首刑に処された共産党員

孫文が北京で亡くなった後、ボロディンはこれが国民党右派を一掃し、左派が権力を掌握する絶好の機会だと考えた。中国共産党中央委員会も各級党部に対し、ただちに党員を公募して左派の数を増やし、「中間派を圧迫して我々と協力させる」機会を狙い、後に開かれる国民党第二回代表大会で「右派と選挙で競合する」ことを目指すよう通知を出した。:404共産党は孫文の「国民党左派」という身分をでっち上げ始め、晩年の少し左寄りの言論――1924年の海関関余問題や沙面ストライキ、商団事件での反帝宣言、北上時の軍閥制度廃止主張を重点的に宣伝して、彼を断固たる「国民党左派」として仕立て上げた。それまでの孫への批判はほとんど消え失せ、代わりに階級闘争精神をやたら讃える論調になった。さらに共産党は戴季陶ら国民党員と三民主義の解釈権を争い、「連ソ・連共・扶助工農」が孫文晩年に発展させた「新三民主義」だと主張した
南京事件の後、1927年4月6日、張作霖は北京で警察を動員し、ソ連大使館、極東銀行、中東鉄道事務所を捜索した。そこに潜んでいた中国人58名を逮捕し、その中には中国共産党の主要創設者の一人である李大釗も含まれていた。また、ソ連とコミンテルンが中国を共産化しようとした千余件の文書を押収して公表した。
押収資料には、コミンテルンの大量の指令・訓令、転覆工作資料（馮玉祥との共同行動文書、紅銃会や農民扇動の記録、中国共産党文書など）、いわゆる「ソ連陰謀文証編」が含まれており、ソ連による中共への地下浸透活動や最近の街頭群众運動の状況が詳細に記されていた。:42
その中に、当時の国民政府顧問ボロディン宛てのソ連共産党からの電報があり、「国民革命軍に中国を統一させてはならない」という指示が書かれていた。ソ連の狙いは北伐を利用して帝国主義諸国を牽制し、彼らが東方からソ連を攻撃できないようにすることだった。:65
この事件を受けて中共とソ連は国民政府を非難し、両党の関係は緊張した
4月12日、蔣介石が上海で清党を引き起こした。汪精衛が演説を行い、蔣介石の武力による排共を痛罵し、「反共はすなわち反革命だ」と表明した。蔣介石はそのまま南京国民政府を樹立し、これを寧漢分裂と呼ぶ。蔣介石は「清党」を命じ、国民党内の共産党員を一掃し、各地で大規模に中共関係者を逮捕した
5月中旬、李宗仁と朱培徳の調停で武漢と南京は戦闘を回避し、それぞれ北伐を継続することを決定した。月末、コミンテルンは中共の方針を変更し、工農を武装して新軍を結成し土地改革を行うと決議したが、中共は国民党内にとどまり、国民党および武漢国民政府を工農革命独裁機構に変えた。
同時に中共は湖南で流血を伴う土地改革を展開し、地主と闘争したため多くの国民党軍将校が不満を抱き、ついに何鍵と衝突した。何鍵や朱培徳らも排共を開始し、これを「馬日事変」と呼ぶ。事変中、中共および傾共民衆の死亡者は数百から千人余に達した。
7月13日、中共は宣言を発表し、武漢・広東の複雑な関係に鑑み、中共党員は国民党を離脱すべきだと表明した
7月15日、汪精衛はソ連と中共の権力奪取計画を見破り、南京と平和的に分党することを決めた。緊急会議で『統一本党政策案』を可決し、国民政府や軍隊に所属する中共党員に直ちに中共離脱を宣言させ、宣言しない者は全職務を停止させると決めた
7月15日、汪精衛率いる武漢国民政府は中共と分党した

### 十年の内戦

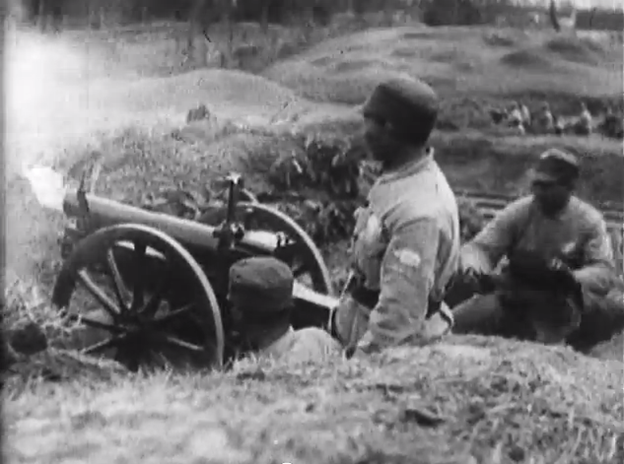
紅軍に砲撃している国民革命軍

1927年8月1日、周恩来、劉伯承、葉挺、賀龍（当時は中共党員ではなく国民党左派の一員）らが南昌蜂起を起こした（国民政府はこれを暴動と見なした）。これは中共が初めて正式な武装部隊を結成した事件である
8月4日、蜂起軍は南昌を放棄して広東へ南下し、国共初の武力衝突が勃発した。8月7日、中共は「八・七会議」を開催し、武力による政権奪取を決議、第一次国共内戦が全面的に始まった。蜂起軍はのちに中国工農革命軍に改編され、さらに中国工農紅軍へと改組された。8月14日、蔣介石は辞職し、武漢国民政府と南京国民政府が合併して寧漢統一が実現した。
9月、南京国民政府の実権は桂系軍閥と西山会議派が握り、汪精衛が辞職した。同月、毛沢東は湖南・江西で秋収蜂起を起こした。10月、汪精衛は広東へ赴き南京政府を否定し、ボロディンは蒙古経由でソ連に帰還した。11月、蔣介石は上海に戻り汪精衛を北上に誘った。12月11日、中共は葉挺・葉剣英らの指導で広州起義を起こし、12日には広州ソビエト政府を樹立したが、広東国民革命軍将領張發奎の反撃に遭い、13日に紅軍は敗退して広州を撤退した。12月16日、汪精衛は辞職してフランスへ赴いた。

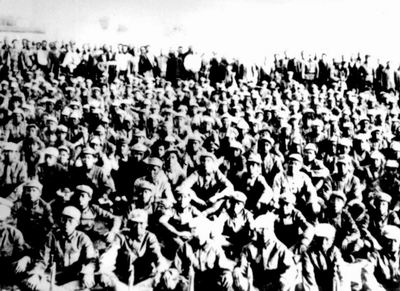
長征中の紅軍

1927年に建軍してから1937年の日中戦争勃発までの間、中共は土地改革を展開するとともに国民革命軍と幾度も戦った。1930年以降、国民革命軍は江西・湖南の共産党根拠地に対し五度の「囲剿」（包囲殲滅）作戦を実施したが、最初の四度は失敗に終わった。紅軍は運動戦を駆使して南方の根拠地を守り抜いた。しかし第五次囲剿では、国民革命軍はドイツ軍事顧問の助言により持久戦と塹壕攻略を組み合わせ、またソ連軍事顧問ブラウンの誤った戦略が重なって大損害を被った。紅軍は江西瑞金から陝西延安へ退却を余儀なくされ
一部の紅軍は南方でゲリラ戦を続けた。途中、遵義会議で毛沢東が再び軍事指導権を掌握し、少数部隊ながら延安に到達した。

### 内戦終結
1936年5月5日、中国人民紅軍革命軍事委員会主席朱徳は《停戦議和一致抗日通電》を発表し、「南京国民政府軍事委員会、全海陸空軍」や各党各派と並列し:25初めて蔣を「売国奴」と呼ばず「蔣介石氏」「南京政府の諸君」と称し:426、「国防力を温存し迅速な抗日戦争遂行を図るため、内戦を停止して一致して抗日せよと国民に何度も宣言してきた主張を断固実行し、蔣介石および部下の愛国軍人の最後の覚悟を促すため、山西で多くの勝利を収めたが、人民抗日先鋒軍は黄河西岸に撤退する」と通電した。:25
西安事件前、周恩来は東北軍元帥張学良と親しく交際し、張学良は共産党入党を申請したがコミンテルンに拒否された
1936年12月12日、当時西北剿匪総司令部副総司令の張学良と国民革命軍第十七路軍総指揮の楊虎城が西安で「兵諫」を敢行し:472、国民政府軍事委員会委員長兼行政院院長の蔣介石を拘束して直ちに抗日、「剿共停止」を要求した。:11

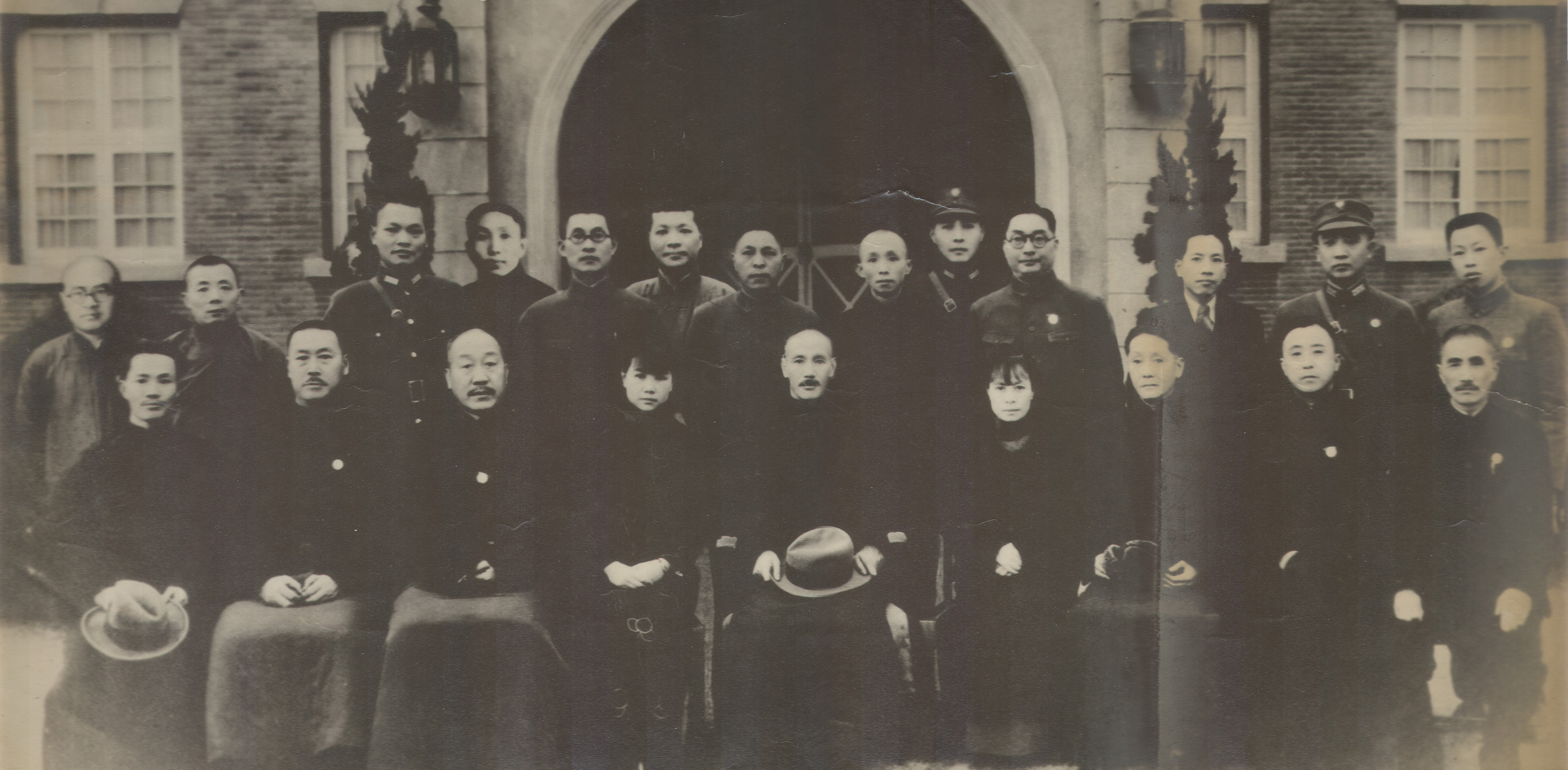
蔣介石が釈放された後、南京で国民政府の役人たちと撮った集合写真

12月24日、中国共産党代表団も参加して交渉が行われ、蔣は「連共抗日」を受け入れ:472、三点を約した：1、今後剿共停止・紅軍と共に抗日・中国統一を図り、彼らの指揮を受ける。2、宋美齢・宋子文・張が周と一切を協議する全権代表となる。3、蔣が南京に戻った後、周恩来が直接交渉できる。:74
12月25日16時、蔣は楊虎城に次の条項を「領袖の人格」で保証すると述べた：
西安事件後、蔣はこの六つの約束を繰り返し、南京に戻った。:77-78最終的に西安事件は和平的に解決し、国民政府は共産党との戦闘を停止、第一次国共内戦は終結した

## 第二次国共内戦

### 国内情勢

#### 内戦の背景
日本の降伏前夜、国民革命軍の主力は後方に集中しており、長江以北、平漢鉄道以東にはほとんど政府の正規軍が存在せず、長江以南、粤漢鉄道以東には第三戦区の部隊のみがいた。
1945年4月までに、中国共産党とその率いる軍隊は華北の農村地域の大部分を制圧し、基盤地区の総人口は約9,550万に達し、土地改革を実施して農民の信頼と支持を徐々に獲得し、国民政府と渡り合える軍隊を構築した:724:10-43。一方、国民政府は社会面では、戦争の破壊と過激な貨幣政策により法幣の価値が急速に下落し、物価が高騰して一般民衆の生活費が劇的に上昇した。日中戦争勝利後、国統区では物価が飛躍的に上昇し、日中戦争全面勃発前の1937年6月の法幣購買力を基準にすると、日中戦争勝利の1945年8月には購買力がわずか0.05%になっていた。社会の安定勢力である地主も影響を受けて次々と解体した。同時に、国民政府が農村で実施した苛捐雑税はさらに農民の負担を重くし、一部地域では過重な税賦で田畑が荒廃し、住民が離散した。
「中ソ友好同盟条約」によると、国民政府は東北の接収権を法的に有しており、したがって停戦令第五条乙項は、政府が東北九省に進入するか、東北九省内での部隊移動は制限を受けないと規定した。また、停戦令第二条では、中国国内（東北を除く）での軍事移動を一律停止すると定めている。しかし、ソ連軍の東北での実際の行動は国民政府の接収作業を妨害した。ソ連軍は中共が重要地域に部隊を配置するよう奨励し、占領した日本関東軍の武器装備を中共に引き渡していた。中共も東北での接収権があると主張し、当該規定の遵守を拒否して関内から部隊を東北に移動させ、ソ連軍退去後の各地で接収作業を続行した。
中共中央は東北に速やかに党・政・軍の組織を構築させ、ソ連軍の協力を得て各地の政権を接収するよう指示した。ソ連軍はかつて中共に対し東北全域の政権をできるだけ早く接収するよう促した。

#### 日中戦争勝利後の情勢
日中戦争終結後、国民政府指導下の国民革命軍と中国共産党指導下の八路軍・新四軍の衝突が激化し、1945年8月に毛沢東、周恩来、王若飛らが重慶へ飛び、国民政府と交渉した。交渉内容は日本軍の降伏受け入れ、共産党部隊と国民革命軍の合同、戦後の共産党の参政権などだった。双方は10月10日に「政府と中共代表の会談紀要」に署名し、年末に政治協商会議を開催することを決めた。国共両党は重慶で会談を行い政治協商会議を召集したが、会談は直ちに決裂し、内戦が全面的に勃発した。
1946年1月、国共両党は民盟、中国青年党、中国民主社会党などの代表とともに政治協商会議を開催し、平和建国綱領など五つの決議案を可決し、平和建国綱領のもとで民主憲政を共同で実現することで一致した。しかし実際には両者の衝突は収まらなかった。2月末には反ソ運動などの影響を受けつつも、国共両軍は軍の再編案で合意し、国共軍を中華民国国軍に統合編成した。協定は全国駐留軍のサービス区域を定め、各軍をこの区域に集結させて統一編成し、12か月を一期として段階的に部隊を縮編し、最終的に全国60個師を目標とした。3月末、国共は最後の正式協定となる「東北停戦協定」に合意したが、東北内戦には実質的拘束力がなかった。
アメリカ国務長官は、ソ連が華北に駐留する主な任務を日本軍の武装解除と引き揚げと指摘し、中国軍が独立して責任を負う能力を持てば、ソ連駐留軍はただちに撤退すると述べた。
日ソ戦争の結果、ソ連は中国東北および内モンゴルの一部を支配した。中国共産党中央主席の毛沢東は国民政府との闘争を続けるため東北を接収しようとした。しかしスターリンは、アメリカが支持する国民政府との対立を深刻化させないため毛沢東の要求を拒否し、「連合政府」政策を推進し、一時期国民政府に東北接収を支持する協定を提案し、ソ連の東北経済権益を確保し、アメリカ勢力の東北進出を阻止するよう求めた。国民政府がソ連側の要求を拒否したため、ソ連軍は1946年の東北撤退前に共産党による東北空白地帯の占拠を容易にする多くの便宜を提供した。たとえば、ソ連赤軍は関東軍から鹵獲した一部の武器を林彪の東北野戦軍に引き渡した。

### 国際情勢

#### 米国とソ連による東北への干渉
1945年8月14日、国民政府とソ連は「中華民国ソビエト社会主義共和国連邦友好同盟条約」ならびに「大連に関する協定」「旅順口に関する協定」「中国長春鉄道に関する協定」を締結し、外モンゴル独立問題などについて文書交換を行った。これら条約・協定・交換文書では、大連を自由港と宣言し、港務長はソ連側が担当し、港湾工事および施設の半分を無償でソ連に貸与し、期間は30年と定めた。中ソ両国は旅順口を共同で海軍基地として使用し、日ソ軍事委員会を設置、委員長はソ連が任命し、ソ連政府は指定区域内に陸海空軍を駐屯させる権利を有すると規定された。中東鉄道および南満鉄道は、満州里から綏芬河までとハルビンから大連・旅順を結ぶ幹線を統合し、「中国長春鉄道（中長路）」と命名し、中ソ両国の共同所有・共同経営とした、など。:173
これら条約・協定・交換文書の締結により、ソ連はかつて帝政ロシアが中長路などで強奪した権益を回復し、中国の主権と利益を著しく侵害した。:173しかし一方で、ソ連は「ヤルタ密約」で要求された各種利益を得たため、スターリンは新疆分離勢力との国民政府との和談に同意した。:174両者の交渉はソ連が調停者となって1945年10月中旬から始まり、最終的に1946年6月6日に和平協定が成立した。:174「東トルキスタン国民軍（民族軍）」は統一編成され駐屯地が定められ、新疆省政府は改組され「民族軍」側の代表を取り込んだ。:174伊犁・タ城・阿山の3地区は「民族軍」に自治を認め、中央軍の進入を禁止した。:174-175
ソ連は当初、国共和談を促進しようとしたが、米国勢力の東北進出は望まなかった。:174しかし、米国は東北に門戸開放政策を実施すべきと主張し、直接国民革命軍の東北進駐と接収を支援した。:175米国を牽制するため、ソ連は中国共産党に関内の全ての根拠地放棄を要求し、最短期間で主力を関外に集中させ、ソ連軍の協力で米・国軍の東北進入を阻止するよう迫った。:175中国共産党はすぐに10数万人の軍隊を組織して東北に向かった。:1751945年9月下旬、米軍は華北に大規模上陸し、米海軍は多数の国民革命軍を海路で東北に送り込んだ。:175ソ連軍の支援を受けて、中国共産党は東北への陸海空の各通路を封鎖した。:175蔣介石は東北行営の撤退を命じ、ソ連が違約したと表明し、中共の占領した山海関を攻撃し、武力による接収を開始した。:175このためソ連軍は外交対応として国民政府と再び協定を結び、最終的に撤退期限を1946年2月1日まで延長した。:176その後、東北行営は接収を再開した。:176
しかしソ連は東北を自らの勢力圏と主張し、米国の介入を許さなかった。:1761945年12月末から1946年1月初めにかけて、蔣介石は息子の蔣経国をモスクワに派遣した。:176蔣経国は東北の門戸開放政策実施を主張し、経済関係ではソ連の主導権を認めるにとどめるべきとした。:176スターリンは重要企業の独占的中ソ合弁を要求し、そうでなければソ連軍は戦利品としてこれらを処理すると通告した。:176すでに1945年9月下旬、ソ連軍は大量に東北の日本軍工企業の機械設備を解体し、東北銀行の現金・有価証券・貴金属をほぼすべて持ち去っていた。:176中ソ経済協力交渉は行き詰まり、ソ連は中共中央東北局に内密に「ソ連軍は順次東北から撤退する。中共軍は速やかに占領せよ」と知らせた。:176ソ連軍が南満から突然撤退したため、中共武装は安東・本渓・遼陽・海城・撫順・通化・通遼・遼源などを迅速に接収し、南満の大部分の工業地帯を掌握した。:176
蔣介石は停戦小組を東北に派遣し、中共のソ連撤退区域への進入を阻止せよと要求した。:176-1771945年12月15日、トルーマンはマーシャルに国共停戦を促すよう指示した。:1801946年1月10日、国共は国共停戦協定を締結した。:2015蔣介石は後に本土敗北の教訓をまとめる際、「当初マーシャルの仲介を信じて精鋭の国民革命軍を東北に送った結果、本土が空虚となり各戦線で兵力が薄くなった」と言及した。当時、東北に派遣された国民革命軍40万〜50万の補給消耗は甚大で、長春などの都市が包囲された際は空中投下の救援に頼らざるを得なかった。1948年には国家予算の3分の1が東北に投入された。蔣介石は一城一地の得失や国際的な観点を重視し、東北に重兵を配置していたが、1947年以降中共が関内で四面攻勢をかけた際には国民革命軍の兵力が不足した。しかし当時、蔣介石は中国戦区の最高指揮官として14年間失われていた東北の接収に軍を派遣せざるを得なかった。
また、偽軍の編入を拒否したため、多数の偽軍が中国共産党に加わった。参謀総長の陳誠は「偽軍を編入すれば国軍の血統が混じる。絶対にやってはいけない」と主張していた。:215東北では、蔣は30万の旧日本軍に協力した偽軍を解散し全員を釈放した結果、共産党側の勢力補充となった。:10これは国民政府敗北の原因の一つでもある。一方、中国共産党は偽軍を潜在的な取り込み対象とみなし、柔軟に対応して積極的に編入した。:10毛沢東は「親日的な勢力には打撃と孤立の政策を、動揺する勢力には取り込みと争取の政策を行う」と指摘した。一部の偽軍は中共の戦闘力に転化し、内戦における軍事支援を提供した。
1946年7月に蘇北で国共が開戦し、10月までに国民革命軍が張家口を占領するまで、国共は依然として交渉と衝突を繰り返していた。:124-125期間中、マーシャルは8度にわたり廬山で蔣介石と周恩来の交渉を支援し、指示を中共に伝達した。国民政府は米国の介入を期待し「華北は軍事的に、東北は外交的に接収する」という目標達成を目指したが、トルーマン政権は平和的解決を望み蔣の要求を退け、国民政府の期待は最終的に消えた。1946年10月、周恩来はマーシャルの張家口休戦案を拒否し、国民革命軍は張家口へ進撃、一方共産側は重兵を集めて国民革命軍を包囲しようと準備した。傅作義部の騎兵は機動力に優れ、10月11日に張家口を占領した。:139-140同日、蔣介石は制憲国民大会の遅延を望まず第三次停戦令を発し、国民革命軍に一方的に停戦を命じた。:14017日、蔣介石は中共問題に関する声明を発表し、マーシャルがこれを中共に手渡した。:140声明には8つの項目が含まれており、多くは中共が既に同意していたか要求していた内容で、中共は米国の政策が自らに有利だと判断し、:140引き続き蔣との交渉に応じた。:141

#### 米国の国共内戦への対応

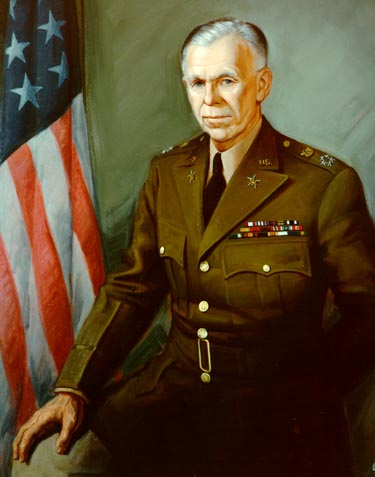
国共内戦で親中共だと見なされたマーシャル

日本降伏後、米軍は軍事活動を停止したが、レンタル法案は中華民国への適用を継続し、在華日本軍の監督活動を完了させた。1945年9月、在華米軍司令ウェデマイヤーは米軍倉庫にあった4,500万ドル相当の物資を中華民国に引き渡すよう命じ、米国防総省は70機のC-47輸送機および使用可能な航空機を国民政府に移譲した。
マーシャル調停期における米国の中華民国への軍援は二種類あり、一つは贈与および信貸、もう一つは軍事顧問団の設立である。米上院外交委員会の公聴会報告によれば、第二次大戦終結以降、国民政府に提供された軍需物資は種別が多岐にわたり数量も膨大だった。おおまかには、小火器、爆弾、航空機、戦車、自動車、軍艦、輸送艦、医薬品、被服などを含み、1949年3月21日までの贈与・信貸総額は約9億9,870万ドルに上った。そのうち贈与は7億9,770万ドル、残りの2,010万ドルが信用貸款であった。実際の物資価値はこれをはるかに超え、上記に含まれない売却用余剰物資も1億200万ドル相当あり、さらに670万ドル分の物品、5,600トンの弾薬などがあった。また、中米合作組織協定に基づき、1945年9月2日から翌年3月2日にかけて1,770万ドル相当の軍需品が信貸・贈与されたが、マ―シャル使華以前に移転が完了していたため、前述の総額には含まれていない。加えて、米軍が中国西南部から撤収する際、ビルマ遠征用の軍需（戦闘用火器含む）を中華民国に売却し、総額2,500万ドルのうち2,000万ドルが信貸、500万ドルが分割払いとされた。この売却分は1946年8月30日付の余剰財産売却勘定に計上された後、返済免除とされ、中国への恩恵とされた。
海軍軍事顧問団については、1946年7月16日に米海軍省が国民政府に対し海軍顧問団を派遣し、護衛駆逐艦、両用上陸艦、輸送船、沿岸哨戒艇など271隻を引き渡した。関連法案は大統領に対し、100名以下の将校および200名以下の兵士で駐華海軍任務部隊を設置する権限を認めている。1947年12月8日、中華民国外交部長と米国駐華大使スチュアートが協定を締結し、140隻の船舶を中華民国政府に引き渡すとともに、中華民国の海軍制度（艦隊編成、組織、人員養成、基地・学校整備など）の構築支援を行った。米国は中華民国の海軍幹部育成訓練を担い、情報提供も受けた。
陸軍軍事顧問団については、米陸軍省が1945年10月に在華米軍総司令ウェデマイヤーに顧問団設立を要請し、翌2月に南京で中国戦区総司令部（陸軍・空軍・後勤部隊）を設置した。1946年10月28日、中国戦区総司令部は米陸軍顧問団と改称された。
中国国民党前副主席関中は、1945年末から1947年初めにかけてマーシャルが国共両党の交渉に介入し、国共内戦で明らかに親共の立場を取ったと見なした。ある研究者は、彼が六月停戦令を蔣介石に強制し、四平戦役の戦後の追撃を阻害したとして、後にマッカーシーの強い批判を招いたと論じている。1946年夏から1948年2月・3月にかけて、米国は国共協定への共産党参加強要のため、対中武器輸送を一切停止した:723。1947年1月、マーシャル調停失敗後に国務長官に昇進し中国政策を消極化させた。:181 国務省極東局長范宣德は、中ソ関係悪化回避のため中国に対する静観政策を支持したとされる:181。米国の重欧軽亜政策により、大量の援助がギリシャやトルコに向けられた。:181 。顧柏克は、国共対立を米ソ対立の縮図とし、米国内の親共勢力が中共「連合政府」戦略を後押しした結果、国民政府拒絶後は熱意を失い、中共を擁護し続けたと論じた:723。
1947年7月3日、中華民国外交部長王世杰と米国駐華大使スチュアートは南京市で《中美經濟援助協定》を締結した。同年、行政院は行政院美援運用委員会を設置し、米側は上海市に経済合作総署中国分署を開設した。
1947年秋、国務省は米顧問の国軍訓練所参加禁止を正式に解除し、1947年12月までに20以上の新兵訓練センターを中華民国に設置した。1948年末から1949年初頭までに台湾で4個師、広州で1個師の訓練を実施した。顧問団は陸軍総部の組織構築、陸軍学校制度と訓練センター制度の整備を支援し、成都・漢口・台湾・南京・広州の各学校・訓練班を大幅に改革した。
1948年12月30日、行政院美援運用委員会台湾事務所が設立され、1949年中華民国政府の台湾への移転、陳誠が主任委員に就任した。同年、米国は援助を停止した。米援計画は中華民国と米国がJ. G. White Engineering Co.を審査機関とし、同社は1949年にボーセット（Valery Sergei de Beausset）を台湾に派遣して運用を担当させた。
米国務省によれば、1937年から1949年までの中華民国支援総額は35.23億ドルで、そのうち国共内戦時の援助は20.07億ドル（60%）、日中戦争期の援助は15.15億ドル（40%）であった。英学者アトリーは、日本降伏から1946年2月末までの援助額を約6億ドルとし、大半は輸送費（在華日本軍送還費用や中軍受降輸送費用含む）であり、これらを第二次大戦経費と見なした。また、1946年夏以降トルーマン大統領は、国民政府による対共用武器・弾薬購入を禁止し、その後販売された1億ドル相当の軍需品も大半が非対共用途だったとされる。禁輸は1947年7月に解除されたが、1947年12月から1948年11月までに中華民国政府へ販売された弾薬量は1ヶ月分の消費にしか満たなかった。総じて、米軍援の大半は時既に遅く、1948年4月の対中援助法による4億5,800万ドルの援助のうち、軍事用途指定は1億2,500万ドルのみ（陸軍8,750万、空軍2,800万、海軍950万）で、ほとんどが引き渡しに1年以上を要し、その時点で共産党は中国大部分を制圧していた。さらに、米援は無償ではなく、高額な対価を伴っていたとされる

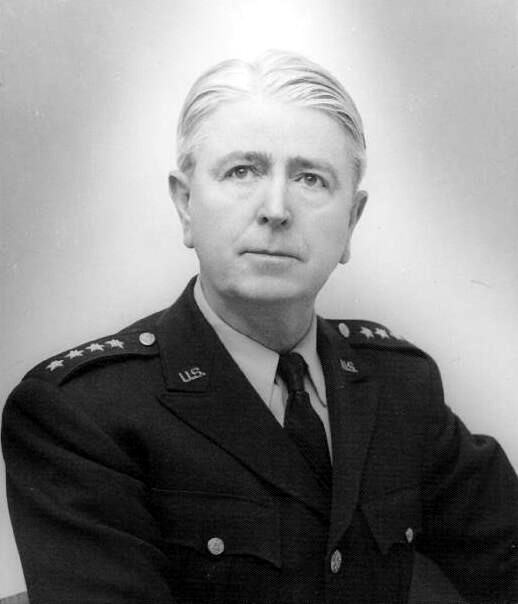
中華民国政府への援助強化を主張したウェデマイヤー

1947年8月24日、ウェデマイヤーは南京を離れる前に中国離任声明を発表し、自身が中国で見聞きしたものを「麻痺と怠惰」であると評した。中国に今必要なのは「人々を奮い立たせる指導者」と「道徳精神の復興」であり、:8400それは「中国内部からしか生まれない」と強調した。ウェデマイヤーは「人民の信頼を回復・維持するためには、中央政府は直ちに徹底的かつ深遠な政治・経済改革を実施しなければならない。保証だけでは不十分だ。共産主義は軍事力で根絶できない」と述べた。スチュアートへの紹介では「彼（蔣介石）は政府を大規模に再編し、腐敗無能な役人を排除すると約束した。私は彼を信じている。しかし、ソ連支援の共産党反乱が鎮圧されるまでは、政治・経済改革は成功しにくいとも理解している」と語った。特に蔣介石は江南諸省の主席を民間人に交代させる準備をしていたため、「私の発言の目的は、政府に即時行動を促し、蔣介石将軍の地位を強化して大規模な政府改革を可能にすることにある」。この演説から一週間後、東北行営主任の熊式輝が罷免された
9月19日、ウェデマイヤーはワシントンで国務長官マーシャルに『ウェデマイヤー報告』を提出し、その中で「共産党はナチス以上に自由の敵であり、中国で勝利すべきではない」と断じ、:285「中共は真のマルクス主義者ではなく、中国人民の福祉を図る農地改革者に過ぎない」という論調を否定し、:287中華民国政府は軍事的に劣勢であり、中共は中国統一の可能性が高いと警告した。ウェデマイヤーは米国が中華民国政府に援助を約束すべきと提言したが、トルーマン大統領はこれに強硬に反対し、報告を機密扱いのまま棚上げした。12月15日には、米国のウェデマイヤー将軍が蔣介石に書簡を送り、デイヴィッド・グッドウィン・バー将軍が駐華米軍顧問団団長に就任することを告げた:8470
蔣介石はアメリカの中国に対する外交政策を極めて低く評価し、「世界の未来にとっても悲劇だ」と言った：
マーシャルとアチソンは、中国政策の失敗と誤りを隠すために、中米両国の伝統的な友好関係を徹底的にぶち壊すことを平気でやる。彼らは自分たちの国の信頼や外交で守るべき規範なんて完全に無視している！世界をリードするアメリカ大統領トルーマンが、こんな世界を裏切る「中国白書」を発表することを許すなんて、アメリカの歴史にでかい汚点を残した。これはアメリカにとって悲しいだけじゃない、世界の未来にとっても悲劇だ！—蔣介石日記 1949年8月10日
1951年6月9日、国連軍司令官マッカーサー将軍は解任された後に言った：
マーシャルの中国に対する外交は、アメリカ外交史上最大の失敗の一つだ。それ以来、自由世界は血と災いの代償を払っている

#### 中共に対するソ連の支援
東北では、ソ連は日本関東軍の手から武器と装備を接収し中国共産党に引き渡した:91-92。
歴史学者張玉法は、1947年、戦況不利の中で中国共産党がソ連に援助を求めたと指摘した:703。
張玉法は国共間を国際戦争とみなし、ソ連は継続的に中国共産党に軍事・外交支援を行ったが、米国は国民政府に政府形態の変更を強制するため援助は少なく非難が多く、結果として国民政府の実力と威望は低下し、中国共産党との軍事抗争力だけでなく和平交渉の条件も失ったと論じた:711。
中国共産党の発展は当初からソ連の支援を受けた:723。中国共産党は米国の同情とソ連の実質的支援の下で勢力を日増しに拡大させた:723。ただし米国の学者には、ソ連軍が一方では八路軍に農村の接収を許可しながら、他方では蔣介石側役人に満洲の全都市を接収させ数か月間保護したとする者もいる。
1949年2月6日、毛沢東はソ連共産党政治局員ミコヤンに「これまでに得た武器はすべて無償だ。ソ連の武器生産にはソ連労働者の有償労働が含まれていることは理解している」と語った:276。毛沢東はさらに中共には3億ドルの貸付、3,000台の自動車、各種物資・機械・石油製品・造幣用銀などの援助が必要だと要請した:276。
| 時間                 | 発送地点       | 機関銃 | 歩兵銃 | 弾薬 | その他の物資 |
| -------------------- | -------------- | --- | --- | --- | --- |
| 1945年11月2日まで    | 瀋陽           | 4,000 | 11-12万 | | 砲類など一批 |
| 1945年11月2-6日      | 瀋陽、ハルビン | 1,000 | 3.6万 | 800万 | 一部砲；手榴弾15万；輸送機6機；列車2編成；コート2万；皮靴3万；兵器工場1棟 |
| 1945年12月初         | 旅順           | 100 | 1万近く | | 飛行機40余機 |
| 1946年3月            | 北朝鮮         | | 3万 | | |
| 1946年4月            | ハルビン       | 1万 | 10万 | | 1,000門の大砲 |
| 1946年5月            | 北朝鮮         | 115 | | 43万 | 爆薬1万箱 |
| 1946年6月            | 北朝鮮         | 50 | 5,000 | 300万 | 今月別の一批、詳細不明 |
| 1946年7月15日-8月7日 | 北朝鮮         | 688 | 12,145 | 1,000万 | 167発射筒、7門砲、11,164本の刺突剣、43,588発の砲弾、22万斤の爆薬、火薬500箱 |
| 1946年9月:507        | 圖們           | | | | 火薬の箱100以上 |
| 1946年9-10月:508     | 安東           | 北朝鮮の日本軍が備蓄していた武器弾薬、数十隻の汽船が毎日往復で運搬 | 北朝鮮の日本軍が備蓄していた武器弾薬、数十隻の汽船が毎日往復で運搬 | 北朝鮮の日本軍が備蓄していた武器弾薬、数十隻の汽船が毎日往復で運搬 | 北朝鮮の日本軍が備蓄していた武器弾薬、数十隻の汽船が毎日往復で運搬 |
| 1946年12月から1月    | ソ連           | 各種物資約1.51億ルーブル（300万メートル布、560万トンの米と綿糸、3,300トンのガソリン、500台のトラック、700トンの爆弾など） | 各種物資約1.51億ルーブル（300万メートル布、560万トンの米と綿糸、3,300トンのガソリン、500台のトラック、700トンの爆弾など） | 各種物資約1.51億ルーブル（300万メートル布、560万トンの米と綿糸、3,300トンのガソリン、500台のトラック、700トンの爆弾など） | 各種物資約1.51億ルーブル（300万メートル布、560万トンの米と綿糸、3,300トンのガソリン、500台のトラック、700トンの爆弾など） |
| 1948年2月から12月    | ソ連           | 各種物資約3.35億ルーブル | 各種物資約3.35億ルーブル | 各種物資約3.35億ルーブル | 各種物資約3.35億ルーブル |
| 遼西会戦前の1948年   | 満洲里など     | 双方の軍隊から引き渡された武器だけで8,700門の砲、迫撃砲、発射筒、2,600両の戦車、1,861機の飛行機、約52,000挺の機関銃、各種兵器倉庫約680カ所、松花江分艦隊の一部艦艇。後にも数多くのソ連製武器が引き渡された。各種銃砲、戦車は数日間列車で運ばれた。武器弾薬の規格は異なり、チェコ式とソ連式などがある。 | 双方の軍隊から引き渡された武器だけで8,700門の砲、迫撃砲、発射筒、2,600両の戦車、1,861機の飛行機、約52,000挺の機関銃、各種兵器倉庫約680カ所、松花江分艦隊の一部艦艇。後にも数多くのソ連製武器が引き渡された。各種銃砲、戦車は数日間列車で運ばれた。武器弾薬の規格は異なり、チェコ式とソ連式などがある。 | 双方の軍隊から引き渡された武器だけで8,700門の砲、迫撃砲、発射筒、2,600両の戦車、1,861機の飛行機、約52,000挺の機関銃、各種兵器倉庫約680カ所、松花江分艦隊の一部艦艇。後にも数多くのソ連製武器が引き渡された。各種銃砲、戦車は数日間列車で運ばれた。武器弾薬の規格は異なり、チェコ式とソ連式などがある。 | 双方の軍隊から引き渡された武器だけで8,700門の砲、迫撃砲、発射筒、2,600両の戦車、1,861機の飛行機、約52,000挺の機関銃、各種兵器倉庫約680カ所、松花江分艦隊の一部艦艇。後にも数多くのソ連製武器が引き渡された。各種銃砲、戦車は数日間列車で運ばれた。武器弾薬の規格は異なり、チェコ式とソ連式などがある。 |
| 1949年7月から12月    | ソ連           | 各種物資約4.21億ルーブル | 各種物資約4.21億ルーブル | 各種物資約4.21億ルーブル | 各種物資約4.21億ルーブル |

### 内政状況

#### ハイパーインフレーション

第二次国共内戦の通貨価値下落図

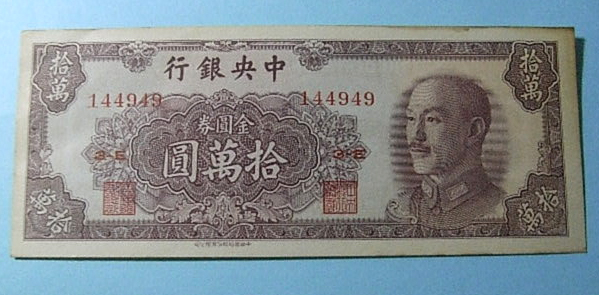
1949年、中華民国中央銀行が発行した十万元面額の金円券。金円券は1948年に当初20億元の発行が予定されていたが、1949年6月までに発行額はすでに130.3万億元に達した。巨額の金円券紙幣は中華民国政府の大陸での経済改革の失敗を意味する

日中戦争の消耗は中国に深刻なインフレーションをもたらし、勝利直後には一時的に落ち着いたように見えたが、間もなく再燃した:394。
1947年1月1日、国民政府は《特殊過剰利得税法》を公布し、税率を10%から30%に定め、同時に《非常時期過剰利得税法》を廃止した:8253。1月31日、立法院は民国36年度総予算を可決した。主計処処長徐堪は立法院で「本年度予算の主な部分は軍費であり、軍の整備が成らなければ、現在列挙された額の維持は難しい」と述べた:8275。2月、物価委員会の統計によると、本年2月の生活指数（民国26年上半期の物価を基準とする）は平均で1.155万倍となった:8298。3月16日、経済部は中央標準局を設立し、従来の全国度量衡局を廃止した:8313。4月7日、政府は行政院提出の《国営生産事業配售民営辦法》の施行を承認した:8330。5月27日、海関総税務司は本年第1四半期の輸出入数値を発表した。輸入貨物総額は7975.64231億元、輸出貨物総額は2753.42915億元となり、差し引きで5222.21316億元の入超を記録した:8362。
1947年中頃から第二次国共内戦の戦況は急転直下し、中華民国政府にとって不利な状況になった。:224財政問題は深刻化し、財政赤字が拡大、インフレは急速に進行した。:1611948年夏までに法幣の総発行額は660万億元に達し、物価は高騰した。6月には上海の米価が石あたり1800万元に達し、多くの民衆は飢えに苦しみ、寒さに震え、病気を治療できなかった。生活雑誌は「かつて印刷術を発明した中国人が、紙幣流通の圧力で窒息しそうだ」と表現した
1948年、翁文灝内閣成立以前、前任の行政院院長宋子文は法幣の過剰発行分を回収するために金を売却しようとしたが、いわゆる「黄金風潮案」を引き起こして辞任に追い込まれた。張群は金の売買を禁止し、短期公債を発行したものの、インフレを抑制できなかった。1948年7月、蔣介石は莫干山白雲山館に滞在し、翁文灝らの金円券発行による通貨改革案を聞き入れた。蔣介石は三度にわたり元中央銀行総裁張嘉璈に意見を求めたが、張嘉璈は改革後の物価は制御不能になると率直に述べた。8月18日に《財政経済緊急処分令》が決議され、:1698月19日に蔣介石総統、財政部長王雲五、行政院院長翁文灝の名で共同発布された。その内容は以下の通りだ：:167
| 一、即日から金円を本位通貨として、万全の準備を整え金円券を発行し、期日を定めて既発行の法幣および東北流通券を交換する 二、人民が所有する金、白銀、銀幣及び外国通貨を期限内に交換回収し、期限経過後はいかなる者も所持を許さないこと 三、自国民が国外に保管する外貨資産を期限内に登録管理し、違反者には制裁を加えること 四、財政を整理し経済統制を強化して物価を安定させ、国家総予算及び国際収支の均衡を図ること |

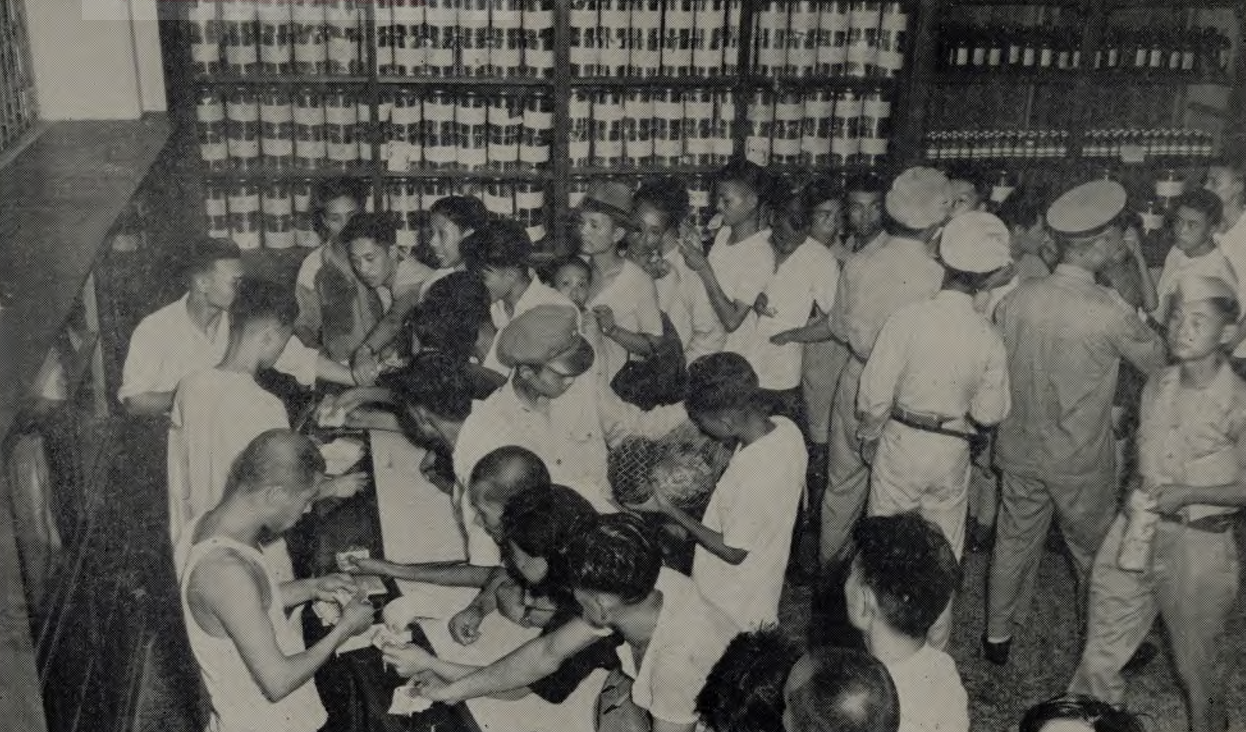
物価統制によって生じた闇取引

8月21日、蔣介石は特派として兪鴻鈞を上海区経済管制督導員に任命し、蔣経国が督導を補佐した:8663。
8月26日、上海区経済管制補佐督導の蔣経国は上海の警察や金融機関責任者を集め、市内の検査機関を統一し、蔣経国が指揮と実行を一手に引き受け、財経緊急措置に違反した者には厳罰を科すことを決めた:8666。
10月31日、中華民国政府が実施した「限価政策」は徹底的に失敗した:8713。
11月2日、蔣経国は《告上海市民書》を発表し、70日間の取り組みで予定していた計画も任務も達成できず、かえって上海市民に苦痛を与えたことを認め、政府に自ら処分を請願し、上海市民に謝罪した:8716。
11月末までに金円券発行額は33億に達し、12月には83億まで増加した
12月23日、行政院は中央銀行に対し申請された預金の兌現を即日停止するよう命じ、経済改革が引き起こした金融市場の混乱を沈静化させようとしたが、上海の3万人余りが金の取り付け騒ぎを起こし、9人が踏みつけられて死亡、45人が負傷する惨事を招いた:8759。
12月30日、立法院は外匯管制条例を可決した:8763。
フリードマンは『貨幣の悪戯』で次のように考えている：:178~180

#### 中華民国政府の農地改革

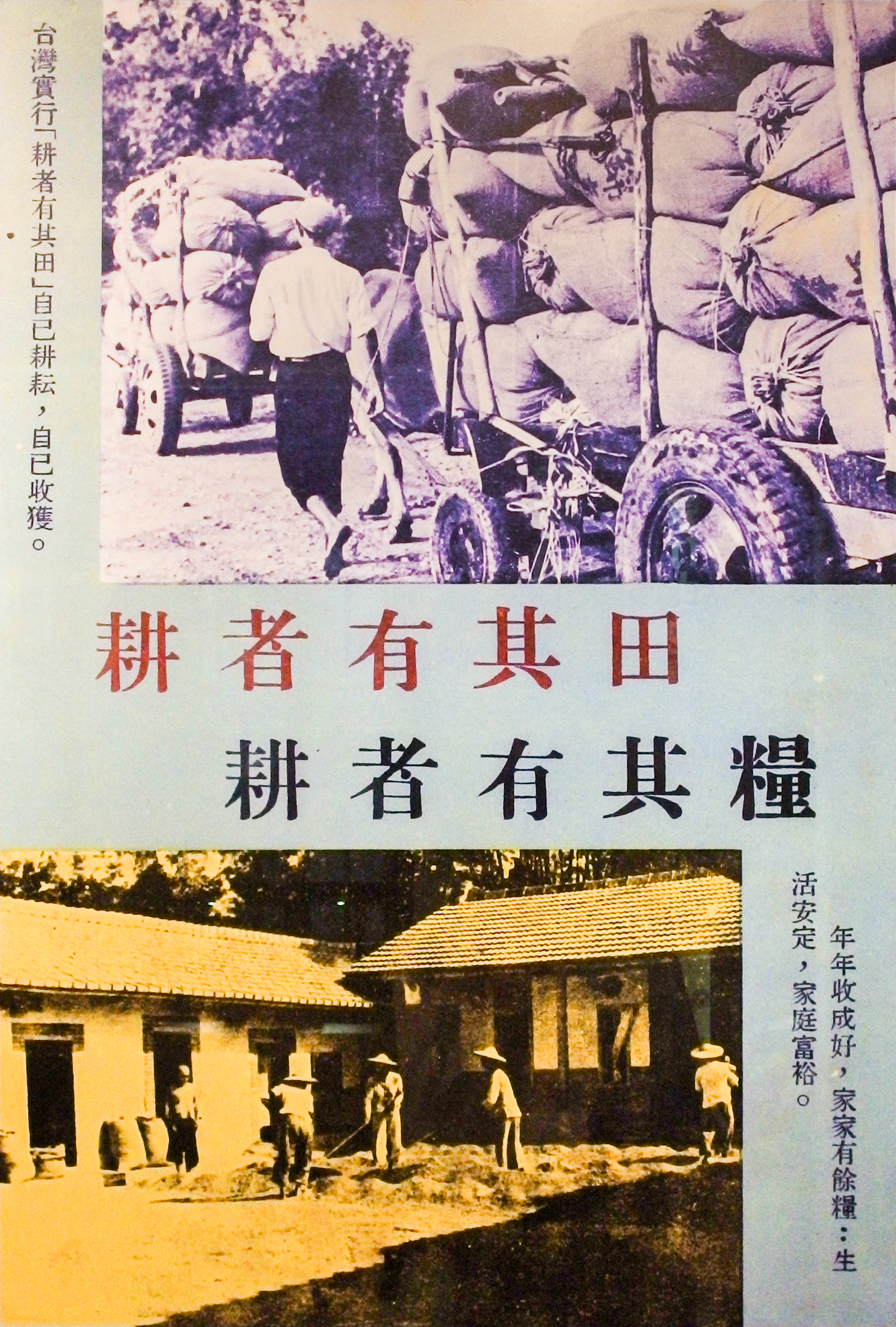
中華民国政府は「耕す者は農地を持つ」「耕す者は穀物を持つ」と宣伝した

中華民国政府は第二次国共内戦前から土地改革を試み始めていた
1926年9月、広州国民政府は政綱で佃農の佃租を25%減らすことを打ち出した。すなわち、従来主要農作物の収穫量の50%を租として徴収していたものを25%減らすというものだった:132
1926年10月、国民党の連席会議で「佃農の地代を25％軽減する」「重利搾取を禁止し、最高年利率を20％以下とする」という規定を決定した。:873
1929年に浙江省政府が「浙江省佃農佃租減租辦法」を制定し、まず二五減租を実施した
1930年6月30日、南京国民政府が《土地法》を公布し、地租は「耕地の正産物収穫総額の375‰を超えてはならず、約定地租が375‰を超える場合は375‰に引き下げ、375‰未満の場合はその約定に従う」と規定した。:946
1941年4月、湖北省政府が「湖北省減租實施辦法」を公布し、14県で減租を試行したが、1943年に湖北省主席陳誠が退任すると推進しなくなった。1945年11月5日、国防最高委員會と中国国民党中央委員会常務委員会などが合同で会議を開き、行政院の提案した「二五減租辦法」を協議した。:290出席者は農民の「減租」を概ね支持したが、協議の結果、実施は難しいと判断された。:290委員は案を承認し、行政院が各級政府に徹底実施を命じることとし、中国国民党中央党部および行政院が各省市党部、各省市政府に実施状況を随時報告させ、「佃農の利益増進を図る」ことを期した。
1946年10月24日、国民政府が《川滇黔桂綏靖區土地處理辦法》を公布し、その辦法で管内の小作農の地代を耕地の正産物年収穫総量の3分の1を超えてはならないと定め、これを「三一減租」と呼んだ。1947年には廣西省政府が広く減租政策を実施した。二五減租政策の成果は四川省に限れば、恩恵を受けた小作農は1750万人にのぼった。楊天石は、地主の強い圧力のもとで二五減租運動は次第に形骸化し、浙江省以外の他省では実施されず、多くの省では減租条文すら存在しなかったと考えている
1949年4月14日、中国農村復興聯合委員会委員の蔣夢麟の提言により、台湾省政府主席の陳誠が《台湾省私有耕地租用辦法》を公布し、三七五減租を実施し始めた
1949年8月15日、台湾全省の三七五減租政策が「検討を完了」となった。1951年5月25日、立法院が正式に《耕地三七五減租條例》を可決し、6月7日に総統令で公布・施行した。條例は賃借期間を一律6年に改め、期間中は法定事由以外で地主が賃約を解除できないよう定め、小作農の権利を保障した。
三七五減租の実施効果は、台湾省地政局の統計によれば、1949年の受益農家は296,043戸で農家総数の44.5%を占め、契約面積は256,557ヘクタールで耕地総面積の31.4%を占めた。地租率は50%～70%から37.5%に引き下げられ、小作農の負担は大幅に軽減され、生産意欲は高まった。1948年から1951年にかけて農業生産量は47%以上増加し、小作農の生活は改善された:25-26
三七五減租が正式に実施されてから、多くの小作農の生活は改善し始めた。当時、多くの事業者が「三七五」を冠して広告を展開し、「三七五耕牛」や「三七五脚踏車」などが登場した。このころ結婚する花嫁は「三七五新娘」と呼ばれた。しかし地主は収益が減少したため、こぞって土地を取り戻そうとし、多くの地主と小作人の紛争を引き起こした
「三七五減租条例」では、小作人が地主に納める地代を、年間収穫量の37.5％を上限とすると定める。現行の地代が37.5％を超えている場合はこの基準まで引き下げることを義務付け、これを下回る場合は引き上げることを認めない。同時に、小作人の耕作権を保障するための関連法を公表し、書面による小作契約の締結、契約期間の延長、小作地の取り上げ制限などを規定する
条例の主な内容は以下のとおり：
- 地主は地代の前払いを禁止し、凶作が発生した場合には地代を減額しなければならない。
- 小作期間は6年未満とすることができない。
- 契約満了後、地主が自作せず小作地を返還しない限り、従来の小作人に再び貸し続けなければならない。
- 地主が土地を売却する場合、従来の小作人に優先購入権がある。
- 各県市郷鎮に租佃委員会を設置し、租佃に関する紛争を仲裁・調停させる。
- 農地の「正産物」とは米や甘藷などを指し、1947年と1948年の平均収穫量を基準として算定するため、毎年の収穫量の37.5％を再計算するのではなく定額制とする。

#### 中国共産党の農地改革

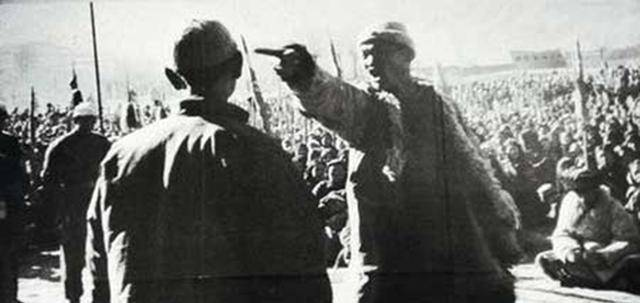
1946年、解放区で地主を批判していた貧農

1947年7月から9月にかけて、中国共産党は河北省平山県西柏坡村で全国土地会議を開き、「五四」以来の土地改革の経験を総括し、土地改革を徹底的に実施する『中国土地法大綱』を起草・採択し、10月10日に党中央委員会の承認を得て正式に公布した。その中で、「封建的・半封建的搾取の土地制度を廃止し、耕す者が土地を所有する制度を実行する」「郷村農会は地主の家畜、農具、家屋、穀物およびその他の財産を接収し、富農のそれら財産の余剰部分を徴収する」「郷村内のすべての地主の土地および公有地を郷村農会が接収し、村内の他のすべての土地とともに、男女老幼を問わず村全体の人口に応じて一律に平均分配する」と定めている
1947年10月10日、中共中央は《中国土地法大綱》を公布し、解放軍は蔣介石を打倒せよと号令をかけた。:4923「地富だけでなく、中層の貧農ですら多数が逃亡した」。:608さらには村によっては貧中農の持ち物さえ接収され、「塩水で甕の中に人を溺死させ、また油で頭から焼き殺す」といった惨劇が起きた。人心は恐怖に包まれ、一日中落ち着くことができなかった
これを受けて、1947年12月25日に毛沢東は陝北米脂で開かれた中共中央会議で報告を行い、土改の総方針を「貧農を依りどころとし、中農との結合を固め、地主階級と旧式富農の封建的・半封建的な搾取制度を殲滅する」と提示した。さらに「中農を断固として団結させ、中農の利益を害してはならない」「たとえ中農一戸が地主と誤認されて処罰されたとしても、我々は必ず注意を払い是正しなければならない」と強調した。その後、中共中央と毛沢東は1948年春に連続して指示を出し、中農に対していかなる冒険的政策も取るべきでないこと、より平均以上の土地を中農が保有することを認めることを求めた。新富農と旧富農を区別し、老区の新富農は富裕な中農として扱い、開明士紳には配慮し、大中小地主にも区別を行い、人殺しを最小限に抑え、無差別殺人を厳禁し、地域差に応じた土改を明確にし、老区は適度な調整のみを行い、半老区は《土地法大綱》に従って土改を実施し、新区の第一段階では富農を動かさないことを定め、地主・富農・中農の区分基準を明確にし、分配した土地の私有権を保護し、土改に関する「左」傾宣伝を是正するよう求めた。:1267-1274これにより、特に大多数を占める貧困農民を中心とする農村民衆の民心は最終的に中共側へと傾いた:353-354
中共は土地改革を通じて税基を拡大し、1949年には財政収入が穀物304億斤（約11億米ドル）に達したのに対し、同時期の中華民国政府の財政収入はわずか9,000万米ドルだった
1950年4月18日、毛沢東は春耕・土地改革・幹部整訓の作業に関する意見の中で、華東局・中南局・西北局などに土地改革の計画を速やかに中央に上報するよう要求した。毛沢東はこの土地闘争が非常に激しくなると述べ、「地主だけでなく、帝国主義、台湾や西蔵の反動残余、国民党残余、帝国主義の反動勢力などが立ち上がって抵抗するだろう」と指摘した。毛沢東は総方針として「国民党残余、特務、土匪を一掃し、地主階級を打倒し、台湾・西蔵を解放し、帝国主義と徹底的に闘う」ことを挙げた。
大規模な土地改革運動で打撃範囲が広がりすぎる傾向を避けるため、毛沢東は「地主を孤立させ、富農は動かさず、中農を保護し、民族資本家を安定させる措置を講じて土地改革を着実に進める」ことを主張し、「富農の余剰土地や財産を徴収する政策から、富農の経済を維持する政策に転換する」と述べた。1952年までに全国で約3億の無地および少地の農民が無償で7億畝の土地やその他の生産資料を獲得し、地主に毎年納めていた約700億斤の穀物の地租を免除され、「農村人口の10％未満の地主・富農が全耕地の70％を占めていた」という土地制度が変革された。
1950年6月に公布された《中華人民共和国土地改革法》は、土地改革の目的と任務を「農村生産力を解放し、農業生産を発展させ、中華人民共和国の工業化のための道を開くこと」と定めた。同時に、土地改革運動は多数の人々を処決や自殺に追い込み、ある研究者は毛沢東が200万～300万人の死者を推計したと指摘している、周恩来は83万人と推計した。その他の研究者は死者数を100万～500万人と見積もっている:40:268:87。中国では秦朝・漢朝以来、地方の統治階級として機能してきた地主が土地改革運動で消滅し、共産主義イデオロギーが農村の基層に浸透する契機になった。

#### 抗議デモ

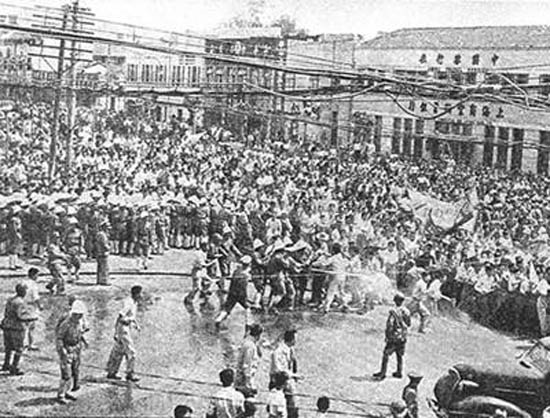
上海の同済大学で抗議デモ、警察が放水で弾圧

1946年以後、各地の学生は飢餓反対運動を次々と起こし、国民政府に鎮圧されるなかで、「反圧迫」というスローガンを掲げた:724。
戦争が進むにつれて、中共の指導下で国統区の人民による飢餓反対、内戦反対、迫害反対の運動も徐々に高まっていった:4923。
中国共産党は戦場後方で秘密の地下党員を通じて抗議デモを策動し、著名なものに1947年5月の上海、南京などでの大学生による「反飢餓、反内戦」の大行進があり、そこで学生と軍隊が衝突して血の惨事を引き起こした。
また、中国共産党と友党である中国民主同盟も1947年10月に禁止されるまで、自らの合法的地位を利用して積極的に学潮に参加し、中共の闘争に協力した。
1947年5月30日、新華社は毛沢東の書いた時評を発表し、国統区の学生運動を高く評価して解放軍の作戦外での第二の戦線とみなした:8364。
1948年8月15日、中華民国教育部は「職業学生が一年半のあいだに学潮を109回起こし、授業を506日遅延させ、学潮は18の重要都市にまで広がった」と発表した。
1949年1月、解放軍の北平入城。作家柏楊は回想している、車列が東単を通ったとき、ある中華民国国軍少校が二人の大学生をつかまえ：
と訴えた。街中が一瞬凍りつき、最後にその少校は強制的に連れ去られた。

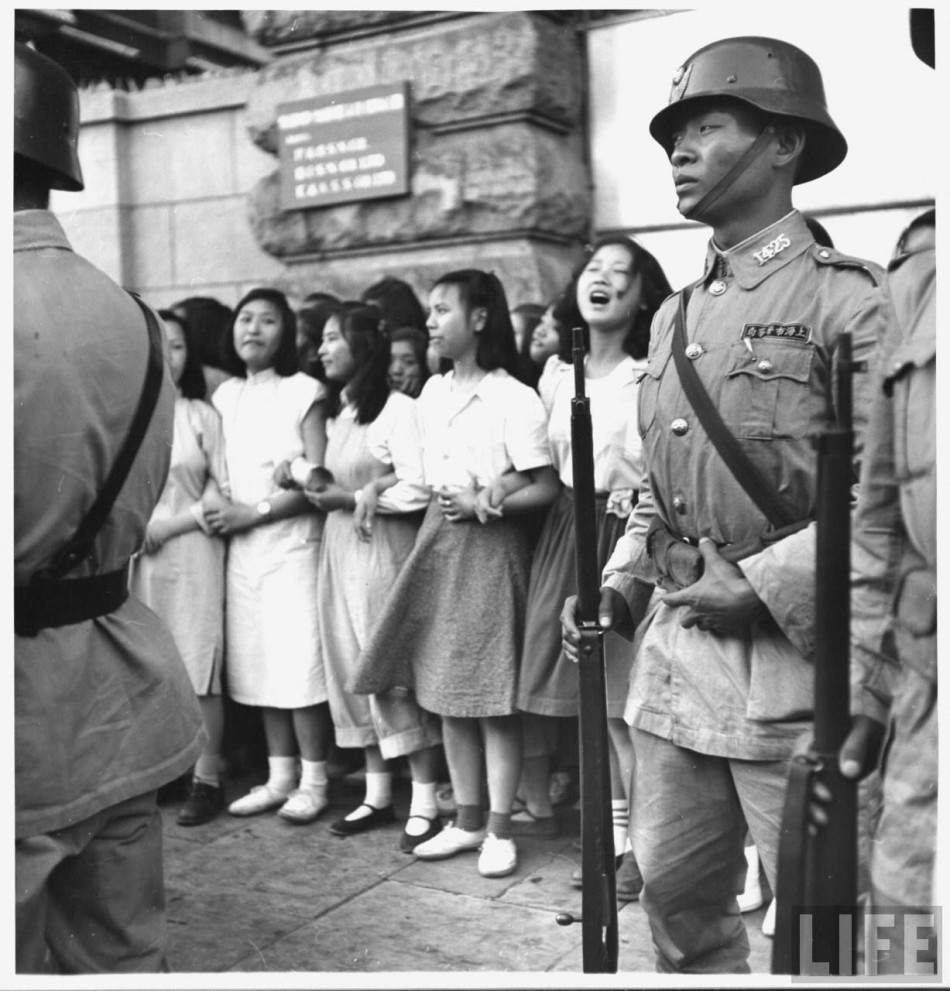
1948年、上海交通大学の学生がアメリカの対日援助に抗議した

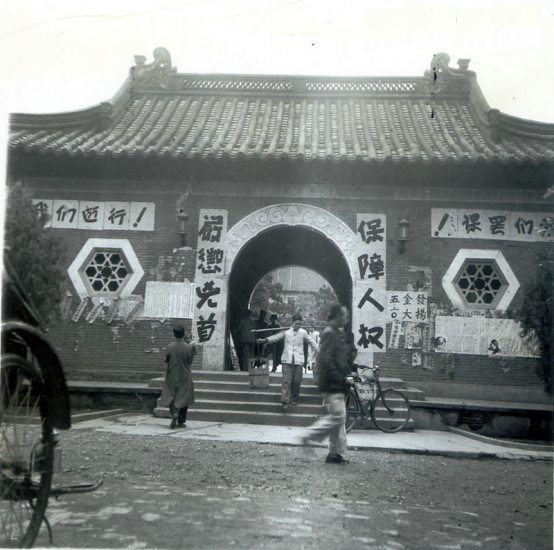
金陵大学の五二〇運動

| 時間                       | 発生場所   | 原因 | 実態                                                                           | 備考                   |
| -------------------------- | ---------- | --- | ------------------------------------------------------------------------------ | ---------------------- |
| 1946年12月 （沈崇事件）    | 北平       | 北京大学予科の女子学生沈崇がアメリカ兵に強姦される | 全国的な反米運動                                                               | 中国共産党の指導下     |
| 1947年2月 （二・二八事件） | 台湾       | 円環闇煙草取り締まり事件 | 台湾の学生は雄中自衛隊を組織し、国民革命軍に対して武力抵抗を行った             | -                      |
| 1947年5月 （五二〇運動）   | 南京       | 物価上昇、公立大学での食費が不足 | 全国的な反餓死反内戦運動                                                       | 中国共産党の指導下     |
| 1947年5月 （六一事件）     | 武漢       | 物価上昇、公立大学での食費が不足 | 学生と警察が衝突                                                               | 中国共産党の指導下     |
| 1947年10月                 | 杭州       | 浙江大学学生会主席于子三が地下党に関与したとして逮捕され監獄で死亡 | 全国各地の学生が政府の学生の逮捕と虐殺に抗議                                   | 中国共産党の指導下:163 |
| 1948年1月                  | 上海       | 同済大学生が自治会を選出し、学籍を解除される | 同済大学の学生が市政府に訴える                                                 | 中国共産党の指導下:143 |
| 1948年3月                  | 北平       | 中華民国政府が中国共産党地下組織の華北学生連盟を封鎖 | 一万を超える学生が北大民主広場でキャンプファイヤーを開催                       | -                      |
| 1948年4月                  | 北平       | 中華民国政府が華北学生連盟の学生を逮捕 | 五百人の学生が政府の北平行農で訴え                                             | 中国共産党の指導下:170 |
| 1948年6月                  | 上海・天津 | アメリカが日本経済を支援することを決定 | 上海の一万人以上の学生が抗議デモを行い、天津北洋大学がアメリカの救済物資を拒否 | -                      |
| 1948年7月 （北平七五事件） | 北平       | 北平市議会が東北流亡学生の北平臨時大学入学資格を再評価することを決定。翌日、中国青年軍が退場する学生に向けて銃を発砲し、8人の学生が死亡。中華民国政府側は政府と学生の相互の銃撃戦と主張:177 | 一万人の学生が李宗仁官邸に訪れて抗議                                           | 中国共産党の指導下:26  |

#### 中華民国政府と中国共産党の軍隊の詳細
国民革命軍は約430万（正規軍200万）でアメリカ合衆国の援助も受けており、共産党軍と比べ優位に戦闘を進め中国全土で支配地域を拡大したが、東北に侵入したソ連軍の支援を受ける八路軍は日本によって大規模な鉱山開発や工業化がなされた満洲をソ連から引き渡されるとともに、残留日本人を徴用するなどして戦力を強化していた。日本女性は看護師などとして従軍させられた。
八路軍の支配地域では通化事件が起き、数千人の日本人居留民が処刑された。崩壊した間島省では延吉普通学校事件が起き高官・民間有力者約180名が拘束され、処刑されたり労働改造を受けた。また、航空戦力を保持していなかった八路軍は捕虜となった日本軍軍人を教官とした東北民主連軍航空学校を設立した。日本人に養成された搭乗員は共産軍の勝利に大きく貢献することとなった。
兵力面での比較は次のとおりだ：共産党軍は1945年9月に61万の正規軍、66万の地方部隊、そして数百万の非常勤民兵を擁していた（これは内戦が始まった時の数字だとする見方がある）。満州国軍を代表とすると、その最盛期には編成人員が80万人を超える偽軍が存在した:31。相当な割合が両軍に編入され、大部分が国民革命軍に、一部が解放軍に加入した。これらの改編は日本降伏後数か月以内に完了している。1946年6月までに国民革命軍の総兵力は430万人に達し、機動戦に投入可能な高素質部隊は200万～220万人だった:374:12:450:93。国民革命軍には装備が精良で訓練も十分な中央軍と、待遇に差があり人員の質や装備水準が低く軍紀も乱れた雑牌部隊が共存し、互いに対立して統一指揮が困難だった:33:182。

#### スパイ戦

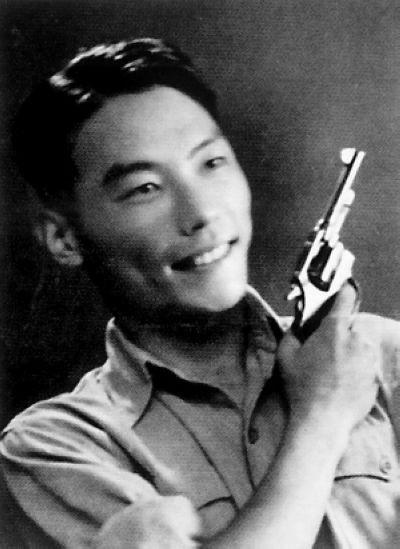
中共地下党熊向暉

中国共産党は中華民国政府に大量の地下党を潜入させた。劉斐、熊向暉、郭汝瑰、傅作義の秘書・閻又文らが組織する精緻な情報網を築いた
例えば1947年5月の孟良崮戦役では、郭汝瑰が蔣介石の国民革命軍作戦配置を廉儒に密かに転写し、華東野戦軍が優勢兵力で第七十四師を包囲殲滅するのに貢献した郭汝瑰は国民革命軍内部に混乱をもたらし、士気を動揺させた。1947年3月19日には、整編で職を失った400名の退役将校が中山陵で哭陵事件を起こしたが、これも郭汝瑰の策謀が引き金だった
同年3月、郭汝瑰は陸軍総司令部徐州司令部参謀長に就任し、顧祝同とともに中原・山東地域の作戦を指揮。「劉鄧大軍」が南進すると偽情報を蔣介石に信じ込ませ、「兵力を集中して追撃殲滅」の誤判断を誘発し、劉鄧部隊を黄泛区経由で沙河まで突出させた。また董必武の指示を受け、張克侠を徐州城防司令に抜擢した、1948年11月10日の淮海戦役では、張克侠らが万年闸で反乱して徐州防線の東北大門を開き、中国人民解放軍が徐州を占領した
中共地下党、劉斐は、国共内戦で故意に多くの誤った部隊配備や助言を行い、中華民国国軍に非常に不利な結果をもたらした。具体的には：:154
- 王澤濬の第44軍を海州から徐州へ撤退させ
- 黄百韜に第7兵団を率いさせて第44軍を救援に向かわせ
- 黄維に第12兵団を走らせ、千里も離れた双堆集の袋状地形で撃破されるよう仕向け
- 劉峙に、防御工事が極めて優れ、食糧や弾薬が豊富な徐州を簡単に放棄させ
- 杜聿明に、邱清泉・李弥・孫元良の三つの兵団を道路上に戦闘不能な陣形で展開させた

劉斐は参謀次長在任中、第二次国共内戦の多くの戦役計画に直接関与し、第七十四軍の山東進攻、豫東戦役、国共三大戦役などを担当した。しかし三大戦役では、中華民国国軍の戦略意図が早期に解放軍に察知されて劣勢に陥り、劉斐の情報漏洩が関係している。劉斐の娘・劉沉剛が著した『劉斐将軍伝略』の序文で、全国人民代表大会常務委員会副委員長の程思遠は、劉斐が「故意に多くの誤った部署や献議を行い、国民党軍に非常に不利な結果をもたらした」と明かしている
中華民国総統蔣介石は、大陸でのスパイ戦が敗北した大きな原因は戴笠の死にあると考え、次のように述べた：
戴笠が生きていたら、台湾に撤退せずにすんだのに
当時の中華民国国防部長白崇禧は、事後検討で次のように考えた：
憲政は国統区で共産党に結社や抗議デモを行う便宜を与え、戡乱戦争の遂行を深刻に妨げた
周恩来は、中共が大陸でのスパイ戦に勝利したことについて、かつて次のように述べた：
戴笠の死によって、共産党の革命は10年早く成功することができた

### 重慶会談

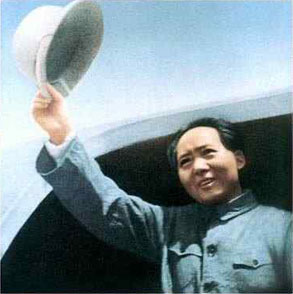
1945年8月、毛沢東は重慶での会談に向かうため飛行機で出発する前に、見送りに来た延安の人々に別れを告げた

1945年8月に日本が降伏すると、中華民国は対外的に戦勝国かつ国際連合の常任理事国となった。しかし、日本という共通の敵を失ったことで国内では国民党と共産党が統一戦線を維持する意義も名目も消滅し、戦後構想の違いから内戦再発の不安が中国国民及び諸外国の間で募るようになった。その結果、蔣介石は国民政府の呉鼎昌の提案を受け入れ、毛沢東に対して重慶で国内の和平問題について討議すべく3度にわたって会談を呼びかけた。この呼びかけに応じた毛沢東と周恩来、王若飛は8月28日、アメリカのパトリック・ハーレー大使と共に延安から重慶を訪れ、共産党の代表として国民党の代表である王世杰、張治中、邵力子と会談を行った。
8月29日、重慶での会談が始まった。国民政府側代表の王世杰、張群、張治中、邵力子と中国共産党側代表の周恩来、王若飛が数日にわたり会談し、複数の合意に至った。会談中、蔣介石と毛沢東は互いに主客として礼を交わすだけで、実質的な協議には参加せず、具体的な交渉は周恩来と王世杰とのあいだで進められた。
同日午後、毛沢東は：蔣介石と初めて直接面談した。蔣介石はあらゆる問題について共産党側の意見を聞く用意があると言い、「中国に内戦は存在しない」という主張を改めて繰り返した。毛沢東は十年にわたる内戦と日中戦争の事実を列挙し、「中国に内戦がない」というのは欺瞞だと指摘した。最後に蔣介石は会談の三原則を示した：:17
1. すべての問題を一括して解決すること
2. 解決はいずれも政府令と軍令の統一を侵してはならないこと
3. 政府の改組は現有の法統を超えてはならないこと

と記している。一方、蔣側の記録には「午後七時、蓮屋に赴いて毛沢東を訪問し、約一時間、形式的な応酬を行った」とある。:378蔣介石自身は：「今後の共産党との交渉方針を自ら次のように記した
1. 現行の政府法統を越えて政府改組の話をしてはならない
2. 問題の分割・段階的解決は認めず、現時点で一括解決すること
3. 政令・軍令の統一を中心に据えること

その後、蓮屋で毛沢東を再訪し、応酬は約一時間にすぎなかった」と書き残している:799

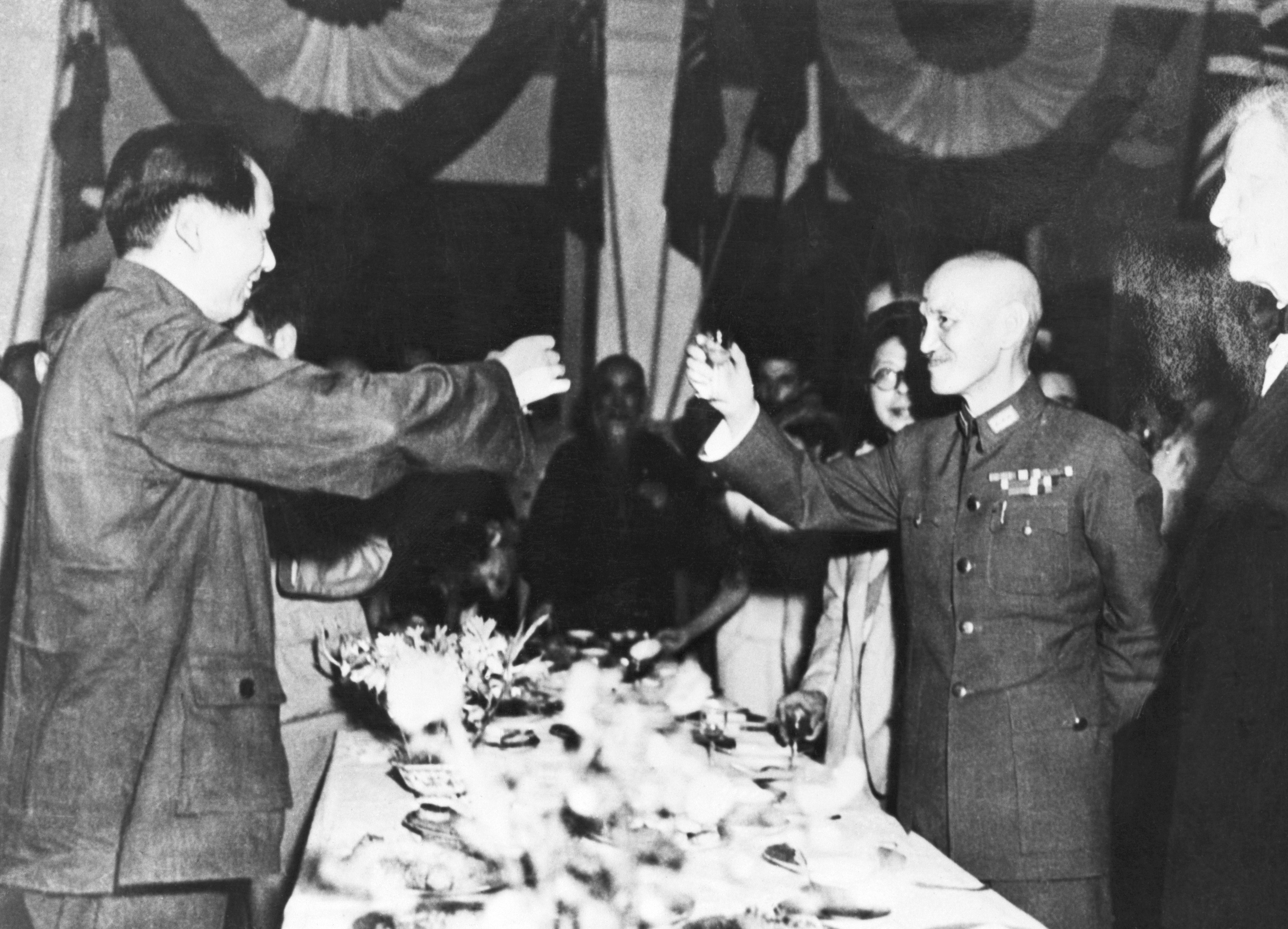
会談中、蔣介石と毛沢東は杯をあげて日中戦争の勝利を祝った

9月2日夜半八時半、毛沢東は周恩来、王若飛とともに林園で蔣介石の晩餐に参加した。孫科、呉鉄城、張群、王雲五、張伯苓、傅斯年らが出席した。宴後、蔣介石と直接、共産党軍の編成規模や駐屯地、解放区の範囲、政治協議会、国民大会代表などについて協議した。:20蔣介石側も「晩宴後、毛沢東と単独で話をした」と記録し:423、「共軍を十二師に再編成することを認め、もし政令・軍令を受け入れるなら、共産党から二名を政治委員として任命し、省主席一名も与える用意がある」と述べている:820
9月4日午後五時、蔣介石の招きで軍事委員会主催の抗戦勝利祝賀茶会に出席した後、毛沢東と蔣介石は直接商談した。同日、蔣介石は自ら起草した「対中共交渉要点」を張群、王世杰、張治中、邵力子に手渡し、正式に彼ら四名を交渉代表に指定し、九月三日の共産党側案に対する回答案の作成を命じた。:20-21蔣介石はまた「周恩来の案と態度は根本的な見直しが必要だ」とも告げた:467
9月12日、周恩来とともに蔣介石の招きで林園で昼食を共にし、食後に再び直接商談した。:23蔣介石は正午前後に毛沢東を呼び、約半時間、率直に誠意をもって共産党側の困難に対応すると約束し、毛側からは二十八師の編成規模の要望が示された:531-532
9月17日も林園で昼食を兼ねた商談が行われ、張群、呉國楨、ハーリー（アメリカ代表）も同席した。商談の焦点は依然として軍隊編制と政権問題にあり、:25蔣介石は「かつて半数削減を提案したのは四十八師の総数を半減せよという意味であり、信頼できない」と批判した。:588
毛沢東らは新たな交渉案を検討し、9月19日に国民政府側代表に提示した要点は次のとおりだ：:27-28
1. 国共両軍の比率を六対一とする
2. 軍隊駐屯地と解放区の調整は二段階で行い、第一段階で海南島、広東、浙江、蘇南、皖南、湖北、湖南、河南の八地区から共軍を撤退させ、蘇北、皖北、隴海路以北に集中する。第二段階でさらに蘇北、皖北、豫北の軍隊を撤退させ、七地区（山東、河北、察哈爾、熱河、山西大部分、綏遠小部分、陝甘寧辺区）に配置する。解放区も同様に再編成する
3. 山東、河北、察哈爾、熱河、陝甘寧辺区の主席、山西・綏遠両省の副主席、天津・北平・青島三特別市の副市長は共産党が推薦し、北平行営は中共が主導、政治委員会を設置する──というものだった

10月17日、毛沢東は「国民党側が不安を抱えている。南京に戻りたい彼らのすぐ隣に南方の解放区があると落ち着いて眠れない。だからどうしてもこの問題を争点にしなければならない。この点で我々が譲歩すれば国民党の内戦謀略を打ち砕き、広範な中間層の同情を得ることができる」と述べた。:18
9月21日に交渉は行き詰まり、5日間の休会となった。アメリカ代表ハーリーは毛沢東と会談し、共産党軍の引き渡しを要求したが、毛沢東は再検討を求めた。:28-29。
10月9日、再び林園で昼食を共にした後、蔣介石は「共産党は軍と解放区を放棄せよ」と要求し、毛沢東はこれを拒否した。:32蔣介石は：:80-81

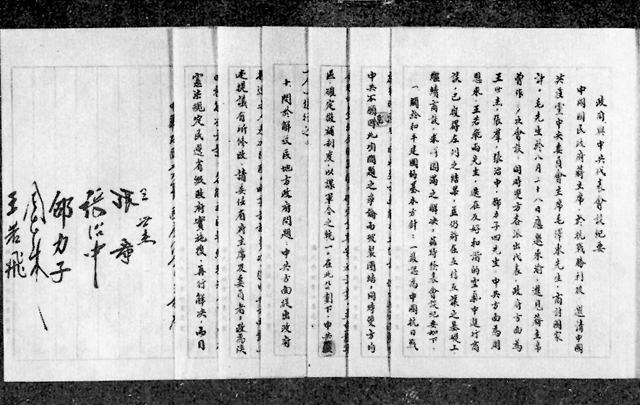
双十協定

その後も9月27日、28日、10月2日、5日の四回にわたり会談が続き、10月8日には周恩来起草の『会談紀要』について意見交換、10月10日に代表者が署名、同月12日に公開された（いわゆる「双十協定」）:622-623
10月11日、最後の直接商談が行われ、蔣介石は「解放区問題で譲歩しない」と明言し、毛沢東は「周恩来、王若飛が重慶で交渉を続ける」と応じた。:32その夜、毛沢東は林園に宿泊し、翌朝再び約一時間話し込んだ。蔣介石は「今朝八時、毛沢東を呼び、朝食後に再び懇切に話し、数度の談話の要旨をはっきり示し、いわゆる解放区問題について政府はこれ以上妥協しないと告げた。さもなければ国家の意志が果たせず、共産党にも害だと断言した。客が去ったあと......共産党とは到底共にできないと深く嘆いた」:113
毛沢東は重慶から延安に戻ると、党中央政治局会議で「国民大会と解放区問題は未解決だが、我々にとって重要なのは平和と解放区問題だ。蔣介石は省主席を認めず、省以下ならば可能だと言ったので、現状維持を提案し、将来解決する」と報告した。:33
12月6日、軍統の報告によると、毛沢東は延安帰還後すぐ政治局を招集し、会談内容を報告した。「交渉の多くは党中央提出の十二条原則に基づく。党の合法的地位の確保が重要で、国民党は軍隊と政権の二点に注目し、軍令・政令の統一を主張して我々の武装と政権を奪おうとしている。スターリン同志の『中国の革命は武装革命だ』という言葉は正しい。軍隊と政権は絶対に譲れない」と述べた。:54-55
1945年8月から46年12月まで約一年半、アメリカが仲介したが失敗し、47年1月から6月は民社党、青年党らが仲介したがこちらも決裂した:704
10月10日、正式に「政府と中共代表の会談紀要」（双十協定）が署名、公布され：:31
| 中国国民政府主席蔣主席は抗戦勝利後、中国共産党中央委員会主席の毛沢東を招き、国家大計を協議した。毛は八月二十八日に重慶へ赴き、蔣主席に拝謁して何度か会談を重ねた。両者はそれぞれ代表団を派遣し、政府側は王世杰・張群・張治中・邵力子の四人、中共側は周恩来・王若飛の二人が、友好かつ和やかな雰囲気の下で協議を行い、以下の成果を得た。今後も互いの信頼と譲歩を基礎に、円満な解決を目指して協議を続ける。ここに会談要点を記す 一、平和建国の基本方針： 中国の抗日戦争はすでに終結し、平和建国の新段階が始まろうとしている。平和・民主・団結・統一を基盤とし、蔣主席の指導の下で長期的に協力し、内戦を断固として避け、独立・自由・富強の新中国を建設し、三民主義を徹底的に実行することに一致した。両者とも、政治の民主化、軍隊の国家化、政党の平等合法を平和建国達成の必由路と認めた。 二、政治民主化について： 訓政を速やかに終え、憲政を実施すべきだと一致した。まず国民政府が政治協商会議を開催し、各党派代表および社会有識者を招いて国是を協議し、平和建国方案や国民大会開催の諸問題を論議する必要がある。現在、会議の席数・組織・権限などについて協議中であり、協議完了次第、速やかに開催することで合意した。 三、国民大会について： 中共側は代表の再選、開催時期の延期、組織法・選挙法・五五憲法草案の三点を主張した。政府側は、既選出の代表を有効とし、その人数は合理的に増加・合法的に調整し、五五憲法草案はすでに各界の意見を募っているとして、これらの提案には同意できないと表明した。中共側は、この論争で結束が破裂することを望まないと声明し、両者ともこの問題を政治協商会議に委ねることで一致した。 四、人民の自由について： 政府は、人民が身体・信仰・言論・出版・集会・結社の自由を享受できるよう保障し、現行法令はこれらの原則に従い廃止または改正すべきだと一致した。 五、政党の合法性について： 中共側は、国民党・共産党およびすべての政党の平等な合法地位を認めるよう要請した。政府側は、憲政の常道として、すでに法律の前で政党は平等であるとし、即時認める用意があると表明した。 六、特務機関について： 司法・警察以外の機関による人民の拘捕・審訊・処罰を厳禁すべきだと両者が同意した。 七、政治犯の釈放について： 中共側は漢奸を除くすべての政治犯を一律釈放するよう求めた。政府側は自動的に対応する用意があり、中共側に釈放対象者の名簿を提出させることで合意した。 八、地方自治について： 各地で下からの直接選挙による地方自治を積極的に推進することで一致した。ただし、国民大会の開催に影響を与えない範囲で行うことを政府側は希望した。 九、軍隊の国家化について： 中共側は全国軍隊の公正・合理的な再編計画を段階的に実施し、軍区を再編し徴募制度を確立して軍令を統一すべきだと提案した。現有の抗日軍隊を二十四師、最低二十師に縮編し、広東・浙江・蘇南・皖南・皖中・湖南・湖北・河南の八地域の部隊を復員し、順次陇海路以北および蘇北・皖北の解放区に集中させる計画を示した。政府側は、全国整編計画の進行中であり、今回提起された問題が全面的に解決されるならば、縮編案を考慮する意向を示した。駐地については中共側の案を基に協議し、中共および地方の軍事要員を軍事委員会各部に参加させ、人事制度を保障して旧部隊要員を編成後の官佐に任用し、残余官佐は区域別訓練と公正な補給制度を設け、政治教育計画を確定する案を提示した。政府側はこれらすべてに異議なく、詳細を詰める用意があると表明した。中共側は解放区民兵を地方自衛隊に編入するよう提案し、政府側は地域情勢に応じて検討すると回答した。具体的計画に向け、両者は「軍令部・軍政部・第十八集団軍から各一名ずつ」の三人小組を組織して協議することで合意した。 十、解放区地方政府について： 中共側は解放区各級の民選政府を合法と認めるよう要請した。政府側は、日本降伏後に「解放区」という呼称は過去のものとし、全国の政令は統一されるべきだと表明した。中共側は当初、十八解放区を基に省区・行政区を再編し、既存の民選政府名簿を中央に上申して政令統一を図る案を提示した。政府側は、中央の軍令・政令が統一された後に中共推薦の行政人員を検討する用意があると述べ、復収区の旧抗戦行政要員は能力と実績に応じて地方行政に留める考えを示した。中共側は第二案として、陝甘寧辺区・熱河・察哈爾・河北・山東五省に中共推薦の省主席・委員、綏遠・河南・江蘇・安徽・湖北・広東六省に副主席・委員、北平・天津・青島・上海四市に副市長を推薦し、東北各省でも参加を認める案を示した。政府側は、中共推薦人事は政令統一の真意を欠くとして、第三案の「各解放区で民選を再実施し、政治協商会議の監督下で全党派・各界人士の帰郷参加を認め、選出された省区県政府を中央に上申して政令統一を図る」案を、中華民国憲法公布後に省級選挙を行うまで県級選挙のみ実施可とする形で検討すると回答した。中共側は第四案として「当面は現状維持し、民選省政府実施後に再協議。臨時措置で平和秩序回復を保証し、この問題を政治協商会議に委ねる」と提案。政府側は政令統一は喫緊の課題として具体案を求め、両者は引き続き協議を継続することで合意した。 十一、奸偽問題について： 中共側は漢奸の厳罰と偽軍の解散を求めた。政府側は原則的に同意し、漢奸処罰は法に則り、偽軍解散は地域の治安を考慮して慎重に行うと表明した。 十二、受降問題について： 中共側は受降地域の再編と受降作業への参加を提案した。政府側は中央の命令下で参加を検討すると回答した。 政府と中共代表の会談紀要 1945年10月10日 |

毛沢東は重慶での各界送別会で「中国に残された道はただ一つ、和解だ。他の策はすべて誤りだ」と語りつつも「困難があるのは否定できない」と述べた。:32蔣介石は：「翌十日午、毛沢東の寓所に赴き別れの挨拶を交わしたとき、突如彼から『今夜林園に泊めてほしい』と申し出があった。公はまた面倒事が起きると察しつつも歓迎の意を示し、軽く語らって辞した。当夜九時ごろ、毛沢東は果たして林園に現れ、再び約半時間語り合った」、「昨晩（十日）、毛沢東と話していたところ、いきなり『政治協商会議は延期すべきで、延安に戻って「解放区民選代表会議」を召集したうえで改めて手続きを定めるのがよい』と言い出した。さらに『国民大会を来年に前倒ししてもよい』とも述べた。余はこれを聞き、共産党には信義も人格もなく、まさに禽獣に劣ると深く驚いた。ここで穏やかに告げざるをえなかった──もし言うとおり実行されれば国民大会は無期限延期となり、政府は民の信を失う。だが、政治協商会議が今月末に開かれるならば、国民大会の期日を政府は配慮して変更しうる。それでも十一月十二日には必ず召集命令を出し会期を確定し、民に信を示さねばならない。たとえ政協会議が期日に開かれなくとも、政府は十一月十二日に強行して召集命令を下すほかない、と。余はそこまで話して辞去し、翌朝また話す約束をして別れた」:112-113
10月11日、毛沢東は張治中を伴って延安に帰還し、周恩来、王若飛は重慶に留まり政府側と交渉を継続した。:32毛沢東は党中央への指示で「解放区問題は今回解決できず、激しい闘争を経てこそ解決する。解放区の軍隊は一発の弾薬も保持すべきで、これは不動の原則だ。東北問題も今回持ち出さず、既定の計画を遂行する」と明記した。:34-35

### 和平交渉中の局地戦争

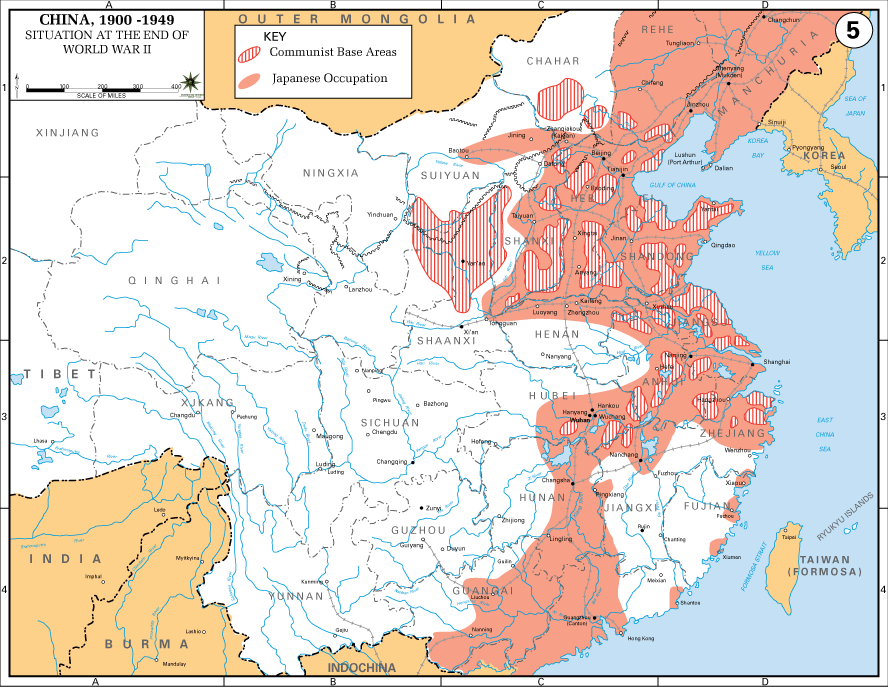
日中戦争終結時の日本占領区（赤色）と中共の抗日根拠地（赤い縞模様）

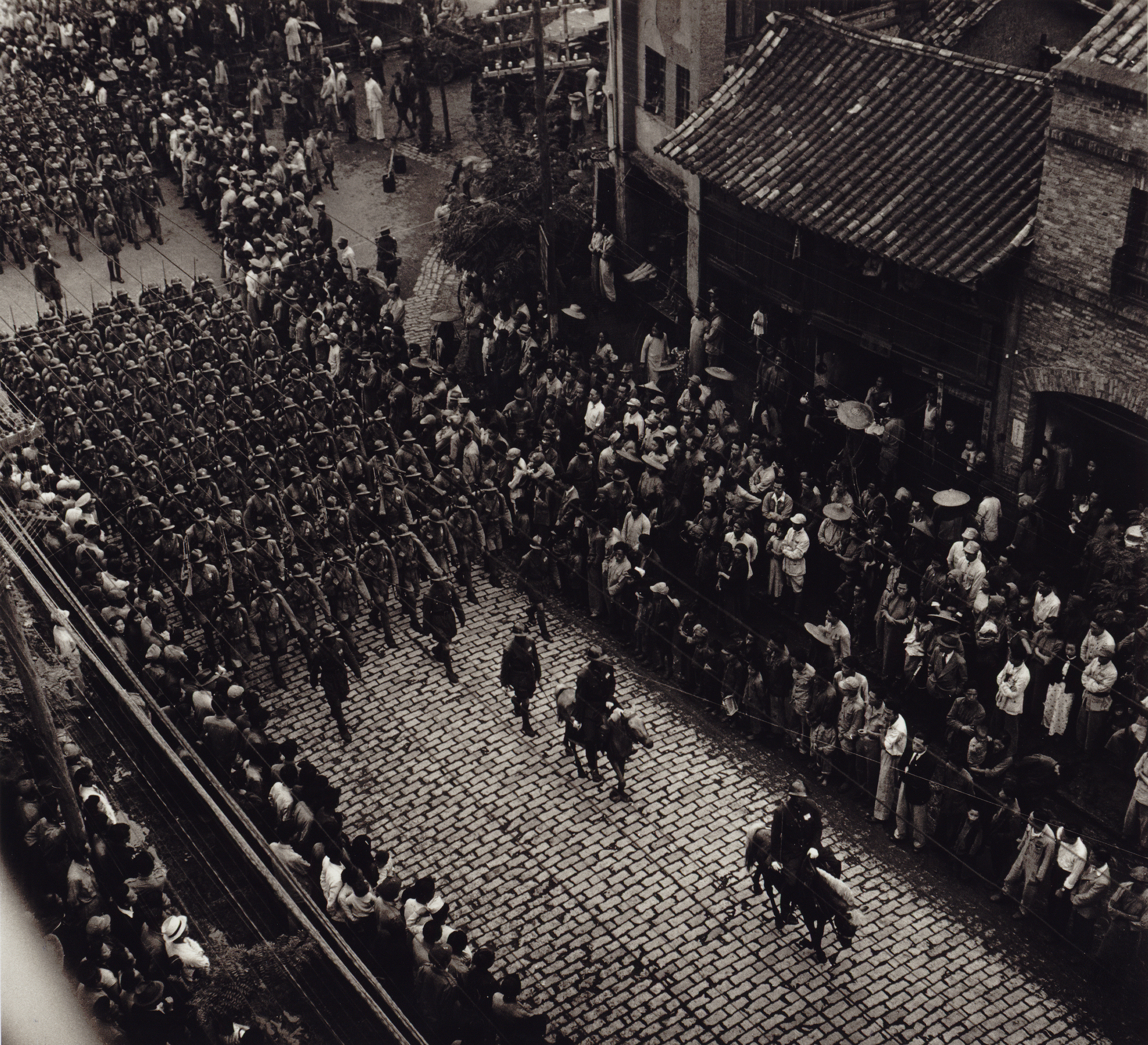
1946年、国民革命軍は日本占領区の街道を隊列を組んで行進した

1945年8月10日、八路軍は日本の降伏が間近であることを知り、直ちに周辺の敵軍に対して通牒を発し、八路軍に降伏しない場合は断固として殲滅すると通告した:165。同日、毛沢東は所属部隊に対して「ソ連参戦、日本の降伏、内戦が迫っている……内戦に備えよ」と通告した:1。八路軍本部は部隊に「包囲下および手の届く大小の都市と交通要衝を迅速に占領せよ」「抗戦する敵軍があればあらゆる手段で阻止し、殲滅せよ」と指示した:166。国民革命軍第十二戦区司令長官傅作義は五原から東進し、北平と天津で日本軍降伏受諾に備えた:166。8月12日、中共中央は晋綏・晋察冀両分局に電報を送り「全力を挙げて傅作義の東進部隊を殲滅せよ」と命じた:166。8月13日、毛沢東は「蔣介石の方針は内戦を起こすことだ」と述べ、「我々の方針は針鋒相対である」とした:4-5。その後、朱徳は岡村寧次に対して八路軍・新四軍の将領へ華北・華東・華中・華南地域での降伏を要求する電報を送ったが、日本軍は拒否、連合国も完全に無視した:721。8月15日、日本の天皇が降伏を宣言した:32。八路軍・新四軍は国民政府からの待機命令を拒否し、電報で反駁、国民政府には解放区の軍民を代表して降伏を受理する権限などないと主張した。降伏受理問題は長らく解決されず国共衝突が続く中、ソ連赤軍が東北を占領した:238、中共所属部隊は偽軍に全線で反攻を開始、同時に包囲下にない日本軍に対しては八路軍・新四軍への降伏を命じた:1-3:185。8月16日、毛沢東は新華社に「人民の敵蔣介石が内戦の信号を発した」と題する文章を発表し、国民政府外交部次長の呉国楨の発言を改ざんして、蔣介石が反対派を「軍紀で処分」しようとしていると誣告し、「内戦の信号」を発したと非難した。実際には毛沢東が国民政府と積極的に決裂し、反内戦を名目に革命戦争を起こして国民政府を打倒しようと準備していたのである:169。
スターリンがソ連共産党中央の名義で毛沢東に電報を送り、「日本が降伏したので、国共は仲直りし、共に建国の大計を議すべきだ。もし内戦を続ければ、中華民族は滅亡の危険がある」と述べた。:138月30日、毛沢東は「蔣先生を支持し、蔣先生の全国的な指導の地位を認める」と表明し、重慶での会談に同意した。:188月24日、毛沢東は重慶に向かう前に軍事部門に指示を出し、「前線に戻り、思い切り戦え」と命じた。:138月26日までに八路軍と新四軍は大小59の都市と農村を占領していた。偽軍は国民政府の命令に基づき八路軍・新四軍に反撃し、9月末までに20以上の城鎮を奪回した。:10-438月29日、中共中央は晋察冀と山東方面の責任者に指示し、迅速に幹部と部隊を東三省に派遣して広大な農村や中小都市を掌握し、地方政権と地方部隊を樹立するよう命じた。:185
9月17日、中共は「北進南防」の方針を打ち出し、中共中央は彭真に「東北奪取を迅速かつ断固として進める」密命を与えた。:238幹部大量派遣の必要から、周恩来は1945年9月15日に南方15解放区の部隊縮編を提案し「北方解放区を固め、内戦発生時に孤立して殲滅されるのを防ぎ、交渉にも有利になる」と説明した:217

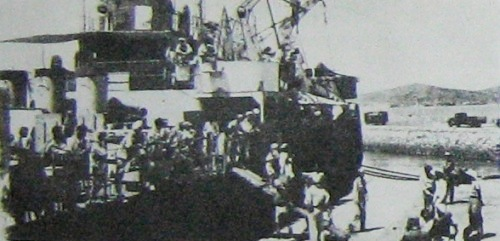
1946年、中共の要請に応じて、広東東江縦隊がアメリカの輸送艦に乗って煙台へ向かい再編成され、その後山東内戦に参加した

重慶会談の際、蔣介石は『剿匪手本』に発布し、部隊を調配して華北に進駐させ東北への通路を開こうとし、蔣経国を特派員としてソ連との交渉に当たらせた。アメリカの軍艦や飛行機も華北などに向けて国民革命軍を急送し、中共東江縦隊を山東に輸送した。またアメリカ軍機は中共のために延安から太行山受降地区へ鄧小平、林彪、劉伯承、陳賡、薄一波、滕代遠、肖勁光ら20人を輸送した。中共はすぐに「談判しながら同時に戦い、戦いをもって交渉を促す」方針を策定した

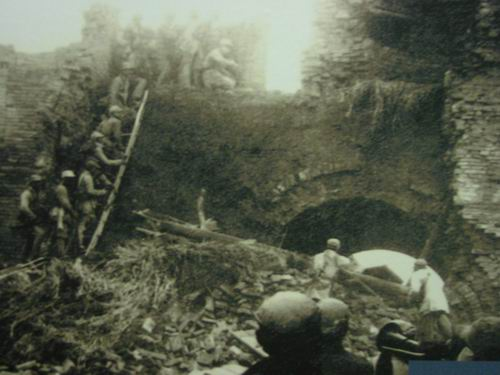
上党戦役中、閻錫山部隊を攻撃している八路軍

9月10日、晋冀魯豫解放区部隊が山西・長治地区で国民革命軍に攻撃を仕掛けた――上党戦役。:448晋冀魯豫軍区司令・劉伯承、政治委員・鄧小平が太行、太岳、冀南の３つの縦隊と地方武装を合わせて約３万１千人を指揮し、:448さらに５万の民兵が支援した。これに対し、国民革命軍第二戦区の閻錫山は第十九軍軍長・史澤波に５個師（約１万７千人）:448と１３個師（３万８千人）を率いさせたが、８月下旬から10月８日までで、逃走した約４千人を除く全部隊が殲滅され、俘虜１万７千人（軍長・史澤波や副師長以上の指揮官が10余名含まれる）が捕らえられ、６つの県城を奪取した。共産党側の損害は約４千人。:341-343
10月24日、晋冀魯豫解放区部隊は河北・邯鄲地区で、国民革命軍が平漢線を北上して日本軍降伏を受け入れるのを阻止する――邯鄲戦役を展開。:4258国民革命軍第十一戦区司令長官・孫連仲指揮下の冀察軍区司令・高樹勲が新編第八軍と２つの縦隊、河北民兵１万余人を率い、10月30日に河北・磁県馬頭鎮で反乱を宣言し「民主建国軍」を結成、高が総司令に就任した。その結果、第三十軍と第四十軍は10月31日から11月2日にかけて殲滅され、馬法五や副軍長、４個師長以下の官兵２万余人が俘虜となった。:417-419
重慶会談で双十協定が署名されたあとも、中共の華北部隊は歸綏や包頭などにとどまり、傅作義の部隊を二ヶ月以上包囲し続け、12月の冬になっても攻略できず撤退を余儀なくされた、1946年1月、無党派の邵從恩が政治協商会議で中共を糾弾した：
双十協定第二条は衝突を避けるためのものだが、二ヶ月以上も内戦が続いている？国民ははっきり見たほうがいい！中国共産党は絶えず内戦を仕掛けている
| 1945年下半期の国共主要衝突 | 1945年下半期の国共主要衝突 | 1945年下半期の国共主要衝突 | 1945年下半期の国共主要衝突                               |
| 戦闘名                     | 大まかな時期               | 発生原因 | 実況                                                     |
| -------------------------- | -------------------------- | --- | -------------------------------------------------------- |
| 上党戦役                   | 9.10~10.12                 | 閻錫山部隊が八路軍に先んじて長治で日本軍の降伏を受けた | 閻錫山部隊10個師殲滅、長治市を八路軍が攻略               |
| 津浦戦役                   | 10.15~12.14                | 新四軍が国民革命軍の津浦路北上による日本軍降伏受理を阻止 | 新四軍が山東の広大区域を制圧し、山東・華中両解放区が連結 |
| 平綏戦役                   | 10.18~12.14                | 傅作義部隊が綏遠で降伏受理を行い、八路軍晋冀魯豫軍区が華北–東北交通路開通を阻止                                                                                | 八路軍が帰綏・包頭を1.5ヶ月包囲したが攻略できず撤退      |
| 平漢戦役                   | 10.24~11.2                 | 国民革命軍が平漢路北上で日本軍降伏受理を実施、八路軍晋冀魯豫軍区部隊が進路阻止                                                                                 | 八路軍が国民革命軍7個師を包囲殲滅                        |
| 山海関戦闘                 | 11.15                      | 国民革命軍が米輸送艦で大連上陸を試みるもソ連軍・八路軍・東北民主連軍に阻止され、葫芦島でも失敗し秦皇島に上陸。山海関進攻時に八路軍・東北民主連軍の阻撃を受ける | 国民革命軍が阻撃線を突破し山海関を越えて錦州を占領       |

### 停戦令と東北争奪

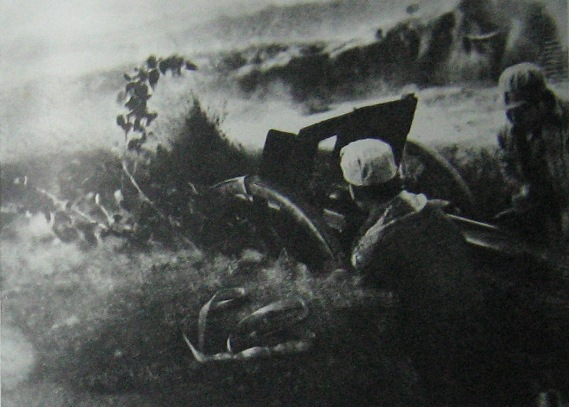
四平戦役中の東北民主連軍の陣地

1946年1月10日、国民政府と中国共産党は国共停戦協定（1月停戦令）を締結し、軍事衝突を停止することとし、両軍は1月13日深夜からその場で軍事行動を停止することを定めた:2015。しかし関外では、東北民主連軍が営口、鞍山、四平街一帯を攻略し、ハルビンを占領した。八路軍は山西から4万余の衆を率い、熱河を経由して東北に入り、ほかに5000人が盤山を攻略した。1月16日、停戦令発布からわずか6日後、国民政府撫順煤礦接收委員張莘夫が東北民主連軍に殺害された。関内では、八路軍が熱河で赤举を攻略し、晋綏で侯馬と集寧を攻略した。国民政府軍事委員会は、1月13日から4月3日までに八路軍、新四軍が大規模攻撃を287回行い、13県を占領し、駅30ヵ所を奪い、29城を包囲したと見なしている
| 今や共匪はなおも各省で積極的に我が国民革命軍に侵略を仕掛けてきているくせに、かえって国民革命軍が攻撃してきたなどとぬかしている。おれとしてはもう、耐えながら機を見て対応するしかないんだよ 蔣介石日記 1946年1月17日 |

1946年3月6日、国民政府はソ連に照会し、撤兵期限が過ぎてもソ連軍が完全撤退していないとして、ソ連政府に「即行撤退」を命じるよう要求した。3月12日、東北局は中共中央に電報を送り、ソ連軍から13日に瀋陽を撤退すると通知があり、東北民主連軍に「迅速に瀋陽を攻略せよ」、および「ソ連軍が撤退した場所はどこでも攻撃してよい」と伝えられた。3月中旬、東北局は再度、ソ連軍撤退地（瀋陽および四平を含む）について「全面的に攻撃を任せる」「全面的に攻撃を望む」と表明した。3月13日、国民革命軍は瀋陽を攻略し、続いて本渓へ南進、北側では四平へ増援を送った。林彪率いる東北民主連軍主力約30万は四平街付近に集結し、国民革命軍の前進を阻止しようとした:154。4月6日にソ連軍が撤退すると、東北民主連軍は撤退後1時間半で中ソ共管だった長春に攻勢をかけ、4月8日に長春を攻略した:202-203。国民政府はこれを「一月停戦令」違反と見なした。国民革命軍杜聿明部隊は5月から東北で反攻を開始した:154。5月3日に本渓を攻略し、四平街付近で激戦を繰り広げ、5月19日に四平街を攻略した:154。5月22日、東北民主連軍は長春から完全に撤退した:8057。5月23日に国民革命軍は長春を攻略、5月28日に吉林を攻略、6月5日にはハルビンに迫った:154。国民革命軍は戦線が長大となり、松花江で足を止めた。6月5日以降、マーシャルの圧力の下で蔣介石は中共に五つの停戦要求を提示し、中共は以下の地域から撤退しなければならないとした：（一）隴海路以南の全域；（二）膠濟線全線；（三）承徳およびその南部地域、冀東沿岸；（四）東北の黒龍江省、興安省、嫩江省中部北部および延吉地域を除く全域；（五）6月7日以降、中共が山東省および山西省で偽軍から解放した全地域。撤退しない場合、停戦問題は検討しないと声明した:494。6月6日、国民政府はマーシャルの強い圧力によって、蔣介石は「六月停戦令」（第2次停戦令）を公布した:48
| この八日間のあいだに、中共はさらに高い条件を突きつけてきて、交渉はまったく成果がなかった。その結果、東北の国民革命軍は士気が日に日に低下し、あらゆる軍事行動も受け身の状態に陥った。つまり、この第二次停戦命令の結果こそが、政府が東北で最終的に敗北した唯一の決定的な要因だと言える。 当時、追撃部隊はすでに双城付近まで進んでおり（ハルビンまで100キロもなかった）、もし追撃を止めず、そのまま中東鉄道の戦略中心地であるハルビンを占領していれば、北満の残党共匪など順次掃討するのは難しくなかったはずで、東北全体もたやすく平定できたに違いない。そうなれば、共匪は北満に拠点を築けず、ソ連も共匪への補給ができなくなり、東北問題は根本から解決され、共匪が東北で再び勢力を盛り返すことなどあり得なかった。 だから、三十七年冬における国民革命軍の東北での最終的敗北は、まさにこの第二次停戦命令によって引き起こされた結果なのだ。これは単に「中共も中国人だから、いずれ中国を愛し、平和的解決が可能だろう」という過去の幻想を再びなぞって、無限の災厄を招いた過ちであるだけでなく、自分自身が『反共闘争の成敗得失を検討する』章の中で述べたように、「反共の意志が集中せず、手段も徹底を欠いた」こと、そして「我々が自信過剰になり、共産党の獣性と暴虐を甘く見ていた」こと、そういった弱点が生んだ大きな禍根でもある。 中国のなかのソ連 |

### 国民大会の開催
1946年5月5日、「国民政府が南京に還都」し、『還都令』を発布して「凱旋南京」を宣言した。:48

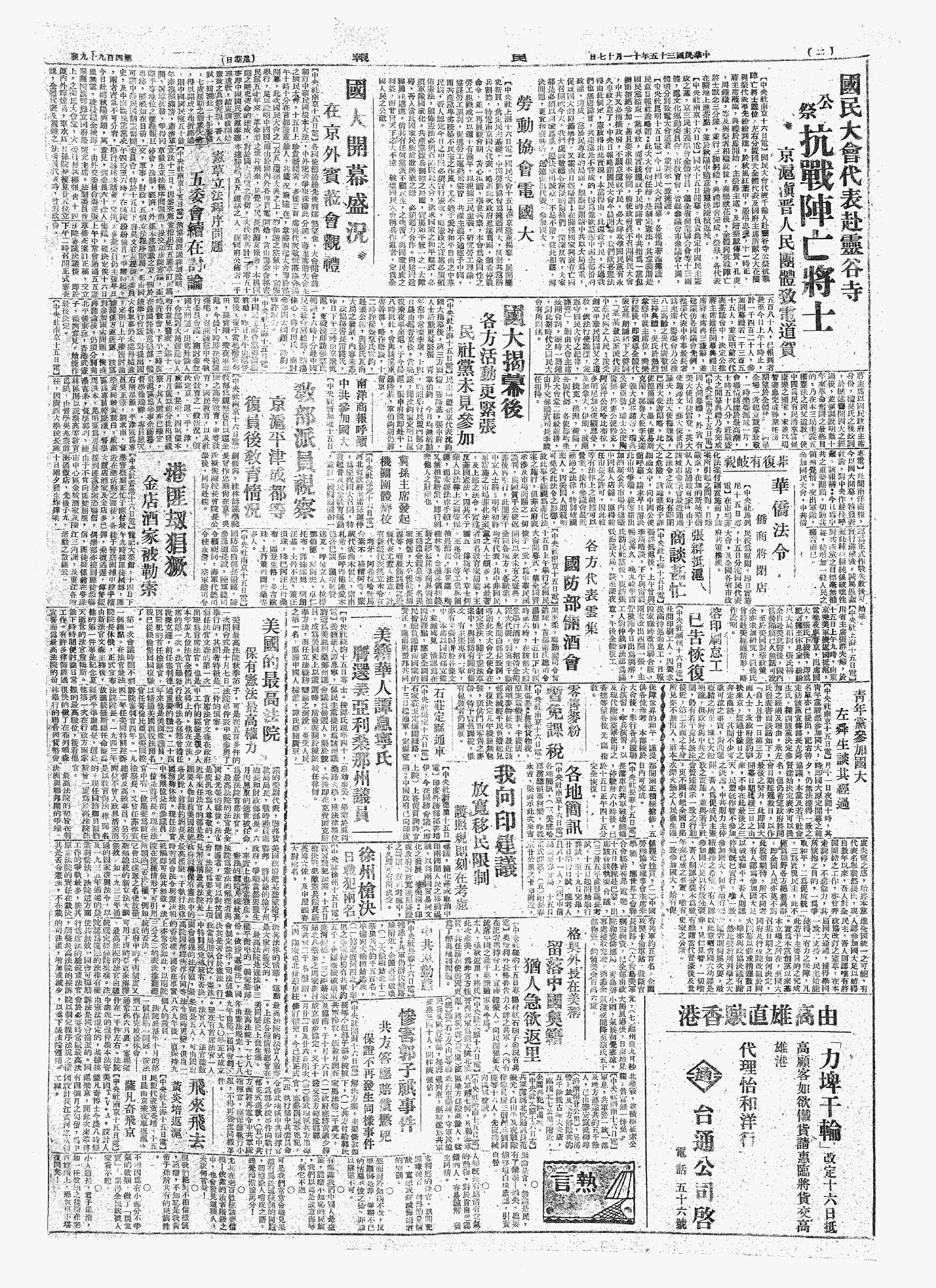
東北民主連軍が郭子祺少校を殺害した報道

第二次停戦令公布後、1946年6月7日午後3時、東北民主連軍は四路に分かれて国民革命軍へ攻撃を仕掛けた。一路は法拉へ、一路は陶頼昭へ、一路は五棵樹へ、一路は烏拉へ向かった。しかし国民革命軍は停戦令を遵守して抵抗せず、松花江以西へ退却した。6月9日および19日、八路軍は河南の堰城と修武で軍事調停小組の雷奮強少校および郭子祺少校を殺害した。八路軍はさらに熱河で承徳を攻略し、山東で棗莊、徳州、泰安、高密を、江蘇で泰興および口岸鎮を、晋綏で聞喜、朔県、新澤、榆次、介休などを攻略した。晋冀魯豫野戦軍は冀南の東明から考城間地域を制圧し、国民政府は6月6日以前の駐屯地へ6月末までに撤退しなければ制裁すると通告した。

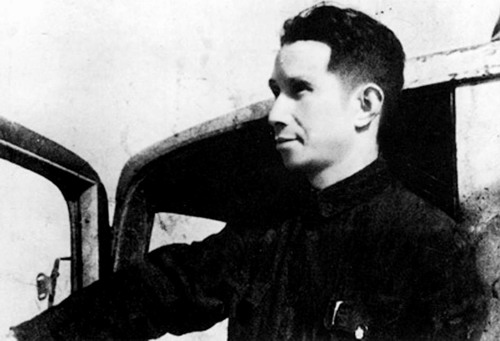
蘇中戦役を指揮する粟裕

同年、中国共産党は総動員を実施し、榆林・遼寧への攻撃を公然と開始、大規模に蘇北を攻め、さらに北寧路を破壊した:49。夏には関内各地で国民革命軍が勝利を重ねたものの、東北では広大な防衛線と不足する兵力、そして東北民主連軍によって寸断された交通網により、国民革命軍は受動的状況に陥った:162。
7月、国民革命軍は5個整編師・15個旅、約12万人を南通から泰州にかけての線で蘇中解放区へ大攻勢をかけようとした:1489。これに対し華中野戦軍は蘇中戦役（「七戦七捷」）で迎え撃ち、粟裕・譚震林が指揮する19個団3万余人が7月13日から8月27日にかけて7回連続して勝利を収めた:1489-1490。1ヶ月半で6個旅と5個交警大隊、計5万余人を殲滅した:1490。
7月、蔣介石は二度にわたり衝突停止を命じ、五人小組を召集して政治協議を行うよう主張したが、中国共産党はこれに強く反対した:48。休戦中、蔣は共産党に対して蘇北・膠済鉄道・承徳・古北口・ハルビンの放棄を要求したが、共産党側は拒否した:56-58。
8月、賀龍率いる晋綏軍区が大同包囲を開始した:154。9月14日、傅作義指揮の国民革命軍第35軍が集寧を攻略し、大同包囲を解いた:154。10月11日には第36集団軍が華北解放区の中心都市張家口を奇襲攻略した:154。斡旋に当たっていた梁漱溟は張家口占領の報を見て「一晩明けたら平和は死んでいた」と語った。9月17日には淮陰を制圧し、蔣は交渉の意向を示したが、周恩来は第一次・第二次停戦令発効時点での軍隊配置の復元を要求した:735。
10月11日の張家口攻略以後、戦闘は一区切りついたものの、戦争自体は終わっていない:75。蔣は占領地獲得を「勝利」と位置づけ、とりわけ張家口攻略後すぐに国民代表大会の招集を命じ、延安急襲の準備を進めつつ華東、晋冀魯豫、晋察冀、東北各解放区への攻勢を継続した。主戦場は依然として蘇北・山東だった:495。

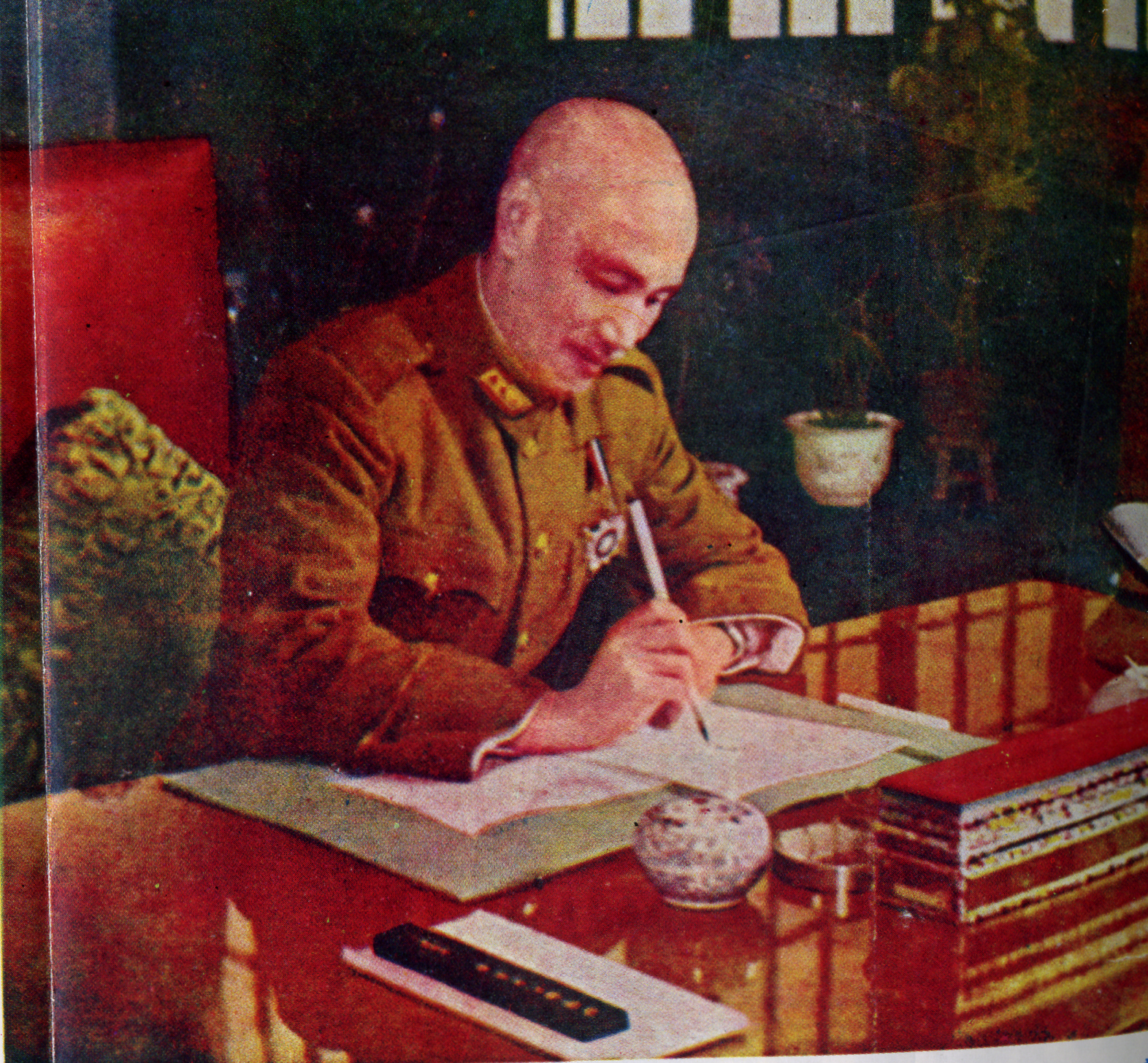
1947年、憲法が署名され公布された

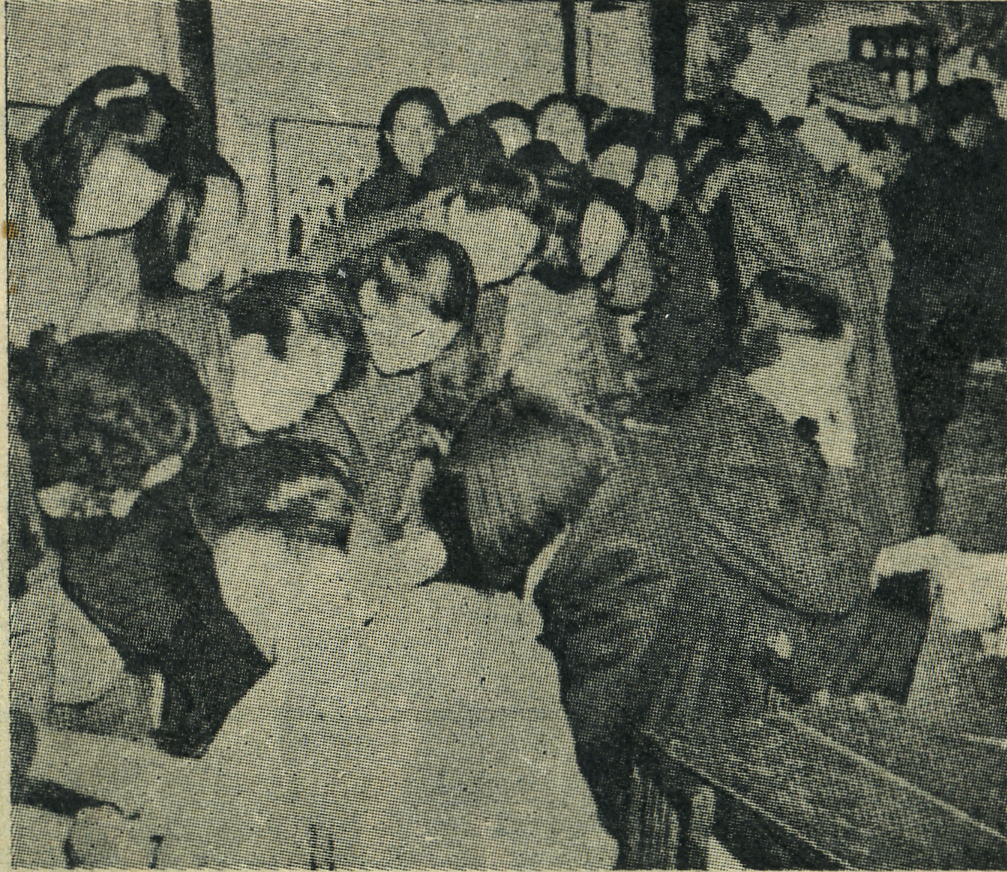
中国人が熱心に投票している様子。これは中国史上初めての国会議員の直接選挙だった

国民政府は1946年11月中に制憲国民大会を開くことに固執したが、周恩来は「国民大会が開かれれば延安へ帰る」と述べた。マーシャルの調停拒否を受け、10月26日に梁漱溟が第三勢力を代表して解決案を提出したものの、周恩来の圧力で撤回された:207。11月1日、国民革命軍は煙台に上陸し、魯南各地を相次いで占領した:154。11月8日、蔣は第三次停戦令を公布し、中共など各党派への名額確保を明言したが、共産党は国民大会の開催中止を主張し、国民大会はさらに三日延期された:747。11月15日に国民大会は開幕したが、青年党と民主社会党（改称後の国家社会党）のみが出席し、中共と民主同盟は不参加を貫いた:747。11月19日、周恩来率いる中共代表団は南京を離れ延安へ戻った。南京には董必武ら留守部隊のみが残された。
この四か月間で国民革命軍は105座の都市を占領したが、32個旅、約30万の兵力を失った:495。12月25日に「中華民国憲法」が可決され、1947年1月1日に公布、同年12月25日に施行され、正式に憲政を実施し、国民政府の訓政時期が終わり、中華民国は正式に憲政時期へ入った。
1947年3月、蔣介石は政府基盤拡大の決策を実行し、中国国民党代表を中国青年党、民主社会党とともに派遣して国民政府改組案を協議、新政府の施政方針を取り決めた:50。3月1日、国民政府は立法委員定数を50名増、監察委員25名、国民参政員44名増と発表した:247。3月31日、国民政府は行政院組織法、立法院組織法、司法院組織法、考試院組織法、監察院組織法を公布し、政府改組の法的基盤を確立した:247。4月、国民政府は看守政府として政治協商会議決議に基づき、制憲国民大会に参加した各党派を政府に受け入れ、国務会議を設置した。中国国民党、中国青年党、民主社会党の各要人および社会の英傑が国民政府委員に任じられ、蔣介石が国民政府主席に再選され、孫科が副主席に就任、中国国民党訓政はここに終了した:51。4月17日、中国国民党中央常務委員会は国民政府組織法を可決し、蔣介石を国民政府主席に選出した:8335。4月23日、国民政府委員会は南京で午前10時に初会合を開き、主席蔣介石および委員張群、孫科ら23名が初の国務会議を行い、行政院政務委員および各部会長人事を決定した:8339。
1947年11月21日から23日にかけて行われた1947年中華民国国民大会代表選挙で選出された第一届中華民国国民大会代表。12月、国民政府は翌年3月29日に国民大会を開催すると発表した:52
| 代表の種類                 | 代表の種類                 | 法定定数 | 選出人数 | 未選出人数 | うち女性人数 | 備考                                                     |
| -------------------------- | -------------------------- | -------- | -------- | ---------- | ------------ | -------------------------------------------------------- |
| 県、市、および同等区域     | 県、市、および同等区域     | 2,177    | 2,141    | 36         | 40           |                                                          |
| モンゴル                   | モンゴル                   | 57       | 57       | 0          | 6            | 外蒙古はすでに独立しており、選挙は内蒙古のみで実施       |
| チベット                   | チベット                   | 40       | 39       | 1          | 3            | 西蔵地方、その他のチベットおよび内地に居住するチベット族 |
| 辺疆地域の各民族           | 辺疆地域の各民族           | 34       | 34       | 0          | 2            | 先住民族および満洲民族                                   |
| 華僑                       | 華僑                       | 65       | 22       | 43         | 1            | 国外の華僑                                               |
| 職業団体                   | 地方性                     | 216      | 216      | 0          | 24           |                                                          |
| 職業団体                   | 全国性                     | 271      | 268      | 3          | 50           |                                                          |
| 女性団体                   | 地方性                     | 148      | 147      | 1          | 147          |                                                          |
| 女性団体                   | 全国性                     | 20       | 20       | 0          | 20           |                                                          |
| 中国で生活習慣が特殊な国民 | 中国で生活習慣が特殊な国民 | 17       | 17       | 0          | 0            | 中国本土に居住する回族                                   |
| 合計                       | 合計                       | 3,045    | 2,961    | 84         | 293          |                                                          |

### 全面戦争

#### 全国総動員

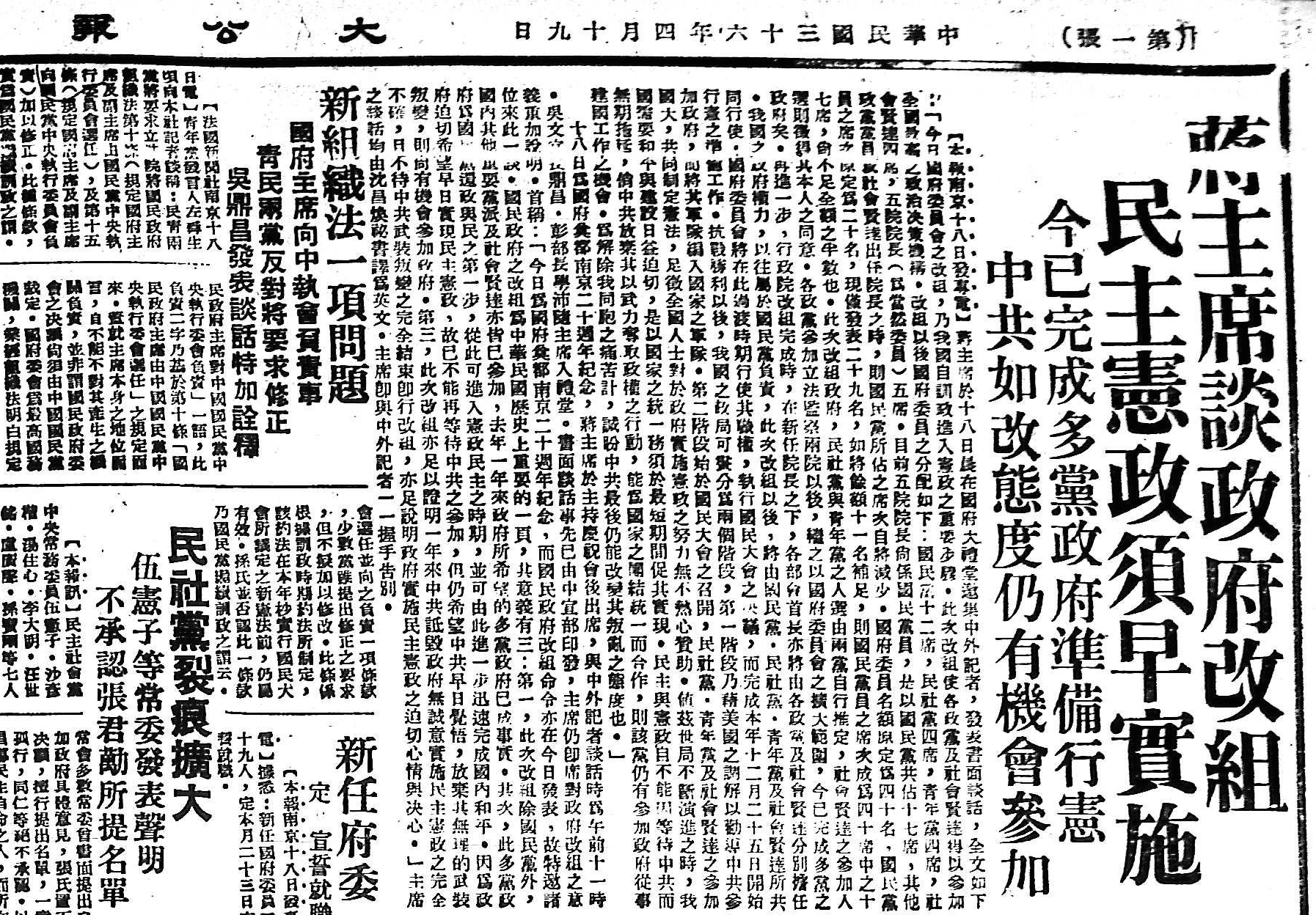
国民政府が改組され、蔣介石が中共に参加を促した

1947年1月1日、蔣介石は平和統一方針を決して変更しないと表明し、中共問題は依然として政治的解決を図るとした。政府は和談の扉を閉ざさないとし、その旨をスチュアートが中共に通告した:748。中共は、国民大会で制定された憲法を撤廃しなければならないと応じた:748。1月29日、スチュアートは声明し、米国政府と軍事三人小組および軍事調停実行部との関係を断絶すると発表し、米国の調停は完全に失敗したとした:748。
1947年1月以降、マーシャルが中国を離れ、国共の「協議と衝突」を繰り返す状況は終わり、正式に「全面内戦」段階に入った:210。1月、陳毅率いる山東野戦軍と劉伯承率いる晋冀魯豫野戦軍がそれぞれ魯南、魯西南へ猛攻を仕掛けた:749。1月、国民革命軍は魯南での陳毅率いる山東野戦軍への攻撃を、徐州綏靖主任の薛岳が指揮した:313。
初戦で、国民革命軍の馬励武、周敏英両軍（整編第26師、整編第51師および第1快速縦隊）は棗荘・嶧県地区で解放軍に敗れ（国民革命軍は5万余の損失を被った）。2月間、陳誠が徐州に赴いて指揮し、蘇北から20個旅、魯中から3個軍で臨沂を挟撃したが激戦の末半月後に臨沂が攻略され、山東野戦軍は撤退した（南線の国民革命軍を欺いて臨沂を放棄し、主力は隠蔽して北上した）:313-314。2月下旬、陳毅の山東野戦軍は莱芜地区で反撃し、北線国民革命軍第2綏靖区副総司令李仙洲率いる3軍7師約5.6万人を包囲殲滅した:314。
3月、中共は国民政府との決別を示すため、中共軍隊の従来の「国民革命軍」中の「八路軍」「新四軍」などの呼称をすべて廃止し、「人民解放軍」と改称すると発表した:210。3月末、国民政府は中共代表の追放を命じた:210。6月28日、国民政府最高法院検察署は毛沢東、周恩来らの指名手配を命じた:210。7月4日、国民政府は国務会議を開催し、蔣が提出した「全国総動員を厳施して共匪反乱を平定する方案」を可決した:8379
| 被災地の人民を救済し、民族の存続を保障し、国家統一を強固にするため、全国総動員を厳行し、共匪の反乱を平定し、民主の障害を除去し、予定どおり憲政を実施し、平和建国方針を貫徹する案： 政府は抗戦勝利以降、復員を積極的に進め、建設に注力し、人民との休息を図ってきたが、あらゆる措置は期するところに及ばなかった。しかし、中国共産党の兵力による分断支配、地方の攪乱、武力による反国家行動に対しては、一貫して政治的解決の方針を堅持し、多少の譲歩を厭わず、多方面で休息を与えることで実現を図ってきた。しかるに共党は昨年十月以来、まず政府の停戦令を拒絶し、次に国民大会への参加を拒否し、さらに政府の延安派遣団による和平協議の提案をも拒み、最近ではその宣伝機関を通じて国民参政会の和平提案を断固として拒絶している。 政府が軍の再編に努める一方で、共党は民衆を脅迫し、その反乱武力を大規模に増強している。政府が復員建設に励む一方で、共匪は各地で復員の進行を妨害し、あらゆる場所で我が国の交通・鉱業施設の建設を破壊している。政府が民生政治の実現と行憲作業を図るなか、共匪は表面上「民主」を宣伝しつつ、人民に残虐行為を加え、その手段を選ばない。 近月、共匪は再び華北・東北で我が国軍に対し大規模攻勢を仕掛け、政府による領土主権の完全回復を妨害している。彼らが武力によって国家を覆さんとする意図は明白であり、各地社会を扇動して治安秩序を乱す盗匪的暴行も日増しに顕著となっている。共匪は公然と武装による全面の反乱を開始し、もはや国人から自らを切り離し、武装反乱集団として政党界外に身を置き、国家・民族を敵視している。その悪行は改めることなく迷いに満ちており、もはや政府の平和建国策をもって政治的手段による解決は不可能である。 とりわけ北方では、共匪の蹂躙地域および匪区に接する同胞が水深火熱の苦境にあり、事態は日々悪化している。政府はこのまま事態を看過し、救済を怠るわけにはいかない。また、全国の同胞が安定した生活を求めるには、国家再建の最大の障害である反乱を徹底的に排除することなしには、国家基盤の防衛と社会秩序の安定、全人民の安全を確保することはできない。況んや政府には国家統一を強化し、民族の存続を保障する責務がある。迅速に反乱を鎮圧しなければ、憲政と民主の実現はおろか、国家の統一と安全すら保証を失うことになる。したがって政府の反乱鎮圧決意はやむを得ぬものである。全国の軍民が意志を結集し、全国の力を動員して、一方では反乱鎮圧を加速し、他方では積極的に建設に取り組むことで、民主憲政の障害を払拭し、平和建国の目的を達成し得るのである。 この趣旨に基づき、国務会議において全国総動員を決定し、国民一致して奮起し、経済建設を推進し、地方政治を刷新し、人員・物資を動員し、食糧行政・課税行政を改善し、社会の安全を維持し、人民の苦難を救済し、人民の基本権利を保障し、消費節約を徹底し、農工生産を増進し、官兵の待遇を向上させるなどの各項目について、主管各機関において適切な方案を策定し、法令を公布のうえ、一体的に法令に従って実行することを要請する。実施にあたっては、法外行為の防止策を講じ、主管機関に厳重な注意を命じるものとする。 全国総動員を厳施して共匪反乱を平定する方案 1947年7月4日 |

7月上旬、中華民国国防部は「戡乱動員令」に協力するため、編余軍官は志願退役者を除き一律留用し、中央訓練団が各部に分配すると発表した:8382。7月18日、国民政府は国務会議を開催し、「動員戡乱完成憲政実施綱要」を可決、引き続き軍糧充当のため実物の徴収を行うこととした:8384-8385。7月19日、国民政府は「動員戡乱完成憲政実施綱要」を公布し、「全国総動員を厳行し、共匪反乱を鎮圧する」と定め、「戡乱」に必要な兵役・工役・軍糧・物資・輸送などを積極的に動員し、「戡乱」を回避・妨害する言論・行為は法により処罰すると規定、行政院が必要な命令を随時発布できるものとした:8385。
1947年1月31日、解放軍総部は1946年7月から1947年1月までの戦争に関する重要統計を発表した：7ヵ月間で国民革命軍56個師団を殲滅し、そのうち1月には12個旅を殲滅。将級軍官103名を斃・俘獲し、うち87名を俘虜とし、俘虜後に4名が脱走、12名を負傷させた:8276。国民革命軍は解放区の都市199を占領し、解放軍は国統区の都市100を占領した:8276

#### 国民革命軍の重点攻撃と解放軍の局地的反攻

1947年、毛沢東が延安を撤退した

1947年2月下旬、林彪率いる東北民主連軍は松花江を渡って南下し、5月上旬に大規模な猛攻を開始した。5月17日に懐徳を、5月21日に公主屯を攻略し、永吉・長春・四平街を孤立させた:162。
3月10日、西安綏靖公署主任の胡宗南指揮下で各路の国民革命軍20万は洛川・宜川から延安を目指して進攻し、陝甘寧野戦集団軍は5,000の兵力でこれに対抗した。彼らは地雷と伏地堡塁を駆使して激しく抵抗したが、国民革命軍は3月19日に延安を攻略した:158。国民革命軍は解放軍を斃傷1万6,000余、俘虜1万余と報じた:159。
4月上旬、津浦鉄道の徐州―済南区間が開通し、国民革命軍は華東野戦軍を沂蒙山区で包囲した:158。4月30日、新華社の統計によれば、4月中に国民革命軍は解放軍に対し10個半旅の損耗を被り、国民革命軍守備の県城48を奪取されたという:8345。

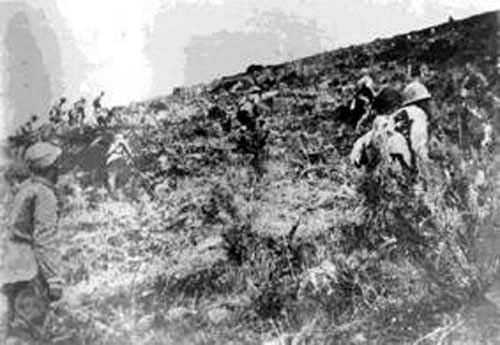
1947年5月中旬、国民革命軍第74師が孟良崮戦役で全師壊滅し、師長の張霊甫が自殺した

5月、郭汝瑰は蔣介石が決めた国民革命軍の作戦配置を廉儒に写し伝え、華東野戦軍が第74師を包囲殲滅する有利な条件を作った
5月16日、華東野戦軍は孟良崮を包囲し、午後5時までに第74師3万3,000人を全滅させた:8355。5月19日、蔣介石は飛行機で徐州に赴き、顧祝同と山東方面の軍事を協議。各部隊を現防線に留めて整訓を行い、戦術を改めて最終決戦に備えることを決定した:8356。
1947年5月以降、解放軍の徐向前率いる華北野戦軍と彭徳懐率いる西北野戦軍は太原包囲を開始し、山西省政府主席の閻錫山はこれを堅守した:164。
6月6日、解放軍は熱河赤峰を攻略した:162。6月16日、国民革命軍は安東省都を放棄せざるを得なくなった:162。解放軍は遼寧瀋陽への攻勢を開始した:162。6月中、解放軍は四平街を猛攻し、守備する陳明仁部は1か月余り堅守して大いに敵を殲滅したため、蔣介石から特電での激励を受けた:51。
戦争初年度、解放軍が国民革命軍112万人を殲滅した:4923

#### 解放軍の戦略的攻勢と中華民国国軍の重点防御

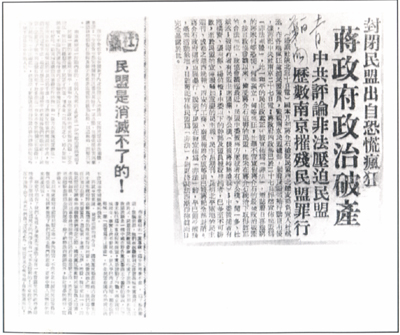
1947年10月、中華民国政府は中国民主同盟を非法団体と宣言し、中共と民盟は強く抗議した

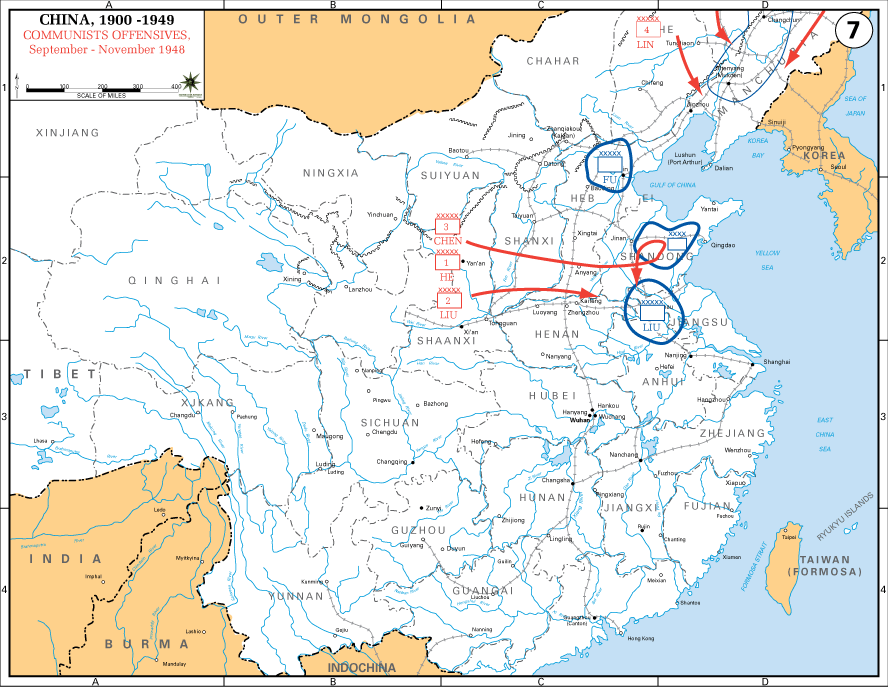
1948年中国内戦の概況

1947年に制定された中華民国憲法の規定に従い、軍隊はいかなる政党の支配も受けず、中華民国総統が三軍の統帥を兼任する。その正式名称は中華民国国軍であり、1947年に憲政後の中華民国国防部の指揮下に移された。:101それにもかかわらず、憲法施行後しばらくの間は、依然としてたびたび「国民革命軍」と呼ばれていた
1948年1月と8月、蔣は分区防御および重点防御の戦略方針を採用した:473。1948年9月以降、軍の主力は解放軍が連続して発動した遼瀋戦役、淮海戦役、平津戦役で殲滅された:473。
1947年6月30日、解放軍は戦略防御から戦略攻勢に転換し、一部主力を中原へ挺進させて戦争を国統区へ誘導し外線で大量に敵を殲滅し、他の主力と地方武装を内線で作戦させて敵を消滅させ失地を奪還した:4923。同日、晋冀魯豫野戦軍司令員劉伯承と政委鄧小平は第一、二、三、六縦隊を率い、地方武装と協同して魯西南戦役を発起し、大別山へ進軍した:2723。
8月、国民革命軍は膠濟鉄路沿線の解放軍を掃討し:158。8月21日に膠濟鉄路全線開通、8月23日に河南で汝南と新蔡を攻略した:704。8月下旬、解放軍晋冀魯豫野戦軍の一部は豫西へ進軍し、第四・九縦隊など8万余を率いて平陸・孟県で黄河を強渡し、隴海鉄路を断ち切って河南西部を攻撃、さらに陝南・鄂西北へ展開した:2723。8月22日、陳謝集団は豫西の新安・澠池・陝県などから黄河を分道で渡り、伏牛山を越えて嵩県・洛寧・登封・臨汝・魯山・方城などを一時攻略したが、国民革命軍の包囲を受けて再び河を渡り豫北へ戻った:162。1月末までに国民革命軍約6万人を殲滅し、野戦軍主力が大別山で展開し、陝北の解放軍とともに反攻に転じるのを有力に支援した:2723。
この全面攻勢に対し、ソ連は当初反対し、スターリンは劉少奇を通じて中共にゲリラ戦を採るよう指示し大都市を放置すべきとしたが、周恩来は全面攻勢の時期が成熟したと判断し、解放軍は全国各地で国民革命軍に攻勢を展開した:706-707。
当時、東北には林彪率いる東北野戦軍、黄河下流には劉伯承の晋冀魯豫野戦軍、山東東部には許世友指揮の華東野戦軍山東兵団、山東西部には陳毅・粟裕の華東野戦軍、河南西部には陳赓・謝富治の陳謝集団、陝西北部には彭徳懐の西北野戦軍があり、また羅瑞卿・徐向前の華北軍区も華北各地で攻城掠地を展開した:707。
中共中央は9月1日に『解放戦争第二年の戦略方針』を発表し、「全国的反攻、主力を外線へ打って出る」戦略攻勢を掲げ、三路大軍が大別山へ跳躍し「品」字形に展開、東に南京を狙い、西に武漢を逼し、南で長江を抑え、中原を制圧する構えを取り、蔣は攻勢戦略から防御戦略へ転換した:496。9月2日、解放軍は湖北麻城を攻略した:705。9月末、国民革命軍は龍口・煙台から上陸し山東戦線は一段落した:158。9月20日には安徽で舒城・六安・廬江・桐城・霍山を、9月24日と27日に山東で莒県・龍口を、10月1日と5日に山東で煙台・威海衛を攻略した:704-705。
10月10日、解放軍総司令朱徳と副総司令彭徳懐は『中国人民解放軍宣言』を聯名で発表し、「蔣介石を打倒し全中国を解放せよ」と号令を発した:8429:496。宣言の主な内容は：民族統一戦線の結成、蔣介石独裁政府の打倒、民主連合政府の成立、内戦罪犯の処罰、人民民主制度の実施、汚職官僚の一掃と廉潔政治の樹立、官僚資本の没収と民族工商業の発展、封建搾取の廃止と耕者治田制の実施、少数民族の平等自治権の承認、賣国条約の廃止と平等互恵友好条約の締結:3717。同時に党内と軍隊で整党と新式整軍運動が展開され、全党・全軍の戦闘力が向上した:4923。
11月23日、解放軍は安徽武穴を攻略した:705。国民革命軍は11月1日に吉林で永吉を、11月18日に湖北で黄梅を攻略した:705。指揮統一のため、中華民国政府は1947年11月30日に傅作義を「華北剿匪総司令」に任命し、山西・河北・察哈爾・熱河・綏遠五省の軍隊を指揮させた:706。
1947年末、蔣は「全国各戦場が劣勢・受動の危機にある」ことを認め、再び全面防御から分区防御に転換し、戦略集団を徐州・瀋陽・北平・漢口・西安の五大中心へ配備した:496。1947年11月までに、米国は「ソ連が中共を支援している」として中華民国政府への援助を再開した:705。12月25日から28日にかけて、中共中央は陝北米脂楊家溝で「十二月会議」を開催し、中央委員・候補委員および陝甘寧・晋綏二解放区の主要責任者19名が出席。毛沢東は「目前形勢と我々の任務」と題して報告し、攻勢転換後の国内情勢を分析、軍の戦闘経験を総括して十大軍事原則を提起、革命政治・経済綱領および諸方針政策を展開し、新情勢下での勝利奪取を準備した:3715。
1948年は中華民国国軍にとって最も窮地に陥った年であった:315。この年以降、各戦場で中華民国国軍は受動に追い込まれ:315、解放軍は東北、山西、河北、察哈爾、山東、河南、陝西各地で反攻を開始した:315。全面反攻と中華民国国軍の連続敗北により、各戦場の情勢は根本的に変化した:315。
1948年1月、中華民国政府は衛立煌を「東北剿匪総司令」に任命し、同時に各省に保安司令部を設置して治安維持を図った:706。
2月下旬、陝西戦場で中華民国国軍の劉戡部は延安から撤退中に宜川・黄陵間で伏撃を受け全滅し、師長嚴明と劉戡は自殺した:315。解放軍陳謝集団は再び河南を渡り、3月12日に洛陽を攻略して豫西各県を奪還し鄂北一帯を攪乱、7月17日に襄陽を攻略した:163。陳赓中原野戦軍陳謝集団と劉伯承中原野戦軍は春夏に鄧県・鎮平・内鄉など数十万の強固な民団を殲滅し、豫・陝・鄂辺区の障害を除去した:316。3月、山東戦場では膠濟鉄路西段および周村・淄川・博山・威海衛などを許世友・譚震林ら華東野戦軍東部兵団が攻略した:315-316。
中華民国国軍は撤退途上で甚大な損失を被り、渭河以北地域を制御できなくなった:315。4月27日、第九十六軍は濰県で潰滅し、軍長陳金城が捕虜となった:316。
5月、渤海・膠東・魯中三戦場で解放軍は連携して戦い、済南は孤立状態に陥った:316。
劉陳部と粟裕華東野戦軍は会攻開封を実施し、守将李仲莘は自殺し開封を攻略、中原戦場の兵站と武器糧草をすべて奪取した:316。別路の粟裕華東野戦軍は6月23日に開封を攻略し、整編第六十六師師長李仲莘は陣没した:163。華東野戦軍第十縦隊と中原野戦軍第一・第三縦隊は胡璉部を上蔡北方で阻撃し、華野山東兵団は兗州を包囲して海州以西を攻略した:316。6月26日、中華民国国軍邱清泉・孫元良兵団は開封を再攻略し、華東野戦軍を黄泛区で追撃して十余日の激戦を展開、解放軍は約8万人の損失を被り隴海鉄路以北へ退却した:163。開封郊外で中華民国国軍と解放軍の激戦が発生した:55。続いて華東野戦軍は睢陽で寿年兵団を伏撃し、兵団に甚大な損失を与え区壽年を捕虜とし、7月1日までに区軍団を全滅させた:316。
軍界では李宗仁・白崇禧派の桂系が依然として勢力を保っていた:724。華中各省の軍を統一指揮するため、6月末に「華中剿匪総司令部」が設立され、白崇禧が総司令に命じられた:708。
6月30日、第五軍は豫東杞県で中原野戦軍の区壽年・沈澄年部に包囲され、国共両軍が激戦を展開。粟裕・陳士榘・張震部の睢杞作戦を支援するため、中原野戦軍は同日から7月1日にかけて西平以西で中華民国国軍吳紹周兵団を阻撃し大損害を与え、邱清泉第十八兵団を圍わせた:8629。解放軍は開封攻略後、攻城戦術を学び攻堅信心を増強し、戦略・戦術の大修正を実現した:316。
山東兗州は解放軍に攻略された:55。劉伯承中原野戦軍は開封攻略後すぐ襄樊を襲い、7月16日に襄樊を攻略し守将康澤を捕虜とし鄂西北を一掃した:316。これにより中華民国国軍中原戦場の防御体系は分断され、7月以降情勢は一層深刻化した:164。
毛沢東は1948年8月に「解放戦争は山登りのようなものだが、今や山の鞍部を越え、最も苦しい登り坂を過ぎた」と述べた:135。晋冀察辺区と冀魯豫辺区は既に連通し、8月には華北解放区として統合され、7月以降華北・華中の両解放区は江淮河南間で一体的に戦闘を展開した:708。二年にわたる内戦で蔣の190万正規軍は東北・華北・華東・中原・西北の五戦場に分散拘束された:497。

### 国共決戦

#### 三大戦役

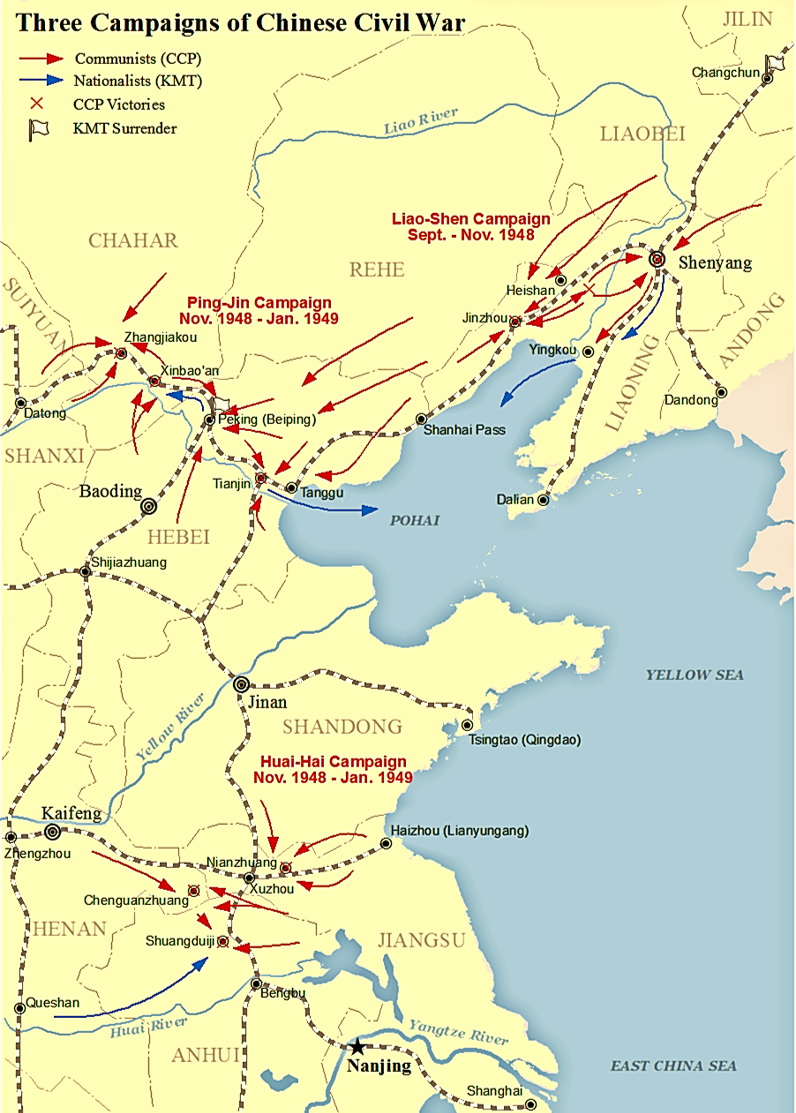
三大戦役

1948年8月上旬、蔣は南京で軍事会議を開催し、重点防御戦略方針を決定し、東北から撤退して華中を確保し、戦線を縮小して兵力を集中、戦略要所の堅固な陣地に依拠して防御を固めつつ、強大な兵団を機動部隊として攻勢的に運用する用意を整えた。これに伴い、綏靖区を再編して機関を縮小し、機動兵団を拡充、大後方では二線兵団の編成訓練を強化した:497。
中華民国国軍は連敗を重ね、軍事的・政治的信頼を徐々に失い、金円券改革は一月足らずで再び価値を下落させたため、敗北主義が文武百官の間に一層蔓延した:316。
戦略面では、中原戦線を全戦局の要として位置づけ、華中を確保しつつ兵力を集中するため、三角（徐州・漢口・西安）、四辺（隴海鉄路・南津浦鉄路の兗州以南区間・平漢鉄路の鄭州以南区間・宝鶏―成都公路）、十三点（開封・鄭州・済南・商丘・南陽・襄陽・樊城・確山・信陽・漢中・安康・鐘祥・宜昌・合肥）を固守し、東西に呼応する布陣を定めた:497。
1948年9月16日、解放軍は約10万の兵力を集中して済南を包囲し、中華民国国軍第96軍の吳化文部が内応して9月25日に攻略された:163。第二綏靖区司令官兼山東省政府主席の王耀武が捕虜となった:56。陳毅・粟裕率いる華東野戦軍が済南を包囲している最中に吳化文部が城外で反乱を起こし解放軍側に寝返り、済南守備の10万余が全員武装解除された:316。1948年9月から1949年1月にかけて、解放軍は遼瀋・淮海・平津の三大戦役を連続して展開し、中華民国国軍主力をほぼ殲滅、揚子江中下流以北を解放した:4923。
1948年春、林彪率いる東北人民解放軍は東北で七度にわたる攻勢を展開し、2月7日に遼陽、2月26日に営口を、3月14日に四平街を、3月19日に永吉を攻略した。中華民国国軍は長春・瀋陽・錦州に兵力を集中して堅守し、補給は空輸に頼ったが運輸量に限りがあり、長春では毎日百名以上が飢え死にした:162。

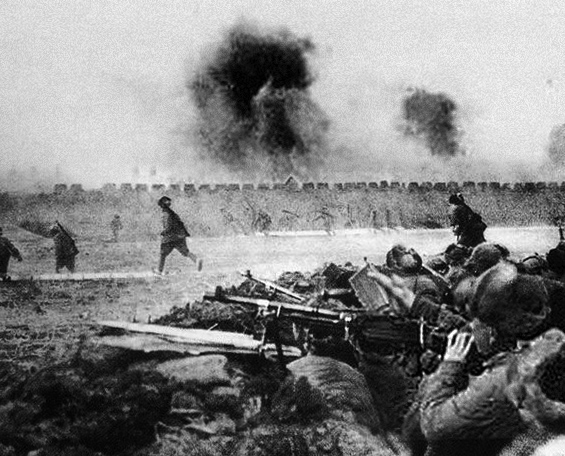
東北野戦軍、錦州の城壁に進攻

9月中旬、東北人民解放軍は錦州と義県を猛攻して中華民国国軍の内外連絡を遮断しようとし:317、東北剿匪総司令の衛立煌が防衛機会を逸し、解放軍に大きく付け込まれた:162。
10月16日、解放軍が錦州を攻略し、東北剿匪副総司令范漢傑、兵団司令盧濬泉など数万名が捕虜となった。10月17日、長春守軍第60軍軍長曾澤生が率部を解放軍に投降した:317。10月18日、蔣は飛行機で瀋陽に入り東北作戦を指示したが形勢は挽回できず、10月23日に解放軍が長春を攻略し、東北剿匪副総司令鄭洞国が捕虜となった:162。新編第七軍軍長李鴻らも部を挙げて降伏し、10月28日に廖耀湘兵団は彰武・打虎山で包囲殲滅され、廖耀湘が捕虜となった:317。

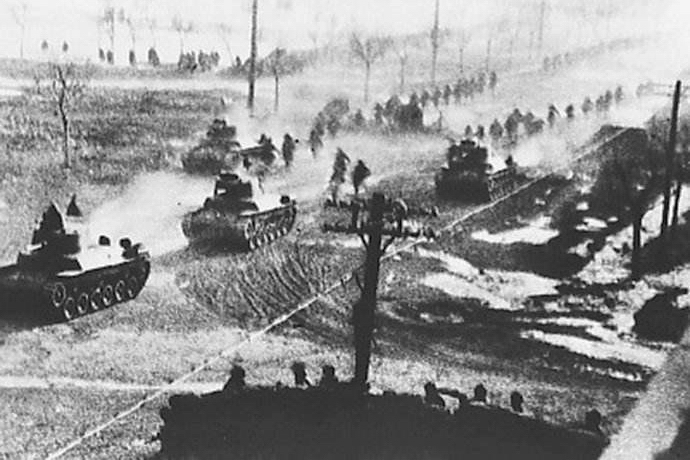
東北野戦軍が瀋陽方面の路線に向けて進攻

11月2日、解放軍は瀋陽を攻略し、衛立煌は先に飛行機で北平へ脱出、一部中華民国国軍は包囲を突破して営口へ撤退、海路で華東へ向かった。東北は完全に失われ、中華民国国軍は優秀部隊30万人を失った:162。中華民国国軍は瀋陽・営口から東北を撤収し:56、瀋陽守軍の周福成が解放軍に投降し、その後解放軍は東北各要衝へ進出した:317。
中華民国国軍は東北の完全な敗北を踏まえ、関内戦線の孤立拠点の兵力を可能な限り後退させて戦線短縮を図ったが、解放軍に妨害され行動が露見した:317。11月には解放軍が徐州を攻撃し:56、中華民国政府は劉峙を徐州剿匪総司令部総指揮に任命、鄭州・開封などを放棄して40万の重兵を動員し決戦を挑んだ:163。
1948年10月、中華民国国防部は「江を守るなら必ず淮を守る」と決め、徐州と蚌埠の間の津浦鉄道両翼に優勢兵力を集中して解放軍と決戦することにした。淮海戦役の具体的作戦計画は郭汝瑰自身が策定したものだが、その案は前線の中華民国国軍に届く前に郭汝瑰が解放軍の指揮部に漏らしていた。郭汝瑰は蔣介石に作戦案を何度も変えさせ、蚌埠の守備を放棄して徐州周辺で戦わせることで、移動中の部隊が分断・包囲殲滅されるリスクを高めた。
淮海戦役の前後、国防部の劉斐と郭汝瑰は職権を利用して戦略決定に介入・誤導した。その中で、徐州を固守し徐蚌鉄道両翼に主力を集める「攻勢的防御」案は、前線司令官・徐州剿匪総司令部副総司令の杜聿明に「中外戦史上例を見ない奇策」と評されたが、蔣介石はこの案を採用した:548
淮海戦役開始前、邱清泉は徐州花園旅館で開かれた軍事会議に参加し、郭汝瑰にこう警告した：
| 「 | お前の今日の配置は、まさにかつての項羽が垓下で取った配置と同じだ。今日、陳毅が済南から南下してきたのも、まさに劉邦が当時置かれた状況と同じだ。今や時代は変わったが、戦略的な地勢は変わっていない。俺たちは今、九里山にいる。ここはまさに項羽が敗れた場所だ。この配置では歴史の轍を踏むしかない！ | 」 |

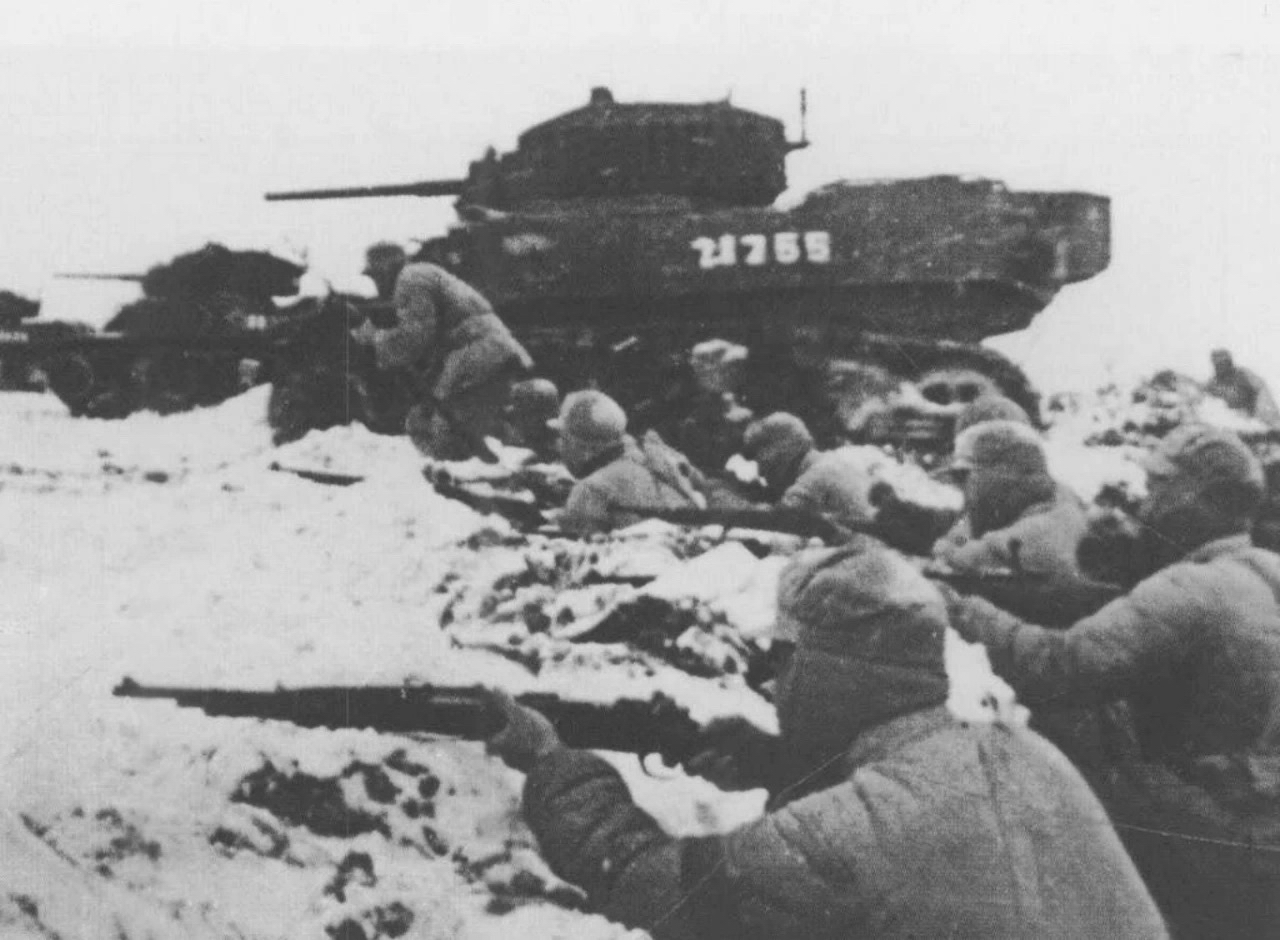
淮海戦役の解放軍

11月初め、粟裕率いる華東野戦軍と劉伯承率いる中原野戦軍は徐蚌（淮海）地区で攻勢を展開し:317、大戦が開始されたが連絡不十分で戦果を最大限に活かせなかった:163。黄百韜兵団は当初11月5日に出発し、大運河以西へ撤退する予定だった:305
11月8日、第三綏靖区司令何基灃・張克俠部が賈汪で反乱を起こし:317、徐州北部防線に大きな裂け目を生じさせた。南部から進撃してきた華東野戦軍は11月9日にその隙を突いて徐州東側へ突破し、黄維兵団の退路を断った:305。粟裕の主力と合流し黄百韜兵団を両側から挟撃した:306。11月14日、黄百韜兵団は碾庄付近で包囲され:163、11月22日に碾庄が陥落し、司令官黄百韜は自殺した:57。
碾庄戦が悪化すると中華民国政府は華中の黄維兵団（約12万）を急派したが、黄維部は濉渓県双堆集で立ち往生した:317。11月24日以降、杜聿明が邱清泉・孫元良両兵団を率いて徐州から数日にわたり南へ攻撃したが、解放軍の陣地構築と激しい抵抗により進展は遅速となり、固鎮北方の李延年兵団も同様の苦戦を強いられた:325。12月1日、蔣は第十二兵団副司令胡璉を召見し、直ちに双堆集へ飛ぶよう命じた:8741。
11月27日、黄維兵団は蒙城・濮河・渦河間の双堆集で中原野戦軍に包囲され、12月6日までに部隊は壊滅し、黄維は捕虜となり、副司令胡璉だけが突破脱出した:163。12月15日、胡璉の一部を除き黄維兵団は全滅した:317。
11月30日、杜聿明は邱清泉・李彌・孫元良の三兵団と徐州機関および一部の青年合わせて30万人を率いて徐州西南へ撤退し:8740、12月1日に副総司令杜聿明は再び孫元良・李彌・邱清泉と共に西方へ転進した:317。徐州国軍は包囲回避のため12月2日に城を放棄し南へ撤退、永城東北の青龍集―陳官荘間で粟裕麾下の華東野戦軍30万余に急襲され多大な損害を受けた:163。
12月6日夜、孫元良兵団は全滅し、孫元良と二師長だけが突破したが二軍長・師長は捕らえられ、残余数千が辛うじて収容され新たに一師として邱兵団第七十二軍に編入された。12月19日以降、豪雪が十日余続き、空輸支援が大きく阻害された:338。厳寒と雨雪の連続、中華民国国軍の難民護送による負担増で支えきれなくなった:163。1949年1月6日、解放軍は降伏勧告が無効とみて猛烈な総攻撃を開始し:338、1月10日まで苦戦の末に中華民国国軍陣地を突破、徐州剿匪総司令部副総司令杜聿明が捕虜となり、兵団司令邱清泉が自殺:169、李彌・孫元良は全軍覆没の中で辛うじて生還した:163。解放軍は運動戦で突破し中華民国国軍の人海戦術陣地を崩壊させ、李彌・孫元良は全滅に近い状態で生還した。中華民国国軍所部および軍機関の関係者・同伴者約40万は、戦死を除き全員武装解除された:318。この戦いには双方合わせて100万以上が参戦し、二ヶ月以上の激戦で中華民国国軍の精鋭部隊はほぼ壊滅した:318。解放軍の損失は合計13.4万人に上った。
以後、中華民国国軍は絶対的劣勢に陥り:318、解放軍は勢いに乗じて蚌埠・臨淮などを攻略し南京を脅かした:163。
1948年末、東北野戦軍数十万が関内へ進出し、聶榮臻率いる華北軍区や賀龍率いる陝甘寧晋綏聯防軍区などを合わせ、約100万の兵力で北平・天津を包囲した:163。1949年1月7日、解放軍は天津への猛攻を開始し、中華民国国軍警備司令陳長捷部は奮戦したが1月15日に天津城を攻略、解放軍は1万3千以上の敵を殲滅・捕虜とした:163。29時間にわたる激戦で中華民国国軍約13万を殲滅し陳長捷を捕虜とした:260
傅作義は重損と淮海戦役の敗北を受けて動揺し、戦況は「孤城落日」の様相を呈した:318。
天津陥落後、傅作義は解放軍の説得を受け、30万余を率いて北平・察哈爾・綏遠を共産党に引き渡した:318。1月22日、華北剿匪総司令傅作義は共産党と「北平平和解放」を成立させ、解放軍は北平へ無阻入城し、中華民国政府要員の多くは撤収に間に合わなかった:163-164。これにより揚子江以北は武漢一部を除き完全に易幟した:318。
1949年1月15日、中共中央軍委は「各野戦軍番号按序数排列の指示」を発し、西北・中原・華東・東北野戦軍をそれぞれ第一～第四野戦軍とし、各縦隊を軍に改編した。

#### 渡江戦役

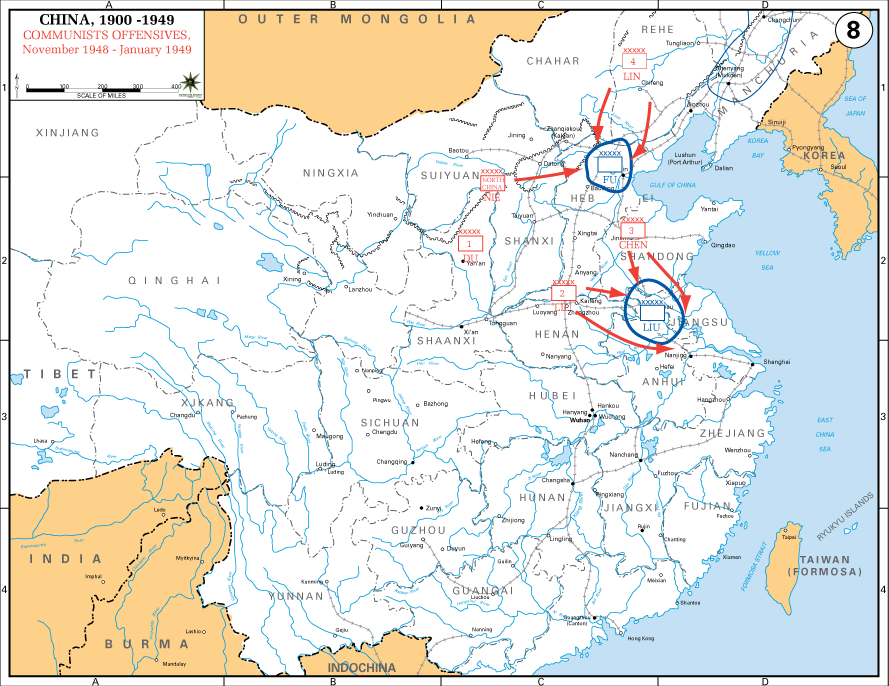
1948年11月、三大戦役の終結

1949年1月、蔣は陸海空軍将領会議を招集し、「戦って和平を求める」方針を指示し、常に警戒を怠らぬよう命じた:57。同年初め、各戦場で軍事情勢が逆転し、人力ではもはや挽回できず、政治情勢も緊迫したため、和平交渉に応じる形で蔣は1月21日に退隠を表明し、副総統李宗仁を代行に任じた。しかし時勢は既に崩壊し、人心は瓦解、和解の盟約など中華民国政府に受け入れられるものではなかった:318。

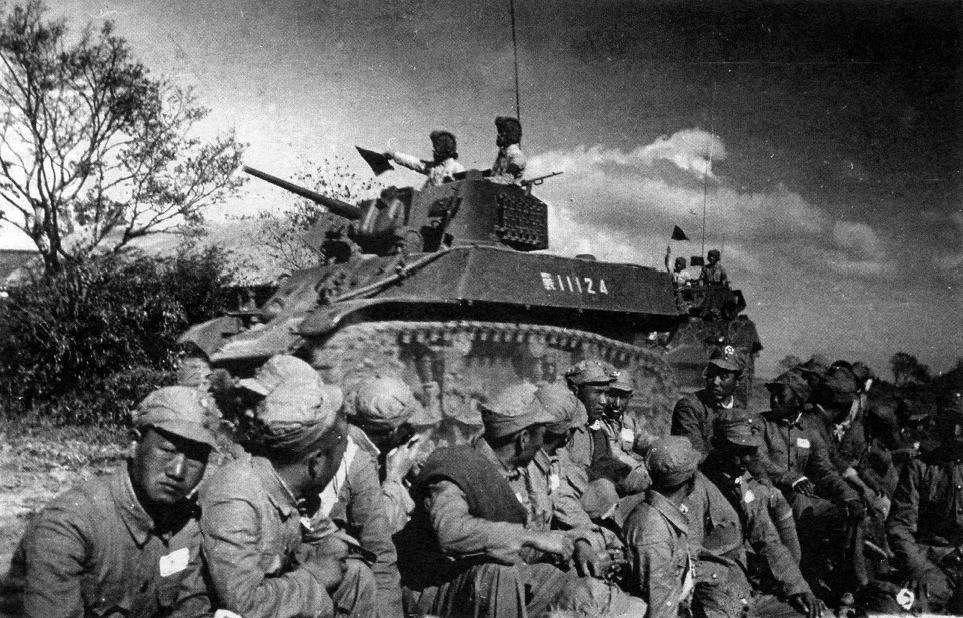
長江付近を行軍する、解放軍が装備したアメリカの戦車

2月5日、行政院は広州へ移転し、南京には代総統府のみが残された:169。3月、中共中央は七届二中全会を開催し、全国的勝利獲得後の基本政策を決定した:4923。4月1日、張治中らが北平へ飛来し、4月5日午前9時に「和談」準備会議が開始された:169。4月15日、第二回正式会議で周恩来は修正後の「国内和平協定（最後修正案）」を提示し、張治中らに4月20日までの署名を要求、いかなる場合も解放軍は揚子江を渡ると明言した:169。4月20日、中国国民党中央常務委員会は声明を出し、中共の協定案を事実歪曲として非難した:170。中華民国政府は最終的に和平協定への署名を拒否した:4923。4月21日、中共中央軍委主席かつ人民革命軍事委員会主席の毛沢東と解放軍総司令朱徳は総攻撃令「向全国進軍の命令」を発布し、第四野戦軍と第一野戦軍はそれぞれ武漢・西安へ進攻を開始した:170。地下党組織は江陰要塞で起義を起こし、要塞司令戴戎光が中共へ投降、解放軍は荻港鎮で揚子江を渡った:59。4月22日、第二野戦軍が蕪湖を攻略し:172、4月23日、解放軍第35軍が南京城内に進入した:4923。同日、中華民国国軍は南京を撤退、李宗仁は責務を放棄して桂林へ飛んだ:170。李宗仁は広州へ到着せず公務を放置した:171。4月24日、太原城が陥落し、市街戦は激烈を極め、負傷しながらも敵を討つ者、楼閣とともに焼死する者もあった:164。4月末、第四野戦軍は直ちに武漢へ向かった:173。

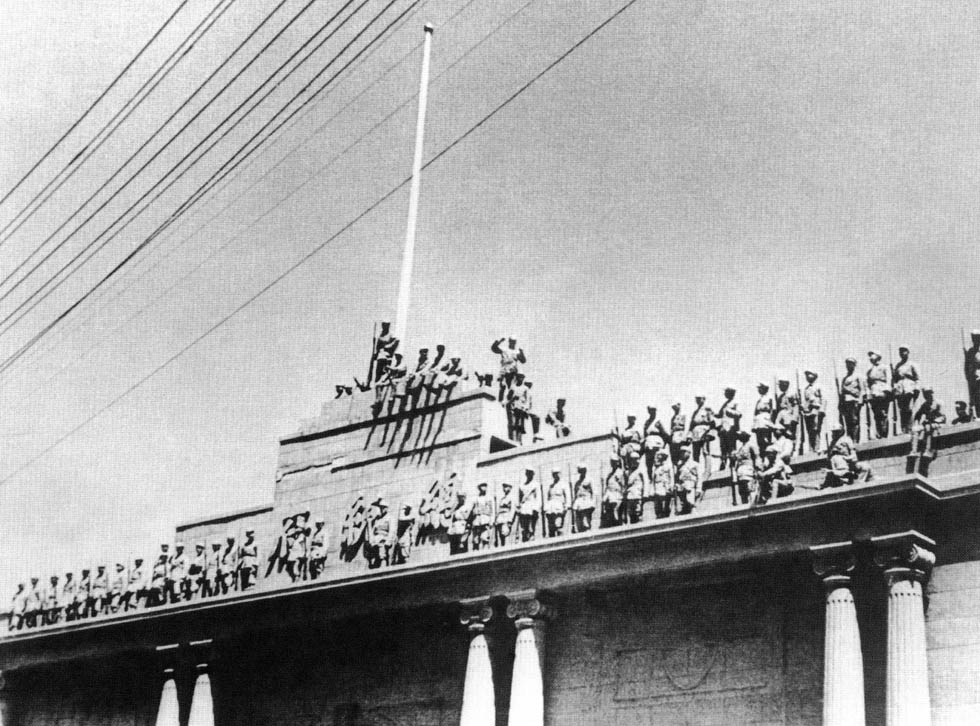
中国人民解放軍第35軍が南京の総統府を占領した

5月4日、第三野戦軍が杭州を攻略し:172、同日李宗仁はようやく広州に戻った:171。5月14日、林彪・羅榮桓ら第四野戦軍先遣軍（第43軍）が武漢東方の団風―武穴間で揚子江を強行渡河し、5月15日に第12兵団が団風―田家鎮の中華民国国軍江防陣地を突破した:8912。5月15日、華中軍政長官白崇禧は衡陽へ移駐し:173、中華民国国軍は武漢を放棄した:59。5月16日、四野第12兵団第40軍が漢口を攻略し、武漢守備の第58軍と警備部隊は撤退。同夜、大治・鄂城・陽新も相次いで陥落した:8916。5月17日、四野第40軍が漢陽・武昌を攻略し、第12兵団第43軍が九江を攻略した:8917。5月20日、胡宗南部隊は西安を放棄し、隴東各地はすべて解放軍の支配下となった:174。5月21日、第二野戦軍が南昌を攻略し:173。第三野戦軍は上海を包囲攻撃し、損害は6万人に及んだが、5月27日には中華民国国軍が舟山・台湾方面へ撤退した:172。
6月1日、中華民国国軍は崇明島を放棄し、解放軍は江蘇全域を掌握した:519。6月2日、解放軍は青島を攻略し、中華民国国軍第二十一兵団（劉安琪部）は米軍撤退後に艦で基隆へ向かった。同日、青島市軍管会と人民政府が設立され、向明が軍管会主任、賴可可・譚希林が副主任、馬保三が市長に就任した:8932-8933。6月3日、太原陥落に続き青島の軍事的価値が失われ、孤立した北平を支える困難から青島守備隊は台湾へ撤退し、解放軍は華北全域を掌握した:164。6月5日、広東省政府は第四編練司令官欧震を保安司令部代司令に任じ、中華民国国軍は江西吉安に防衛を強化し、陝西宝鶏に前進指揮所を設置した:8935。7月16日、第四野戦軍が宜昌を攻略し:173。長沙郊外で争奪戦が展開され:60、7月26日に株洲、7月29日に常徳を攻略した:173。7月末、第一野戦軍20万が甘粛へ進出した:175。
1949年8月1日、湖南省政府主席・中華民国国軍第一兵団司令の陳明仁と長沙綏靖公署主任程潜が中共へ投降を通電した:173。8月5日、中華民国政府は黄杰を湖南省政府主席に任命し长沙を放棄して衡陽周辺に中華民国国軍を集結させた。8月16日、第二野戦軍が贛州を攻略し:173、8月17日、第三野戦軍が福州を攻略した:173。中華民国政府は湯恩伯を福建軍政長官に任じ、厦門に主力を集中させた:173。8月23日、蔣は状況の深刻さから広州へ飛び、李宗仁・閻錫山らと守備策を協議。8月24日、重慶へ飛び、西南軍政会議を主宰した:174。中華民国国軍は蘭州を失った:61。
9月、龍雲が雲南でクーデターを起こし、雲南省政府主席盧漢は重慶へ飛び蔣に情勢を報告した:61。9月1日、羅廣文部隊は隴南で増防を行い胡宗南を支援、陝南防御を強化。胡璉兵団は興寧を奪回し、汕頭・厦門の防衛を固めた:9001。9月2日、中華民国国軍は普寧・礼県を奪回し、解放軍は西寧を攻略した:175。第19兵団は三路に分けて寧夏進攻を展開し、同心県を攻略、青海北部の亹源・大通を奪取した:9008。9月、衡宝戦役と広西戦役で白崇禧勢力は壊滅状態となった:173。9月20日、解放軍は三路から厦門を攻撃し損失を被った:173。9月21日、綏遠省政府主席董其武が中共へ投降を通電した:175。9月25日・26日、新疆警備総司令陶峙岳と新疆省政府主席鮑爾漢は中共の八項和平条件を受け入れ、両者＋7万余人が迪化で和平投降し、新疆は戦わずして解放された。9月28日、第一野戦軍が銀川を攻略した:175。
1949年10月5日、解放軍は韶関を攻略した:173。10月8日、衡陽を攻略した:175。10月12日、中華民国政府は重慶へ西遷を宣布し、広東省政府は海南島へ移設。10月13日に広州を放棄し、10月末までに広東全域が解放軍の手に落ちた。10月17日、厦門を自主放棄し、金門に兵力を集中した:173。

### その後の戦争

#### 中華人民共和国の成立

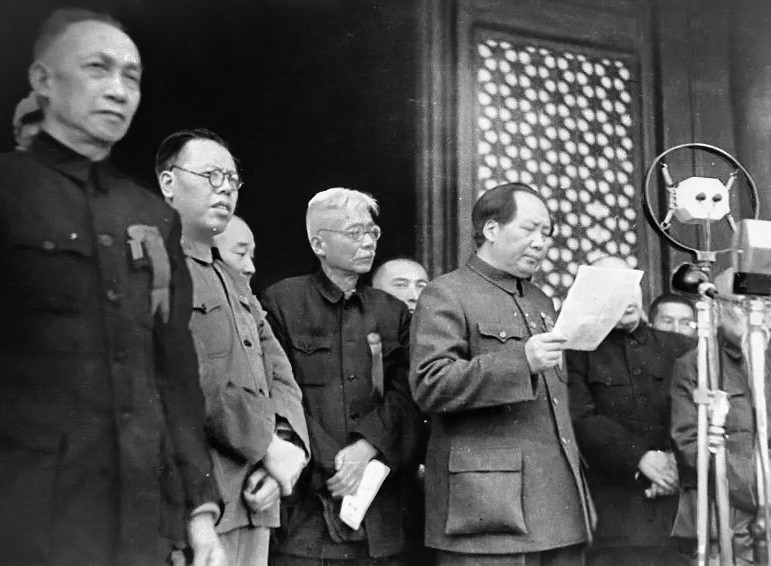
中華人民共和国の成立を宣言する毛沢東

解放軍の全面進軍と並行して、1949年9月21日から30日にかけて、中国共産党は中国民主同盟などの民主党派および各界代表とともに北平で中国人民政治協商会議を開催し、会議は新政権の樹立を決定し、『中国人民政治協商会議共同綱領』に基づく運営を定めた。1949年9月27日、中国人民政治協商会議第一届全体会議は中国の首都を北京（旧名：北平）と定め、以後の憲法にも「中華人民共和国の首都は北京」と規定することを決議した:3716。また中華人民共和国の国旗を五星紅旗と定め、以後の各憲法にも同様に規定することを承認した:3715。さらに、中華人民共和国国歌の正式制定までの間は『義勇軍進行曲』を国歌とすることを決議した:3716。
1949年10月1日、中国共産党は北京で政権を樹立し、「中華人民共和国」と称した:61。午後2時に中央人民政府委員会は第一次会議を開催し、『中国人民政治協商会議共同綱領』に従い、毛沢東が中央人民政府主席に就任、朱徳・劉少奇・宋慶齢・李済深・張瀾・高崗が副主席に就任、周恩来が政務院総理兼外交部部長に、朱徳が中国人民解放軍総司令に就任した。午後3時、開国大典が正式に開始され、毛沢東は天安門城楼上で中華人民共和国中央人民政府成立を宣告した。
10月9日、中国人民政治協商会議第一届全国委員会第一次会議が開催され、馬叙倫・林伯渠らの提案により10月1日を国慶日と定めることが議決された。12月2日、中央人民政府は「中華人民共和国国慶日に関する決定」を公布し、毎年10月1日を国慶日と規定した

#### 解放軍が東南を攻撃した

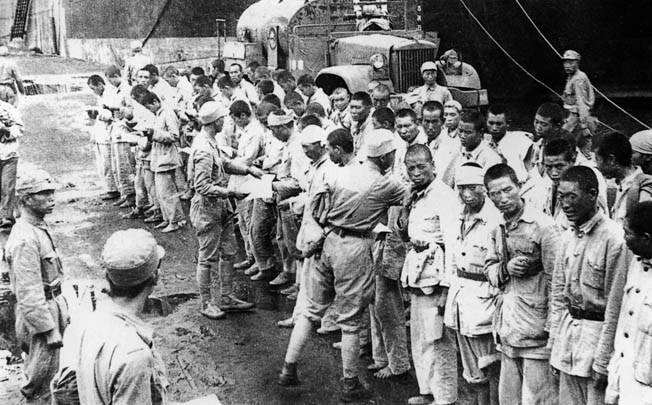
古寧頭戦役で捕虜になった解放軍

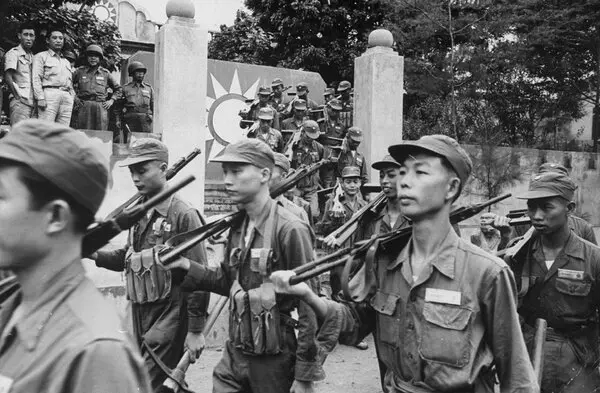
中華民国国軍は古寧頭戦役の勝利後、閲兵式を行った

1949年10月23日、解放軍は川黔進軍の作戦命令を発した。10月25日、解放軍第10兵団は優勢を活かして古寧頭戦役準備を開始した。攻撃側の主力7個団は合計2万人で、防衛側の李良榮率いる第22兵団も2万人いた:10。解放軍第28軍の3個団、約9,000人が古寧頭に上陸したが、中華民国国軍に包囲殲滅され、ここ数年の戦争で中華民国国軍にとって最大の勝利となった:173。
1949年8月、解放軍は舟山群島戦役を開始した。11月3日、第三野戦軍は浙江舟山群島の登步島戦役で再び失敗し、中華民国国軍に3,000人を殲滅された。11月6日、中華民国国軍は登步島の大捷を宣言した:62。11月10日、毛沢東は第三野戦軍と華東軍区副司令の粟裕に電報を送り、司令の陳毅と政治委員の饒漱石にも伝え、定海作戦を指示した。「舟山群島には敵軍5万人が駐留し、かなりの戦闘力を有する。2個半軍での攻撃で足りるか？金門島や最近の定海作戦の兵力・配置・準備状況・攻撃時機などを考慮し、準備が整っていなければむしろ延期せよ。定海近辺を視察・検査する要員を派遣することを提案する。」:137
1949年12月31日、毛沢東は充分に準備を整え確実に把握できてから行動することを原則とし、海南島攻略を目指す方針に同意した。解放軍第15兵団司令の鄧華、政治委員の賴傳珠、第一副司令兼参謀長の洪学智は速やかに雷州半島前線に赴き、一切の準備作業を自ら指揮し、空軍の支援を期待しないよう指示された。1950年春、解放軍は海南島戦役を開始した。3月28日、毛沢東は粟裕に、まず定海を攻略し、その後船と兵を福建へ送って金門を攻撃する方針を電報で確定した:282。

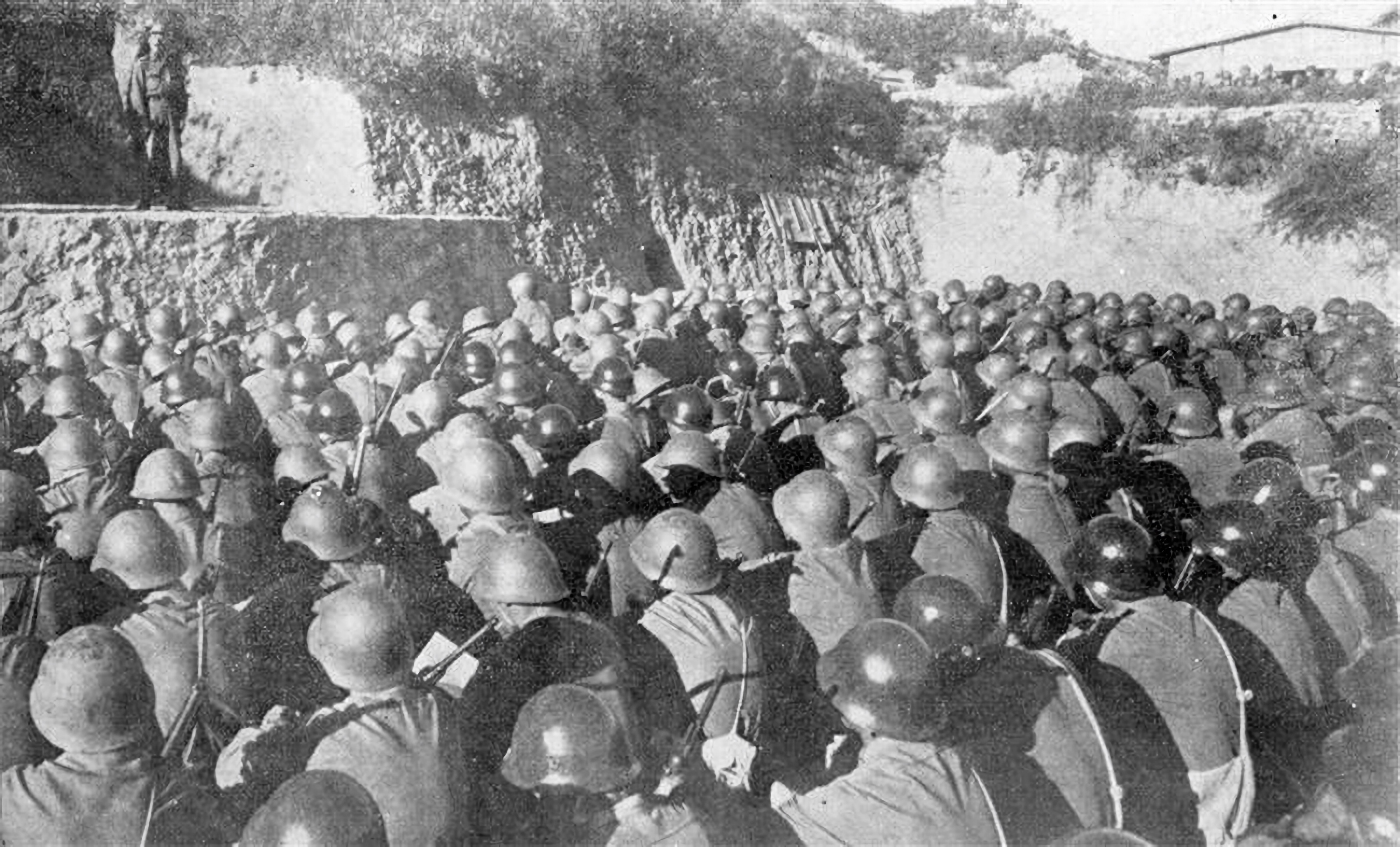
一江山島戦役が始まる前、一江地区政治部主任の孫剛甫は島の軍人に「革命軍人の成功と殉職の要義」について説明した

夏、解放軍は万山群島戦役を開始した。8月25日、毛沢東は軍委名義で第四野戦軍、中南軍区第2政治委員の鄧子恢、第3政治委員の譚政、参謀長の趙爾陸、さらに中共中央華南分局第1書記の葉剣英、第3書記の方方に電報を送り、台湾が潮汕および海陸豊に上陸襲撃を行う可能性が極めて高いとし、偵察を強化して上陸前に確実な情報を得ること、兵力を増強して西側から強化師1個などを、東側にも火力部隊を配置し、潮汕・海陸豊沿岸防線を確保すること、さらに軍級指揮部を派遣して指揮を執らせ、敵襲来時には断固殲滅できるようにせよと指示した:480-481。
1951年1月13日、毛沢東は陳毅に対し、廈門の防御兵力増強、防御工事強化、炮兵および高射炮の強化、食糧・弾薬の備蓄、有能な指揮官の派遣、中国大陸から廈門への増援計画の事前策定によって中華民国国軍の侵攻を撃退し廈門を確保することを要請し、さらに葉飛（当時の解放軍福建軍区司令官）に速やかに対策を立て電報で報告させるよう指示した:24。1955年、解放軍は一江山島戦役を発動し、浙東沿海の一江山島と大陳島を攻略、中華民国国軍は大陳島撤退を組織した。2月13日から26日にかけて、解放軍は大陳島、渔山列島、披山島、南麂列島を次々に攻略し、浙江沿岸の全島嶼を制圧した

#### 解放軍が西南を攻撃した
1949年11月1日、李宗仁は重慶から昆明へ飛行した:62。同日、第二野戰軍司令員劉伯承と政治委員鄧小平は、第二野戰軍主力および第四野戰軍の一部を率いて西南へ進軍を開始した。いわゆる「西南戦役」であり、解放軍が中華民国国軍を追撃殲滅し、西南四省を解放するための重要な戦略行動である:2723。
11月14日、蔣介石は台湾から重慶へ飛来した:62。同日、解放軍は桂林を攻略した:175。解放軍の一部は大迂回戦術で邵陽地区から貴州へ侵入し、11月15日に貴陽を攻略、そのまま川南へ迂回進撃を続けた:2723。11月25日には柳州と梧州を攻略した。
解放軍の別部隊は宜昌・常德地域から西進し、一挙に宋希濂集団主体の「川湘鄂辺防線」を突破した。川東地域で一個兵団ともう一個兵団大部を殲滅し、11月30日に重慶を攻略した:2723。11月29日には中華民国政府が再び重慶から成都へ西遷した:175。11月30日、解放軍は南宁を攻略した:175。白崇禧は総部を海口へ移し、黃杰率いる部隊は越南へ退却した:175。
12月7日、中華民国政府は首都を台北に遷し、西昌を大本営と定め、成都に防衛司令部を設置することを決定した:176。12月9日、西康省政府主席劉文輝、云南省政府主席盧漢および西南長官公署副長官鄧錫侯、潘文華は中国共産党への帰附を表明した:2723。さらに盧漢云南反乱では、昆明で公開電報を以て帰附を宣言した:176。12月16日、解放軍は川南の樂山を攻略し、12月18日には劍閣を攻略した:176。12月21日、解放軍は成都戦役を開始した:2723。劉文輝は雅安を占拠して中華民国国軍の退路を阻もうとしたため、成都は包囲の危機に陥り、中華民国国軍は12月26日に撤退を決定した:176。胡宗南は総部を西昌に移して戦闘を継続した:176。12月27日、解放軍は成都を攻略した:2723。
1950年1月、解放軍の劉伯承、陳賡、賀龍ら約十万の部隊は川康公路を経て西康に進入し、雅安、康定などを次々に攻略した。中華民国国軍は寧南、会理一帯で激戦を繰り広げた:177。3月7日、中華民国国軍は一時康定を奪回したが、解放軍の大規模攻勢を受け、3月27日西昌を自主撤退させ、守備部隊を空輸で台湾へ送った:177。同日、解放軍は西昌県城内に進入し、4月初めに西昌戦役は終結した。
3月5日、第四野戦軍は海南島戦役を展開し、木造船を主力として瓊州海峡を横断、5月1日に海南島を攻略した。5月、中華民国国軍は海南島を撤退し、舟山群島を自主放棄、約15万の中華民国国軍と大量の物資を台湾へ転送した:64。1950年6月までに大規模作戦はほぼ終了し:4923、約4年にわたり、解放軍は中華民国国軍807万人余りを殲滅し、大陸の大部分の支配権を手に入れた:4923。

#### チベット侵攻

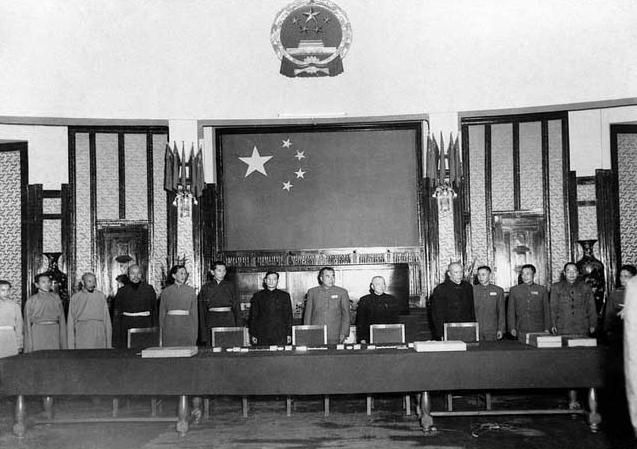
中央人民政府は西蔵政府と北京で「十七か条協定」を締結した

1950年1月から1951年12月まで、中国人民解放軍はチベットに進軍し、チベットの併合を断行した:2723。
1950年初、中国共産党中央は解放軍のチベット進軍とチベットの平和的解放を決定し、チベット地方当局と交渉を行った。西南軍区の一部隊は西北軍区の部隊と協力して進軍した。チベット地方当局は農奴制度を維持するため、平和的解放を拒否し、昌都に増兵して防備を固め、解放軍の進軍を阻止した。そして昌都で西南軍政委員会がチベット和平交渉のために派遣した格達活佛を毒殺した:2723。
1950年10月、解放軍のチベット進軍部隊は昌都戦役を実施し、チベット軍主力を殲滅して進軍路を開いた:2723。賀龍、彭徳懐、陳賡らの部隊はそれぞれ西康、青海、雲南からチベットに進軍し、10月19日にチベット東部地区の政治・経済中心昌都を占領し、チベット軍1万人余を殲滅した:177。
チベット地方当局は中央人民政府の再三の催促を受け、1951年2月に代表団を北京に派遣し、中央人民政府代表と交渉を行い、5月に《中央人民政府と西藏地方政府のチベット平和解放に関する協議》を締結した:2723。8月から9月にかけて、進藏部隊は協定に従い、昌都、門工、于阗、香日得などから順次出発し、数々の困難を克服して10月から11月にかけて拉薩、日喀則、察隅、阿里などの地区に進出し、チベット併合:2723を実現した。同年12月1日、解放軍の張国華や范明らの部隊が拉薩で合流し、翌年2月までに江孜、日喀則などの都市を占領した:177。

#### 雲南国境ゲリラ戦

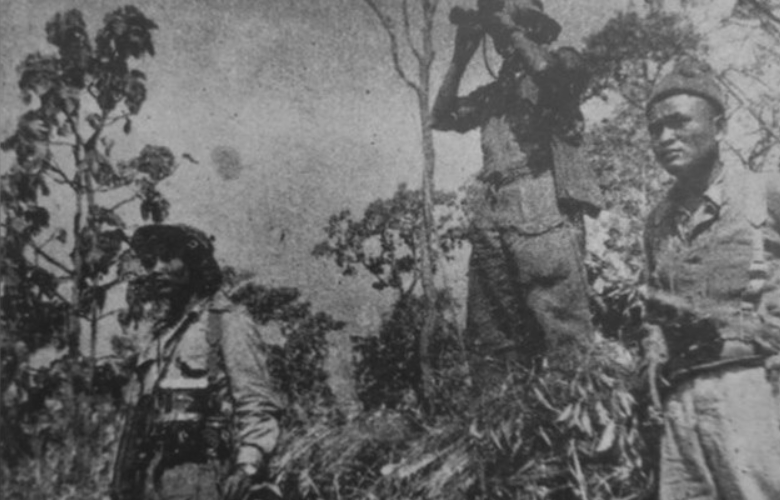
中緬国境地帯に派遣されるビルマ軍

中華民国政府が台湾へ移った後、大陸に残っていた国軍の一部部隊は、中国西南部の雲南省から南方国境へ撤退した。蔣介石はこれらの部隊を利用し、雲南省とビルマ（現ミャンマー）が接するビルマ辺区を経由して大陸への反攻を試みさせた。1950年代には少なくとも二度にわたり、大陸への大規模な反攻作戦を実行した。これらは中国大陸、ビルマ、タイ、ラオスの四国境にまたがる「黄金の三角地帯」を拠点に、境界駐屯軍や政府機関を連続して武装襲撃したものである。「黄金の三角地帯」では、蔣介石に従う中華民国国軍部隊は当初2000人未満の残存兵力だったが、 全盛期には2万人以上に膨れ上がり、台湾の２倍の領域を支配していた。ビルマ国防軍を二度にわたって撃破し、大陸境界の解放軍部隊に猛攻を仕掛け、雲南省のいくつかの国境県を一時的に占領したため、中国共産党は強い危機感を抱き、蔣介石が西南辺境から大陸反攻を準備しているのではないかと恐れた。
ビルマ政府は当初泰緬孤軍を軽視していたが、役人を派遣して泰緬孤軍の実情を確認した後、1950年3月13日、ビルマ国防軍参謀総長ネ・ウィンがチャイントンで記者会見を開き、ビルマ軍は泰緬孤軍の武装を解除して中国の反共勢力がビルマから兵器を入手するのを防ぐと表明した。ビルマ軍司令官は泰緬孤軍に4月30日までにビルマから撤退するよう命じたが、李国輝はこれを無視した。5月7日、泰緬孤軍はダークリで台湾からの返信電を受け取った：:16-17
| 「 | 両電を承知した。李国輝将軍、譚忠将軍は党国に忠誠を尽くし、志を変えず、まさに我々革命軍人の模範だ！部隊を率いて職務を全うし、国運を救え | 」 |

1960年11月、解放軍はビルマ軍と共同で6万人規模の連合部隊を編成した。解放軍は４師１団、計約4万8千人、ビルマ軍は12個団約1万2千人を派遣し、空軍の支援を受けて南北から挟撃し、熱帯ジャングルで激闘を繰り広げた。これがいわゆる「江拉（こうら）戦役」である。戦役中、蔣経国は父・蔣介石に代わって中華民国国軍「南昆（なんくん）総司令部」を視察した。「江拉戦役」は三段階で進行し、最終的に国軍は本部を放棄してタイ北部へ撤退した。江拉戦役後、1961年3月には国軍は再び「黄金の三角地帯」から撤退し、約4,400人が台湾へ戻った。撤退しなかった約5,000人はタイに編入され、北部の反共部隊となった。柳元麟（りゅう・げんりん）将軍は回顧録で、大陸敗北後に「雲南人民反共志願軍」を率いて滇緬辺区で約10年間活動したと記している
1965年、国防部保密局は大陸情勢を探る情報工作と敵後ゲリラの育成を目的に、蔣経国の承認を得て滇辺ゲリラ部隊を再編したが、1975年6月、国際的圧力により解散させられた。

## 台湾海峡危機

### 外国軍事顧問

#### 白団（日本）

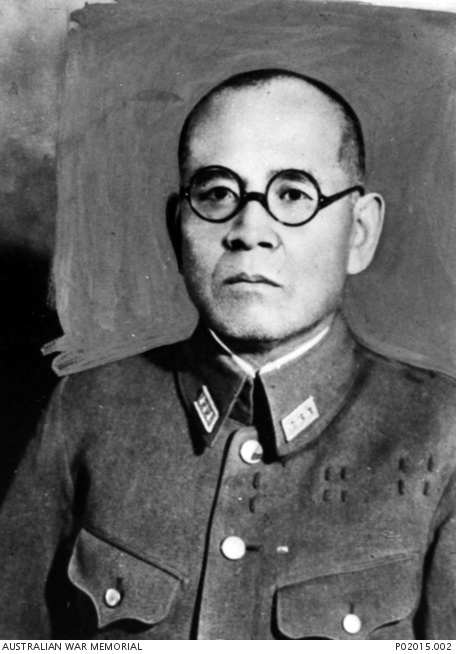
岡村寧次将軍

1949年7月、岡村寧次は澄田らい四郎、十川次郎と協議し、前日本帝国陸軍の参謀や連隊長級将校である富田直亮ら計17名を募集して東京で団を組織した（9月1日、後に「白団」と呼ばれる）。首領の富田直亮は「白鴻亮」の偽名を使い、1949年11月1日に台北に到着し、他の構成員もその後続々と到着した。首領が「白鴻亮」であったため「白鴻亮軍事顧問団」と呼ばれ、略して白団と称された。「白」という字はちょうど「紅軍」の「紅」と対抗する意味を持ち、共産党を首とする「赤魔」に対抗する意図があった。
1950年2月、「圓山軍官訓練団」が発足し、彭孟缉が教育長を務め、白団のメンバーが国軍の軍官に対して講義を行い、同時に蔣介石の各種軍事計画の策定を支援した。講課は普通班と上級班の二種類に分かれ、普通班は少校および尉官級を対象とし、上級班は上校以上や将官クラスを対象にした。:58-601951年までに白団の教官は83名に増員された。富田が募集した軍人の多くは戦前において少校から将官までの階級にあった軍の中堅であり、豊富な戦闘経験を持つと同時に、軍級以上の大規模作戦を策定できる上級参謀能力を備えており、当時の第一打選と言える人材だった。
1950年5月21日、蔣介石は圓山で「革命実践研究院軍官訓練団成立の意義」を題して演説を行い、日本人の戦闘経験や能力は優れており、特に軍人としての死を恐れない態度や協調一致の精神は、ドイツを除けば世界に比肩するものがないと述べた。そして、我が国が存亡の危機にあり、各地で侮辱や侵害を受けているときに、日本教官が危険を冒して台湾に来て誠意をもって我々の反共抗ソを助け、戦闘の精神や技術を教え、苦楽をともにし、敵に対して憤怒を共有し、同舟の苦難をともにしたので、特に彼らを敬うべきだとも語った
白団成立初期、蔣介石は別に一部隊を選び全日式の教範で整軍するよう指示した。陸軍は中華民国陸軍第32師を示範訓練部隊に選び、その師には30名の日本軍将校が配属され、	1951年10月から1952年6月にかけて整訓が行われた。第32師は民国41年から45年の間に台北へ転出して首都衛戍部隊となり、所属の第96団は後に師編成から外されて大統領府の警衛部隊となった:128

#### 明徳専案（西ドイツ）

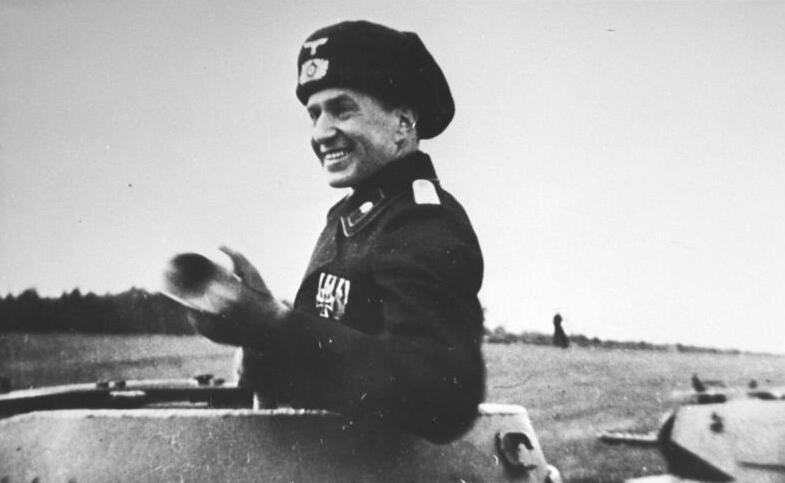
オスカー・ムンツェル将軍

1963年7月2日、西ドイツは中華民国で「明徳専案」（ドイツ語: Ming-teh-Gruppe）を設立し、1975年12月31日に解散した。合計で12年半の期間だった。当時、台湾には既に米軍顧問団と白団という二つの外国顧問団が存在しており、明徳専案は白団と同様に非公開の秘密顧問団に属し、主に将校の教育に貢献した。初代顧問は二度の世界大戦を経験し、西ドイツ連邦国防軍の建軍にも参加したオスカー・ムンツェル少将だった。その後、Paul JordanとKurt Kauffmannの二代の顧問が続いた。中華民国側の主要な連絡者はドイツに留学した蔣緯国中将だった。明徳専案のほかに、将校をドイツへ派遣して訓練する「培德案」もあり、前後合わせて合計25名の将校が訓練を受けた

#### 米華相互防衛条約（アメリカ）

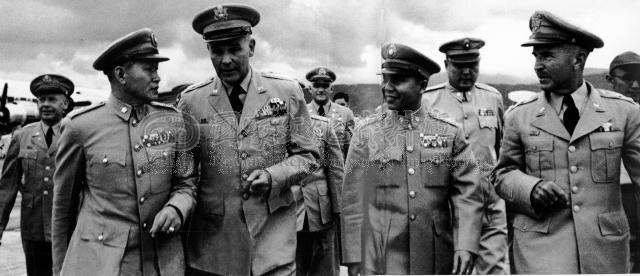
中華民国を訪問したアメリカの軍事顧問

1950年6月25日に朝鮮戦争が勃発し、ワシントンは台北の中華民国政府への支援を再開することを決めた。米軍顧問団はアメリカの軍事援助の一部だった。1951年1月30日、米側は事前に作成していた「中米共同互助協定草案」に基づき軍事顧問団を台湾に派遣し、米国在中華民国大使館臨時代理公使のKarl Lott Rankinが中華民国外交部に軍事援助を申し入れ、2月9日に文書を交換して「中米共同互助協定」となった。その米軍顧問団の正式名称は「米国軍事援助技術団（Military Assistance and Advisory Group）」で、同年4月23日に入駐し、5月1日に正式に米国軍事援助対中華民国顧問団が発足した。最初の米軍顧問団長はウィリアム・C・チェイス少将で、政治工作担当顧問は楊帝澤だった:79－80
1954年9月3日から解放軍が金門を大規模に砲撃し、中華民国国軍は厦門を爆撃して反撃した。9月9日、ジョン・フォスター・ダレスはフィリピンから帰米する途中、臨時に台北に5時間滞在して蔣介石と会った:12810月末、葉公超はワシントンでアメリカ合衆国国務省高官と協防条約をめぐって交渉し、11月1日には解放軍が大陳島を爆撃した。:13212月2日、『米華相互防衛条約』がワシントンで調印された:124

### 金門砲戦

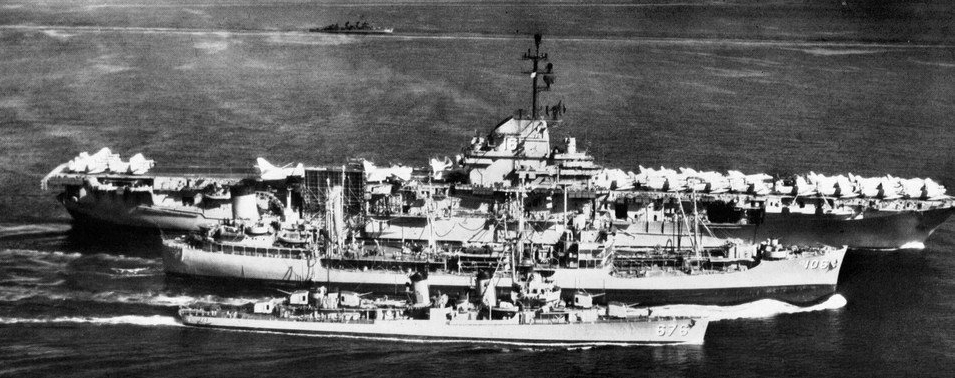
金門砲戦期間中に西太平洋に配備された航空母艦レキシントン

1958年8月23日、解放軍がまず砲戦を開始し、中華民国国軍は直ちに反撃を始めた。砲戦の初期、解放軍は島内の軍事目標を攻撃し、後期には海上補給線の封鎖に重きを置いて金門を包囲しようとした。砲戦の初め、中華民国国軍は不意をつかれたが、戦いが続くにつれて徐々に戦力を回復し、金門の補給線を維持した。砲戦期間中、双方の海軍艦艇や空軍も何度も交戦した。米国の第七艦隊が金門への補給支援を行ったのに対し、解放軍は艦艇と砲撃による封鎖を行った。:1789月6日、中华人民共和国国防部長の彭德怀が『告台湾同胞書』を発表し、「米国人の護衛がないことを条件に」砲撃を7日間停止すると宣言した。10月初め、米艦の護衛が停止されると、解放軍は封鎖を解除して「単打・双不打」（奇数日に砲撃し、偶数日は砲撃しない）に切り替えた。解放軍は「単打・双不打」を維持し、1979年1月1日に米国と国交を樹立した当日に、再び『告台湾同胞書』をもって正式に砲撃停止を発表した

### 国光計画

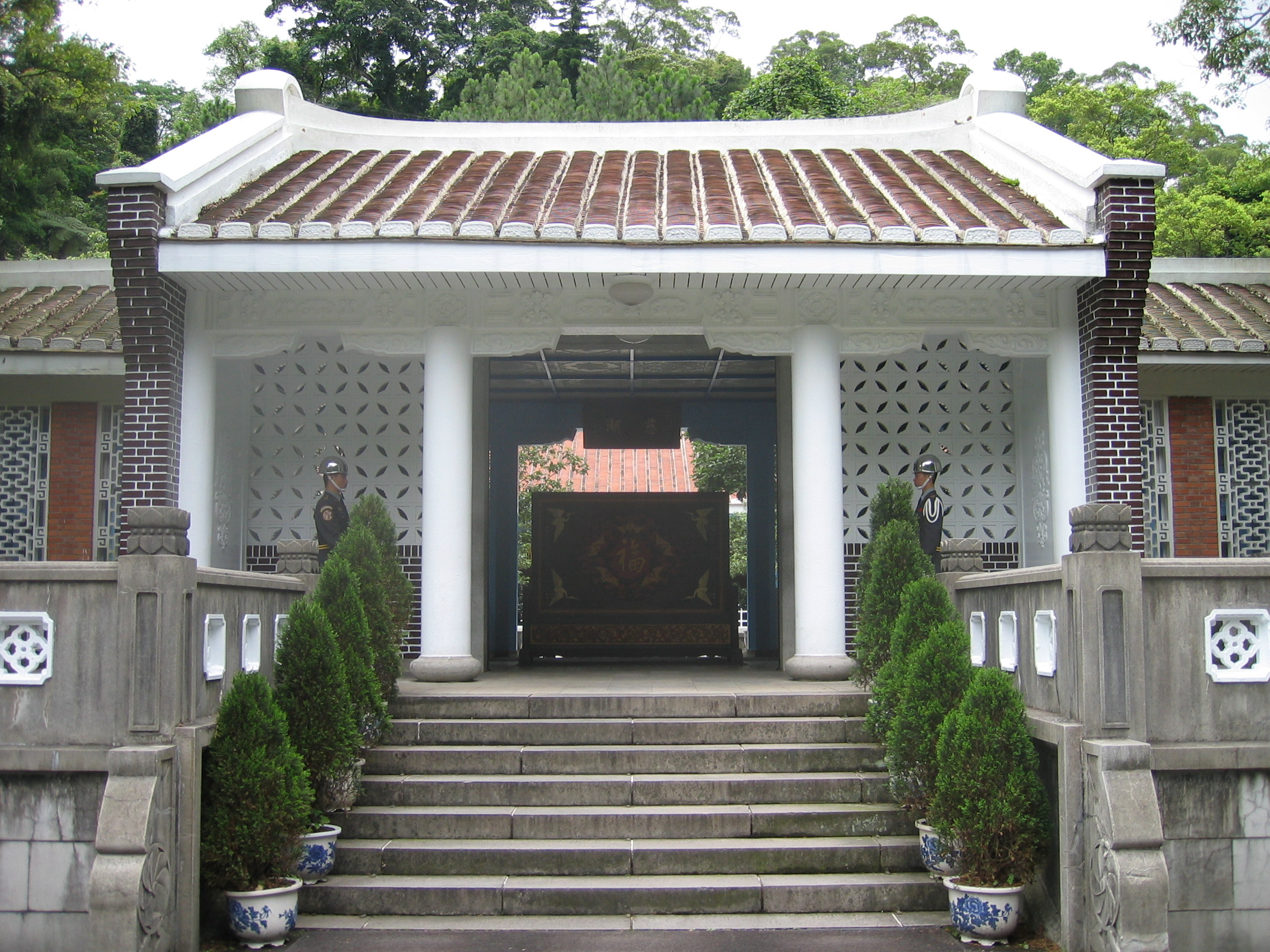
慈湖にある国光計画指揮部

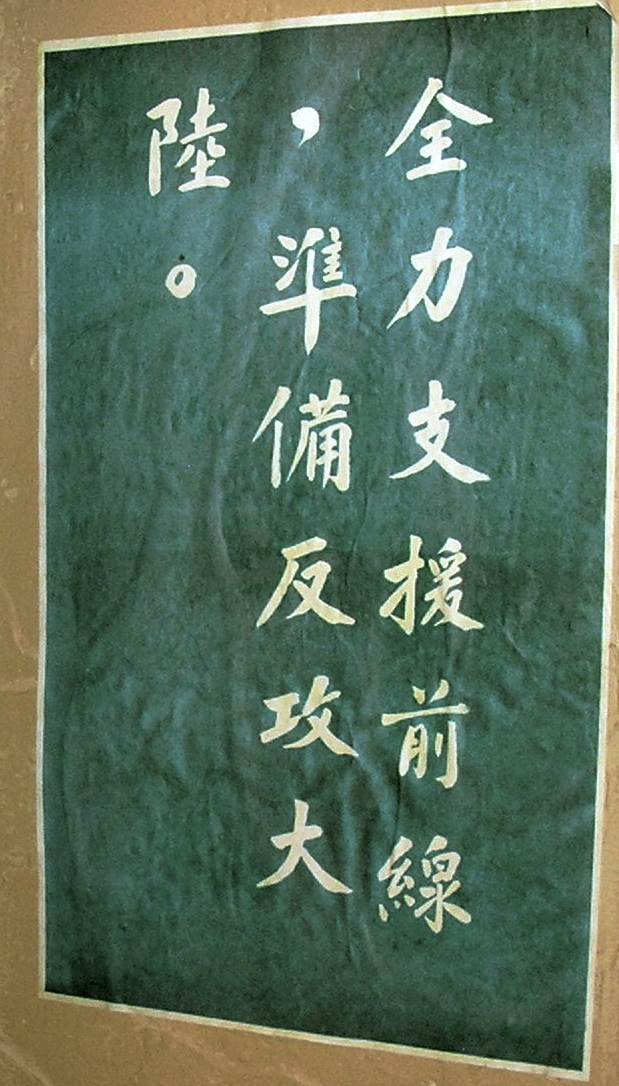
大陸反攻という標語

1962年、中華人民共和国が推進した大躍進が失敗して国力が弱っている時期に、 中華民国総統の蔣介石はこの機を捉えて大陸に反攻しようと急いだ。一方では軍の配置を積極的に見直し、反攻が間近だと叫んだ。もう一方では米国の意見を求めて支援を得ようとしたが、海威行動を除いて計画は実施に移されなかった
1961年、国防部情報局局長の葉翔之は「海威」作戦を策定し始めた。特種作戦や情報要員を空輸して中国大陸に潜入させる秘密作戦だった。蔣介石は「もし3,000〜5,000人の突撃隊を空中降下させれば、断然大陸で中共の暴政を打倒する革命運動に火をつけられる」と考えた。
1962年、蔣介石は次のように判断した。5〜6月に大陸から香港へ逃れる難民が最高潮に達し、閩粤で洪水が発生して交通が途絶したとき、「鎮海付近から将軍澳に上陸して反攻する」ことが大陸反攻の最良の選択だと。そこで米側に対してC-123輸送機5機、B-57爆撃機16機、戦車揚陸艇20〜25隻の提供を要求し、香港近辺への小規模上陸を中華民国国軍が行う支援を求めた。だがホワイトハウスは引き渡しを半年延期する決定を下した。10月に中華民国と米国は「天兵二号」空挺作戦演習を共同で実施した。12月29日には9個の中華民国国軍武装部隊が広東沿岸に空挺降下し、翌月1日に広東で基地を築いた。1963年11月19日には反共游撃隊が二陣に分かれて福建霞浦の海尾と南日島に上陸した。
中華人民共和国側の資料によれば、1962年10月から1965年1月の間に中華民国武装特務40隊、計594人を殲滅したとされる。1965年までに「海威」作戦に参加した中華民国国軍約1,800人のうち、生存したのは3分の1にも満たなかった
1965年は国光計画の模擬演習が最も多く行われた年だったが、同時に大きな挫折の年でもあった。中華民国海軍陸戦隊は「騰海二号演習」を実施し、澎湖外海で上陸作戦の上陸演習を行ったが、その日大風と高波のため、本島からわずか1,200メートルの距離を上陸するのに45分もかかり、兵の4分の3は乗船時に船酔いでそもそも戦闘できなかった。6月24日に左営桃子園外海で行った模擬上陸演習では、五両の両用上陸車が波に転覆され、数十名の兵が殉職し、国光計画の演習で最大の死傷者を出した回となった
1965年6月17日、蔣介石は陸軍軍官学校に行き、中堅以上の将校を召集して反攻準備の会議を開き、全将校が遺言を用意していた。機密保持のため攻撃開始日をD日と定めた。8月6日未明、海軍の剣門艦と章江艦が「海嘯一号演習」任務を実行し、解放軍の制服を着せた陸軍特殊情報隊員を大陸沿岸に輸送し、まず南に向かって海南島付近で欺敵戦術を行い、続いて北上して東山島海域で浸透して上陸作戦に必要な情報を偵察し、空軍が協力支援する予定だった。だが、左営を出航してすぐに解放軍に監視され、解放軍の魚雷艇が東山島付近の兄弟嶼で伏撃し、両軍は午前1時30分から朝6時まで激戦になった。剣門艦と章江艦は撃沈され、殉職者は約200名に上った。これが「東山海戦」と呼ばれる戦闘だ。
11月14日、中華民国海軍の砲艦「永字号」山海艦と臨淮艦は馬公を出港して烏坵への負傷者輸送任務を実行中、烏坵の南約十浬付近の海面で中華人民共和国海軍の高速艇12隻と遭遇し、三時間にわたり激戦した。解放軍の高速艇を一隻損傷させたが、臨淮艦は沈没し、山海艦は帰投した（中華人民共和国の公式資料は山海艦が損傷したとする）。これが「烏坵海戦」と呼ばれ、以降国光計画は停滞した
東山海戦と烏坵海戦の敗北により、蔣介石は「国光計画」がただの紙上の空論にすぎないと考え、そこから大陸反攻への自信を次第に失った。
予備役海軍中将の徐学海は、国防部が刊行した口述歴史書『塵封された作戦計画：国光計画』で次のように指摘した。東山海戦が勃発する前、彼は自ら海軍の作戦計画を空軍の擎天作業室に渡したが、彼らはそれを空軍作戦司令部に回すのを忘れていた。海軍が空中支援を申請して初めて、空軍はまったく状況に入っていなかったことが判明した。空軍が戦闘機を汕頭海域に派遣するのを待っているうちに、こちらの軍艦はすでに全て消えていた。国光計画は当時、最高機密とされていた。しかし元中華民国海軍総司令の葉昌桐上将の回想では、ある保防官が「会議で報告したばかりの案件が翌日には中国大陸の放送で公開されていた」と語ったという。葉昌桐はこれについてこう考えた：
中華民国国軍の作戦計画がここまで漏れているのなら、上陸部隊は甕の中の亀を捕まえるようなもので、全く戦えない

### 1996年台湾危機

#### 軍事演習の過程

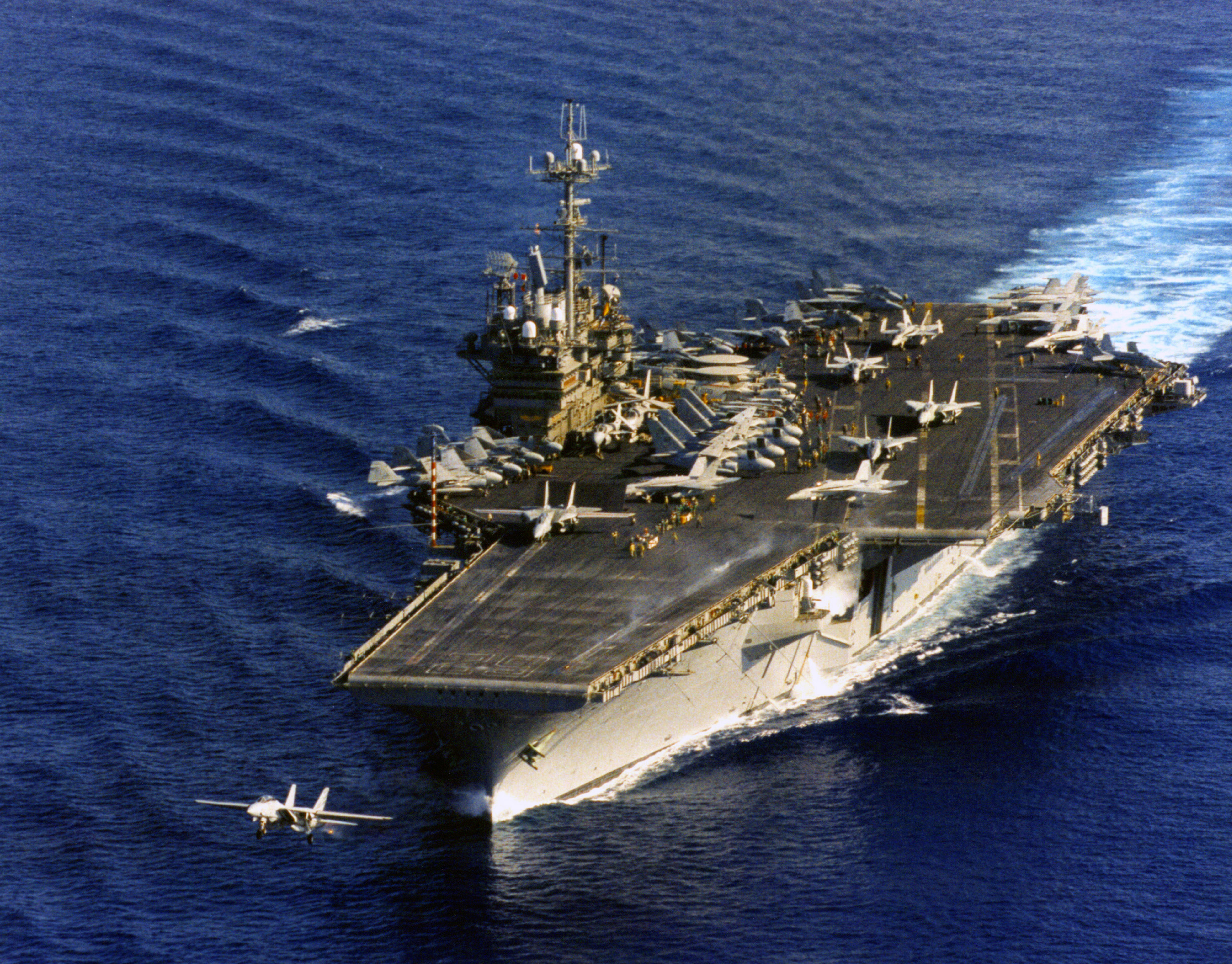
第三次台湾海峡危機の時、台湾北東海域に配備されていたインディペンデンス

1995年7月から11月23日の間、中華人民共和国は第一次ミサイル発射及び軍事演習を行い、李登輝のアメリカ訪問に抗議した。この期間、江沢民など中央軍事委員会の高層が現地で演習を視察した。1995年7月18日、中華人民共和国の公式通信社である新華社は、中国人民解放軍第二砲兵部隊が7月21日から28日にかけてミサイル演習を行い、基隆港から約56キロ離れた彭佳嶼海域付近へ向けて試射すると発表した。1995年12月19日、アメリカはニミッツ空母戦闘群を台湾海域に派遣した。第一段階は大体以下の行動を含む：
1. 1995年7月21日から28日まで、中華人民共和国は江西省鉛山ミサイル基地から東風-15短距離弾道ミサイル6発を試射し、予定目標は台湾富貴角の北方約70海里の地点だった。7月21日1時、富貴角北方の命中区域から481キロの鉛山基地東方の地点から東風15ミサイル2発を発射。7月22日0時と2時にそれぞれ2発、7月24日2時と4時にそれぞれ2発を発射し、6発全てが目標区域に命中した。
2. 1995年8月15日から25日まで、解放軍南京軍区は艦艇59隻、航空機192機を出動させ、東引北方約28海里の地点で海上攻防演習を実施。
3. 1995年9月15日から10月20日まで、解放軍陸海空部隊は閩南沿岸地域で艦艇81隻、航空機610機を展示。
4. 1995年10月31日から11月23日まで、解放軍は福建省東山島で歩兵第91師、艦船63隻、航空機50機を動員し、両棲上陸作戦演習を実施した。

1996年3月8日から25日の間、第二次ミサイル発射及び軍事演習が行われた。同時期、中華民国では3月23日に初の総統直接選挙が予定されていた。ミサイルの落下点は基隆と高雄の沖合であった。当時、馬祖の東莒島を攻撃占領するとの情報もあった。中華民国国軍とミサイル部隊は直ちに最高警戒態勢に入った。3月8日、アメリカはインディペンデンス空母戦闘群を台湾北東海域に展開し、大規模な海空合同演習を実施。3月11日、アメリカ海軍はペルシャ湾からニミッツ空母戦闘群を台湾東部海域に派遣し、インディペンデンス空母戦闘群と合流する予定とした。これはアメリカがベトナム戦争終結後、アジア地域で行った最大規模の軍事展開だった。一方、中国人民解放軍海軍潜水艦部隊も全面的に出航して対抗した。また、この臨戦状態に直面し、アメリカ、日本、フィリピン、マレーシアなどは台湾からの自国民避難準備を整えた。
中国人民解放軍が武力で中華民国政府を威嚇したこの段階の過程：
- 1996年3月8日から15日まで、中国人民解放軍は福建省永安と南平のミサイル部隊基地で「聯合九六」ミサイル射撃演習を行った。東風15ミサイル4発が発射され、台湾海峡を越えた。3月8日0時と1時、永安からそれぞれ2発を発射し、高雄沖西南30〜150海里に着弾。同時刻、南平からも1発が基隆沖29海里に着弾。アメリカ巡洋艦バンカー・ヒル（CG-52）は屏東小琉球付近海域で4発のミサイルを探知した。[331]
- 1996年3月12日から20日まで、解放軍海空部隊は東シナ海と南シナ海で第二次実弾軍事演習を展開。航空兵力の戦術演習、編隊航行、砲撃、ミサイル射撃、海空合同訓練を行った。[332]
- 1996年3月18日から25日まで、解放軍海陸空部隊は平潭島で第三次上陸合同作戦演習を行い、この島は台湾の島嶼まで70海里未満の距離にある。演習には三棲上陸、空挺、山岳戦演習が含まれ、当時の中央軍事委員会副主席張万年が視察した。[333]

当時、中華民国国軍にはミサイルシステムを「発射源から制圧」できる兵器装備がなく、対ミサイルシステムの不足があった。このため、当時の参謀総長羅本立上将は中山科学研究院に命じ、天弓2型ミサイル4発を緊急改造して地対地戦術ミサイルとし、外島に前進配備した。これは「天弓2S」と呼ばれ、解放軍が台湾本島にミサイルを発射すれば中華民国国軍はこれで反撃する計画だった。また、陸軍は工蜂6型多連装ロケット連1個、M60A3戦車大隊1個を台湾から金門へ秘密移動させ、戦車小隊を東莒島に配備。さらに工蜂6型多連装ロケット排1個を前線の大胆島に配備し、福建省厦門発電所などを標的に、攻台の場合は報復攻撃を行う計画だった。海軍は海虎潜水艦を満載の魚雷とともに解放軍船団の航路に1か月間潜伏させ、艦長は李喜明少将が務めた。この間、羅本立上将は外島前線と拠点を12回視察。国防部は総統選前に作戦・情報主管の中将2名（1人は帥化民）をアメリカに派遣し、米国防総省高官に中華民国の対応策を説明し、米側の約束を持ち帰った

#### スパイ戦の過程

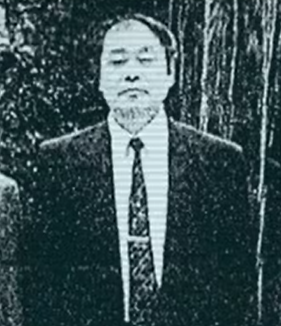
中華民国国軍の上校、邵正宗

1996年、解放軍は最悪の事態に備えるために40億人民元以上の予算を計上した。劉連昆は演習の3か月前に軍事情報局へ情報を提供し、その内容には「実弾射撃、海峡中線越え、潜水艦の投入および外島の占領」が演習の下限であることが含まれていた。中華民国は解放軍の詳細な計画を知った後、国家安全会議秘書長の丁懋時を2度アメリカへ派遣し支援を求めた。アメリカは情報の正確性を確認した上で、インディペンデンスとニミッツの2隻の航空母艦を台湾海峡へ派遣し圧力をかけた。突発的な軍事的圧力に直面した解放軍は、演習規模を調整・縮小し、「ミサイルは台湾本島を越えない、戦闘機と軍艦は台湾海峡を越えない、外島を占領しない」という形に変更した。その中でも最も重要だったのは、解放軍第二砲兵の東風15短距離弾道ミサイルだった。李登輝は発射されたミサイルは「空包」だと公言し、この発言によって中華人民共和国の情報機関はスパイの存在に気づくこととなった。
中華民国政府は中華人民共和国の計画を入手すると、すぐにアメリカに伝達し、アメリカはニミッツ空母とインディペンデンス空母を台湾海峡付近に派遣し、具体的な行動で中華人民共和国による武力侵攻の企図を阻止した。解放軍はその後、アメリカの圧力でこの行動方針を修正し、「三不原則」を採用した

一、ミサイル発射は台湾本島上空を通過しない
二、海軍・空軍は台湾海峡中間線を越えない
三、上陸演習を行っても実際に台湾の島嶼を占領しない
四、演習でミサイルを発射するが、実弾弾頭は使用しない
当時、軍事情報局第六処副処長の龐大為はわざわざ中華人民共和国に赴き、劉連昆と会って関連するミサイル演習の機密資料を入手し、この資料を軍事情報局のスパイ李志豪に託して台湾へ持ち帰らせた。ところが李志豪の正体は中華人民共和国国家安全部のスパイであり、資料は逆に中華人民共和国へ渡され、劉連昆の身元が露見した。
1999年、劉連昆は邵正宗とともに中華人民共和国の軍事法廷で死刑判決を受け、まもなく中華民国の国民革命忠烈祠に祀られた。

### 和平交渉と軍事演習（1992～現在）

1992年以降、中華民国と中華人民共和国の情勢

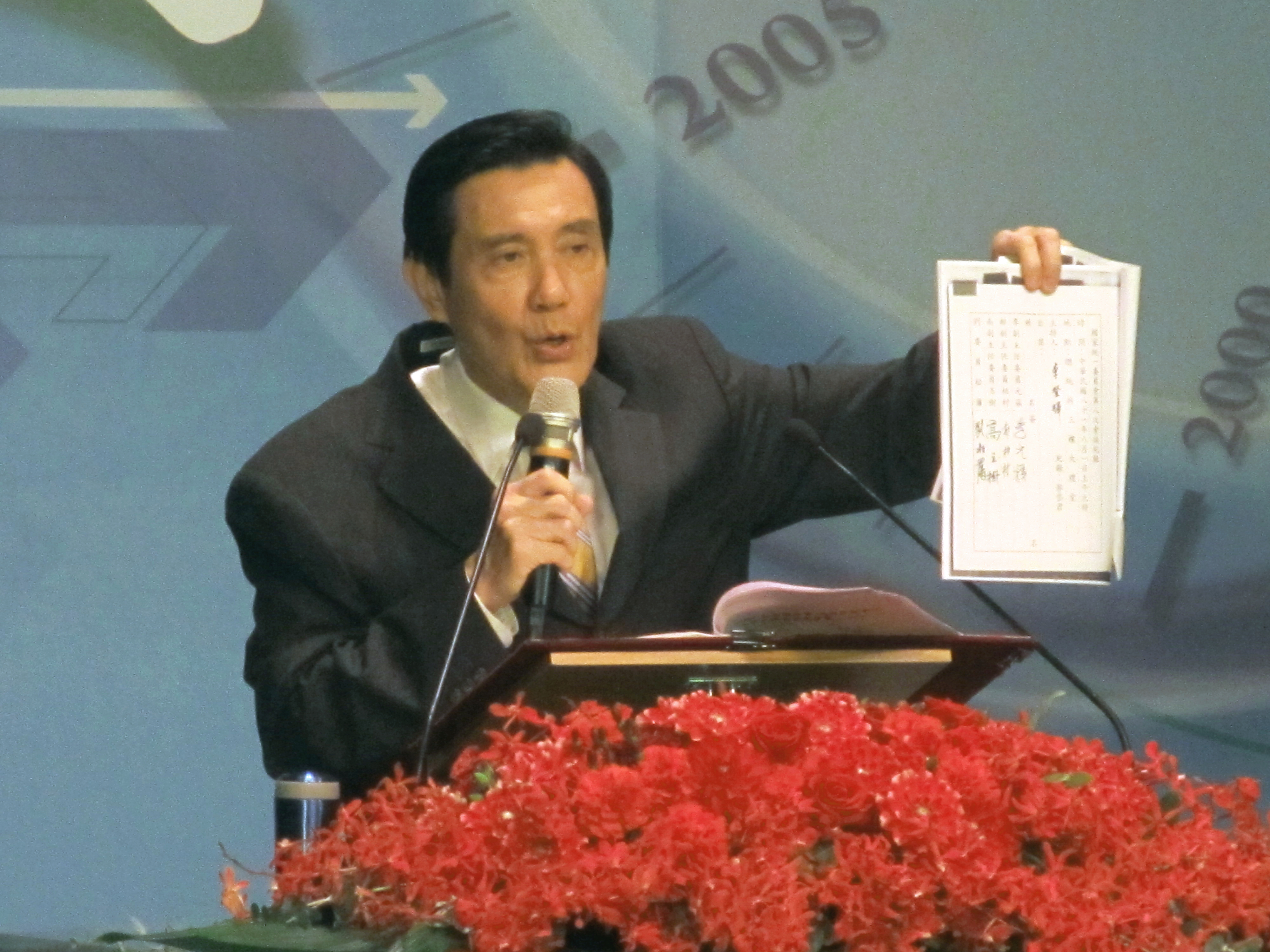
中華民国総統馬英九は書類を示して九二共識の事実存在を証明した

1992年11月、中華民国政府と中華人民共和国政府がそれぞれ権限を与えた非公式組織、海峡交流基金会と海峡両岸関係協会は香港で会談を開き、「文書の認証」や「書留郵便」などの手続きを話し合った。会談で中国大陸の海協会は「一つの中国」という政治的議題を提起したが、双方の認識に隔たりがあり、会談終了時まで具体的な合意は得られなかった。
香港での商談後、海協会と海基会は「一つの中国」原則を堅持する表現案について一連の書簡を交わした。海協会は五つの表現案を出し、海基会は八つの表現案を提示した。1992年11月3日、台湾の海基会が提出した第八の表現案は「双方とも一つの中国原則を堅持するが、一つの中国の意味については認識が異なる」だった。これに対し大陸側の海協会は11月16日の返答で「海峡両岸は共に一つの中国原則を堅持し、国家統一を目指す。しかし海峡両岸の実務的な商談では、一つの中国の政治的意味は含まれない」とし、海基会の第八案を添付して送った。12月3日、海基会は海協会の返答を歓迎し、「われわれは常に両岸の実務的な商談は政治的議題と無関係と考え、『一つの中国』の意味について認識が明らかに異なると認める。問題解決のため、口頭でそれぞれ説明することを提案する」と強調し、具体的な口頭説明内容は11月3日の声明で「国家統一綱領」と国家統一委員会が同年8月1日に示した「一つの中国」の意味に基づくとした。
海協会は、両会がそれぞれ口頭で「海峡両岸は共に一つの中国原則を堅持する」と表明したことに合意した（非公式に「一中各表」と呼ばれる）が、政治的意味についての討議や「それぞれ表述」の合意はないとみなしている。:43
「九二共識」という名称は交渉直後には使われず、これは両政府が権限を与えた非公式組織である海基会と海協会が口頭で交わした非公式な合意で、正式な文書はなく、双方の認識や表現も完全に一致しなかった。双方は「1992年両会共識」や「1992年11月両会共識」などと呼んでいた。両国の「実務的な商談は政治的議題と無関係」という共通認識は、当時海基会会長の顧振甫が「九二理解」と称し、邱進益、陳明通、薄瑞光も同様の見解を持っていた。
1995年、中華民国大陸委員会主委の焦仁和は「一つの中国、それぞれ表述」という表現を提案し、両国対話の基礎としたが中華人民共和国は拒否した。1999年、中華民国の李登輝総統はインタビューで特別な国家間関係（いわゆる「二国論」）を提唱し、後に中共中央総書記江沢民の情報を受けて反論した。海峡両岸関係協会副会長の唐樹備は、1992年香港会談後、両政府は一つの中国原則で合意したが、この原則は二国論によって破壊されたと考える。二国論提唱後、中国側は交流を閉ざし、台湾に早急に一つの中国原則に戻るよう要求した。中華民国行政院大陸委員会は「一つの中国、それぞれ表述」の合意に戻るべきと表明した。2000年、台湾の総統選後の政権移行期に新党の馮沪祥立法委員が九二共識採用を提案し、4月28日に大陸委員会主委の蘇起が初めて九二共識と「一つの中国、それぞれ表述」を結びつけた。2006年、李登輝の批判を受け、九二共識を作った蘇起はそれが「一中各表」を再包装した造語だと認めた。
2005年、当時の国民党主席連戦が中国大陸を訪問し、中央総書記胡錦濤と会談した後、中共と国民党は九二共識推進を約束した。これにより九二共識は国民党の対中指導方針となり、九二共識という言葉は中華人民共和国の公式文書に初めて登場し、対台政策の一部となった
|                                  | 海峡両岸関係協会（中華人民共和国政府） | 海峡交流基金会（中華民国政府） | 海峡交流基金会（中華民国政府） |
| -------------------------------- | --- | --- | ------------------------------ |
| 会議の過程                       | 1992年の香港会談で、中華人民共和国代表は「一つの中国」と「統一追求」について議論を提案した。双方は事務的協議では「一つの中国」の意味を議論しなくていいと合意したが、「一つの中国」の実質的内容では合意できなかった。双方は正式な文書に署名せず、それぞれ口頭で結論を発表した。大陸代表は会場を離れた。口頭結論の内容は後に書面でやり取りされた。                                                                                         | 中華人民共和国代表が中国統一の議論を提案したことに対し、海基会代表は「国統綱領」に基づき返答し、提案はすべて拒否された。双方は正式な文書に署名せず、それぞれ口頭で結論を発表した。口頭結論の内容で合意できず、中華人民共和国代表は会場を離れ、中華民国代表も宿泊先に戻り、書面でのやり取りを続けた。 |                                |
| 会後の書簡                       | 会談後、海基会は八つの書面表現案を中華人民共和国代表に送った。大陸代表は修正のうえ五つの案で返答したが合意できなかった。最後に大陸代表は第五案を出し、「両岸は一つの中国の原則を堅持し、国家統一を努力して目指す。事務的協議では、一つの中国原則の態度を示すだけで、『一つの中国』の政治的意味を触れなくていい」とした。海基会の書面第八案も添付されたが、口頭表現と書面案の違いには触れられなかった。その後、大陸代表は協議を停止した。 | 会後の書簡議論で、海基会は八つの口頭表現案を出したが全て拒否された。中国大陸は五つの口頭表現案を出したが、台湾側も同意しなかった。第八案の口頭表現は「双方は一つの中国原則を堅持するが、一つの中国の意味について認識が異なる」としている。中華人民共和国は第五案で、第八案を基に「国家統一を努力する」を加え、「意味の認識の違い」は削除した。海基会は大陸の第五案に対し礼儀的に尊重と歓迎を示したが、同意は明言せず、双方の立場の違いを述べた。その後、中国大陸は協議を停止し、返答しなかった。 |                                |
| 会後の結果                       | 中華人民共和国代表が第五案を出したが、台湾は同意しなかった。大陸は協議ルートを閉じ、中華人民共和国代表は直接帰還した。正式な署名文書はなく、口頭結論も発表されなかった。 | 中華人民共和国代表が第五案を提出後、討議は閉じられ直接中国大陸に戻った。中華民国代表団は宿泊先で2日間待ったが返答なし。中華民国行政院長郝柏村は中国大陸の政治的圧力を拒否し、中華民国代表団を撤回させた。陸委会副主委馬英九は記者に、双方の立場は大きく異なり、交渉は決裂したと発表した。海基会交渉代表の辜振甫らや中華民国政府は当時、「会談で合意に達していない」と見ていた。双方とも正式に合意文書に署名せず、口頭結論もなかった。                                                            |                                |
| 公式結論                         | 2000年以降、中国大陸側は九二共識を「両岸が一つの中国原則を堅持し、国家統一に努力する」とまとめ、「二つの中国」「一中一台」を共同で否定し、「一つの中国、各自表述」と内容を解釈している。これを中国国民党と協議したが、中華民国政府とは合意しなかった。 | 2000年の総統選挙後、民進党が当選し、蘇起は任期終了前に「九二共識」を提起し、その中身を「一つの中国、各自表述」とした。中国国民党はこの名義で中国共産党と民間交流を続けたが、中華民国政府は公式に九二共識を認めていない。 |                                |
| 両国の「一つの中国」原則の違い   | 中華人民共和国の一つの中国原則は、「台湾は中華人民共和国の神聖な領土の一部であり、世界に一つの中国だけが存在し、大陸と台湾は同じ中国に属し、中華人民共和国政府は中国の唯一合法政府であり、中国の主権と領土の完全性は分割できない」とし、中華民国の存在と法的地位を認めない。 | 中華民国は憲法により中国の完全な主権を持つ唯一の合法代表であると考えるが、実際には台湾、澎湖、金門、馬祖などの自由地域のみを統治範囲と認めている。大陸は「一つの中国、二つの政治実体」の対等な政治体として暗黙に認めているが、中華人民共和国の存在と法的地位は定義していない。 |                                |
| 両国の国家統一の追求に関する違い | 中華人民共和国は台湾を自国領土と主張し、中華民国は既に存在しないと考える。台湾は中華人民共和国に復帰し、中国統一を実現すべきだとし、一国二制度の方針で台湾特別行政区を設置し高度な自治を与えるべきだと主張する。国際的に中国を代表できるのは中華人民共和国政府だけだとする。 | 中華民国は憲法と国統綱領に基づき、自身を独立主権国家と主張し中華人民共和国に属さない。民主・自由・均富の共通認識や人権保障、台湾住民の意志を尊重したうえで、双方は協力交渉を通じて統一中国を共に再建できると考えている。 |                                |
| 現在の公式態度                   | 中国共産党中央委員会総書記の習近平は対台湾方針で「一つの中国の九二共識」を基礎とし、台湾当局に中華人民共和国の一つの中国原則をまず認めさせ、中国統一を推進、その前提で両岸交渉が可能とした。中国大陸は台湾に対し一国二制度を採用可能と認めたが、台湾当局の拒否により、大陸政府は台湾当局との公式交渉を停止している。 | 蔡英文政権は台湾コンセンサスを提唱し、中華人民共和国とのいかなる協議も台湾の民意を尊重しなければ進められないと主張。中華人民共和国政府は中華民国政府との協議ルートを閉鎖した。野党の中国国民党と前総統馬英九は、中華民国政府は「原汁原味の九二共識」つまり憲法の一中と一中各表に戻り、中国大陸と交渉を続けるべきと主張し、台湾に有利な政策を得ようとしている。 |                                |

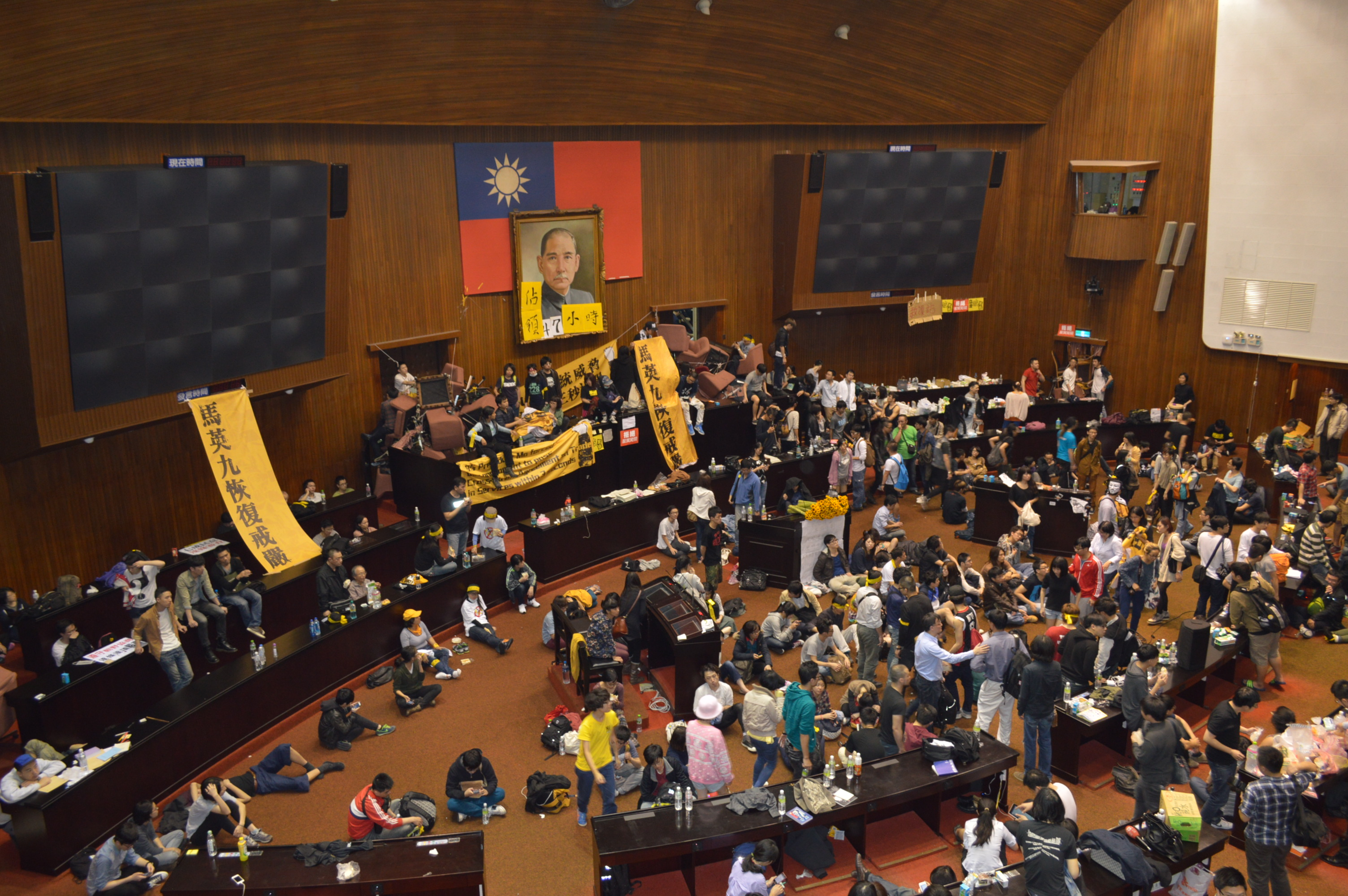
ひまわり学生運動で占拠された立法院

2007年の中国共産党第十七回全国代表大会で、中央総書記の胡錦濤は再び「両岸で和平協定を締結する」主張を提起したが、当時の与党であった民主進歩党はこれを無視した。しかし、2008年中華民国総統選挙の後、国民党所属の総統馬英九は「中国大陸と和平協定を結ぶことを排除しない」と述べたものの、具体的なスケジュールは示さなかった。2011年10月に再度この提案をし、その後は市民投票の承認を得てから署名すると言ったが、この発言は民主進歩党を中心とする泛緑の批判を招いた。彼らはこれを一方的に統一への道を開く降伏的な協定とみなし、現状変更を含むとして、台湾の民意がその権限を与えておらず、第三者の監視や保証も欠けていると批判した。アメリカなどの国も中国共産党を信用しておらず、結局この話は進展しなかった。2014年春にひまわり学生運動が起き、両国の後続交渉は停滞した。2015年にはシンガポールで両国の指導者会談が行われたが、双方は共同声明や協定を発表せず、和平協定は議論の段階にとどまった
2016年に民主進歩党所属の蔡英文が中華民国総統に就任すると、九二共識を受け入れないと表明し、中華人民共和国側は即座に両国の公式交流を中断した。:1202016年末以来、中国人民解放軍の軍用機が台湾本島周辺を飛行し始め、中華民国側はこれを圧力や騒擾だと指摘した。2017年、中華人民共和国側は中華民国外交部長李大維の国際連合参加推進に関する発言を問題視し、蔡英文政権は中華人民共和国の挑発に対処するため国防予算をさらに引き上げた。2019年、解放軍の軍用機が初めて意図的に台湾海峡中間線を越えた。2021年11月、中共中央台弁は行政院長の蘇貞昌や在米代表の蕭美琴ら台湾要人を台独頑固分子のリストに入れて制裁を行い、中華民国と中華人民共和国の関係は1980年代に交流再開して以来の最低水準に落ちた。
2021年3月9日、米国インド太平洋軍司令官フィリップ・デービッドソン海軍大将は、中華人民共和国がその野心を加速しており、6年以内に台湾を攻撃する恐れがあると警告し、米国のアジアにおける影響力に取って代わろうとしていると述べた。また、台湾の防衛力を維持するために中華民国国軍と共同訓練を行い、防衛物資を提供すると発表した

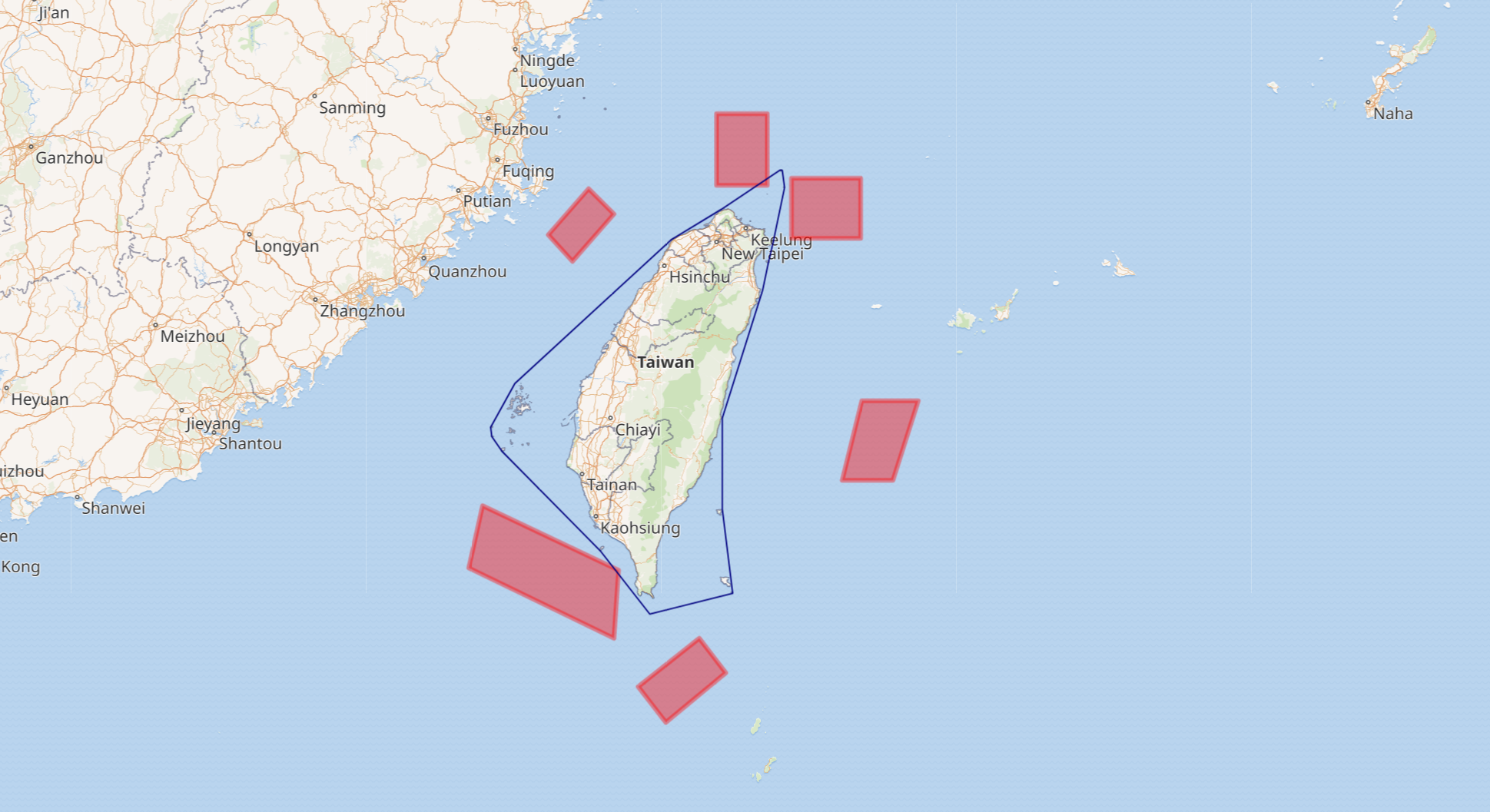
2022年の中国人民解放軍の軍事演習範囲

2022年8月、アメリカ下院議長ナンシー・ペロシの台湾訪問により、中華民国と中華人民共和国の関係は再び悪化した。中国人民解放軍は初めて台湾本島の東岸近くで訓練を行い、解放軍の軍艦や軍機は台湾海峡中間線を越えた
2023年11月15日、中共中央総書記の習近平はAPEC首脳会議の期間中に米国大統領ジョー・バイデンと二国間会談を行い、習近平は中国に台湾を攻撃する計画はないとバイデンに伝え、バイデンは台湾海峡の平和と安定の重要性を強調した。
2023年11月29日、蔡英文は克服困難な国内の経済・政治的課題を挙げつつ、中華人民共和国が台湾に侵攻する可能性は低いと述べ、主要盟国である米国の対台防衛政策については「台湾の民衆は自らを防衛することに強くコミットしており、自国を守る責任があることをよく理解している」と表明した
2023年12月30日、「務実的な台独工作者」を自称する民進党候補の賴清德は総統選テレビ討論で、台独の定義は「両岸互いに隷属しないこと」であり、中華民国の主権は2300万の台湾民衆にあると主張し、台湾は中華人民共和国に属さず、二つの政権は互いに隷属しないと述べた。この発言は中共中央台湾工作弁公室の抗議を引き起こした。賴清德が中華民国第16代総統に当選した後、中共中央台湾工作弁公室と中華人民共和国外交部は台湾独立に反対し、中国は必ず統一すると改めて表明した
2025年3月13日、中華民国総統賴清德は公に「中国は台湾の域外敵対勢力だ」と指摘し、中国が台湾に浸透して台湾社会の安定をかき乱し、メディア戦、心理戦、法律戦などを通じて台湾民衆の国家認同を混乱させていると主張した。これに対し、中華人民共和国外交部報道官の毛寧は直ちに「台湾に総統はいない。台湾問題は外交問題でもない」と述べた。これに対して中華民国外交部は、中華人民共和国側が国際社会を誤導して世論を惑わし、台湾地域が中国共産党の支配を受けたことは一度もないという客観的歴史的事実を無視していると反論した

## 関連作品
映画
- レッドダスト（1990年、香港）
- 活きる（1994年、中国）
- 戦場のレクイエム（2007年、中国）
- 建国大業（2009年、中国）
- The Crossing ザ・クロッシング Part I & Part II（2014年・2015年、中国・香港）